# کتاب‌شناسی بهاءالله

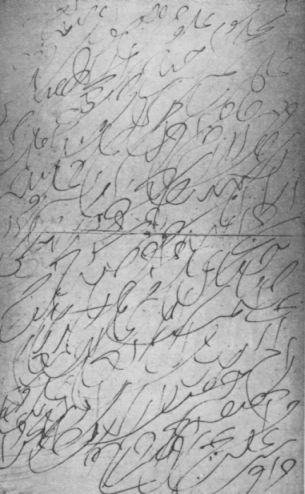
نسخه اولیه از یکی از صفحات تجلیات، اثر بهاءالله، به خط میرزا آقا جان

میرزا حسین علی نوری ملقب به بَهاءُالله، بنیان‌گذار آئین بهائی، آثار بسیاری در قالب کتاب، اشعار، الواح و مناجات از خویش بر جا گذارده‌است. آثار قلمی او مجموعهٔ وسیع و متنوعی را در بر می‌گیرد که به دو زبان فارسی و عربی و در یک بازه زمانی چهل ساله به رشته تحریر درآمده که شامل قبل و بعد از اعلان رسالت او در ۱۲۴۲ شمسی می‌باشد. تا کنون نسخه اصلی حدود بیست هزار اثر مکتوب از بهاءالله، شامل الواح یا نامه‌هایی مختصر تا رسائل و کتب مطول، در مرکز جهانی بهائی گردآوری شده که مجموعه ای بالغ بر هفت میلیون کلمه را تشکیل می‌دهند. بهائیان بر این باورند که آثار بهاءالله به همراه آثار قلمی باب، بنیان‌گذار دیانت بابی و بشارت‌دهنده به ظهور بهاءالله، تماماً منبعث از وحی الهی است که مجموعاً آثار مقدس دیانت بهائی را تشکیل می‌دهند. فهم و درک تأثیر این آثار در زندگی فردی و جمعی بشری، به منظور به‌کارگیری آنها در مسیر تحول اجتماعی و دستیابی به صلح عمومی، با توجه به تفاسیر و تبیینات عبدالبهاء و شوقی افندی، و توضیحات بیت العدل اعظم بیشتر میسر می‌گردد.

نمونه ای از نسخهٔ اولیه آثار بهاءالله به خط میرزا آقا جان

اگر چه آثار بهاءالله، که غالباً به عنوان الواح از آنها یاد می‌شود، موضوع‌های بسیار متنوعی را در بر می‌گیرد و خطاب به افراد گوناگون، در موقعیت‌های متفاوت و در طول چهار دهه نگاشته شده‌است، اما می‌توان گفت که همگی بر شالوده مفهوم اساسی وحدت در عین تنوع ساخته و پرداخته شده‌اند: وحدت خداوند ورای تصورات کثیره ای که از ذات الوهیت موجود است؛ وحدت پیامبران الهی صرف نظر از تفاوت‌هایی که در پیام ایشان وجود دارد؛ وحدت دین با وجود تجلیات به ظاهر متناقضش در عالم وجود؛ و نهایتاً وحدت نوع بشر که از یک سو اختلافات همیشگی بین مجامع، اقوام و ملل آن به عاملی ثابت در طول تاریخ بدل شده و اتحاد و اتفاقش، از سوی دیگر، هدف غایی ظهور بهاءالله است. بهاءالله در وصیتنامه خود موسوم به کتاب عهدی چنین بیان می‌نماید:
مقصود این مظلوم از حمل شدائد و بلایا و انزال آیات و اظهار بیّنات اخماد نار ضغینه و بغضا بوده که شاید آفاق افئدهٔ اهل عالم بنور اتّفاق منوّر گردد و باسایش حقیقی فائز.
تقریباً دو سوم از آثار بهاءالله به زبان عربی است و مابقی یا به زبان فارسی یا به تلفیقی از هر دو زبان تحریر گشته. سبک عربی مورد استفاده او با سبک عربی مورد استفاده در متون مذهبی ایران در قرن نوزدهم میلادی متفاوت است. در فارسی نیز اگر چه سبک مورد استفاده با فارسی زمان خود مطابقت دارد، اما مکرراً از کلماتی با ریشه عربی استفاده شده‌است. البته بهاءالله آثاری به فارسی سره نیز دارد که در آنها هیچ کلمه‌ای با ریشه عربی دیده نمی‌شود. مخاطب این آثار زرتشتیان و بهائیانی بودند که پیشینه دینی زرتشتی داشتند.
بهاءالله اکثر آثارش را به کاتب وحی، میرزا آقا جان، دیکته می‌نموده که معمولاً پس از پاکنویس و نسخه برداری به گیرنده ارسال می‌شده‌است. شایان ذکر است که منظور از پاکنویس، ویرایش آثار نبوده بلکه به علت سرعت بیان بهاءالله، کاتب مجبور به تند نویسی بوده‌است که به نوبه خود باعث ناخوانا بودن اوراق می‌گشته تا جایی که حتی میرزا آقا جان بعضاً برای پاکنویس به کمک بهاءالله نیازمند بوده‌است. تا کنون حدود هزار نسخه از آثار بهاءالله که به خط خود او به رشته تحریر درآمده نیز در مرکز جهانی بهائی گردآوری شده‌است.

یک صفحه از نسخه اولیه «لوح ابن ذئب» به خط میرزا آقا جان

به‌طور کلی آثار بهاءالله را می‌توان مطابق با سه دوره زمانی از زندگانی او تقسیم کرد که با تبعید او به بغداد، روملی، و عکا نیز مطابقت دارد. لحن بهاءالله در این سه دوره متفاوت است و از بیان و زبانی عرفانی و معنوی در دوره اول، به اثبات رسالت و تبیین مقام خود به عنوان پیامبری جدید در دوره دوم، و شرح و بسط تعالیم اجتماعی آیینش در سومین دوره تغییر می‌نماید. شوقی افندی در کتاب «قرن بدیع» این سه دوره را به ترتیب به حلول «ربیع الهی»، ایام «صیف عزت و جلال الهی»، و فصل «اثمار بهیّه» تعبیر می‌نماید. چندین هزار اثر از بهاءالله مربوط به هر یک از این ادوار بر جای مانده که عمدتاً در جواب سوالات و نامه‌های پیروان اوست که در پهنه ایران، امپراتوری عثمانی، هند و آسیای میانه می‌زیسته‌اند. از برخی آثار بهاءالله می‌توان به کتاب ایقان، کلمات مکنونه، جواهر الاسرار، چهار وادی، هفت وادی، کتاب عهدی و کتاب اقدس اشاره کرد.
مخاطب پیام بهاءالله تمامی نوع بشر بوده،  و هدف از آموزه‌های او بازسازی عالم و ترقّی بشریت به عنوان یک کل است. او به‌طور مشخص اصل یگانگی نوع انسان را اعلان می‌دارد، سران ممالک را ترغیب می‌کند تا برای حل و فصل اختلافاتِ موجود و دستیابی به صلح گرد هم جمع شوند و با ایجاد امنیت جمعی از آن پاسداری کنند. او همچنین در راستای رسیدن به یک جامعه متحد جهانی خواستار اتخاذ یک زبان و خط بین‌المللی، ترویج یک نظام آموزشی همگانی و اجباری، و تعیین واحد پول و اندازه‌گیری یکسان می‌شود. بهاءالله بر ترکِ تعصبات دینی، نژادی و جنسیتی، و پرهیز از ملی‌گرایی افراطی تأکید می‌کند. آموزه‌های او حامی جدی آزادی جقوق زنان است و تأکید او بر تعلیم و تربیت دختران یکی دیگر از نمونه‌های متعددِ حمایت وی از بهبود وضعیت زنان می‌باشد. بهاءالله در آثار خود بیان می‌کند که نزد خدا زن و مرد برابر هستند و هیچ‌یک بر دیگری برتری ندارد.
بهاءالله از بهائیان می‌خواهد که آئین او را با درست زیستن، رفتار پسندیده و تبلیغ ترویج دهند، فضائل اخلاقی چون راستگویی، پاکدامنی، درستکاری، امانت‌داری، وفاداری، ادب، بردباری، عدالت و انصاف را در پیش گیرند و با پیروان ادیان دیگر با منشی دوستانه و با محبت معاشرت نمایند. او همچنین از آنها می‌خواهد شهروندان نمونه در کشورهای محل سکونت خود بوده و نسبت به دولت مطبوع خود صادق، درستکار و وظیفه‌شناس باشند، به هیچوجه سبب خشونت و فساد نشوند، از تعصب، غرور، مجادله، نزاع، غیبت و افتراء پرهیز کنند و تلاش خود را در جهت خدمت به نوع بشر مبذول دارند. او نزاع و جدال را منع می‌نماید و هر شکلی از خشونت مذهبی به خصوص جهاد را محکوم و ممنوع اعلام می‌کند، و به تفصیل از نقش حقیقت دین به عنوان عاملی برای جلوگیری از جرم و حفظ نظم اجتماعی می‌گوید. بهاءالله همچنین جمع‌آوری صدقه، رهبانیت و بطالت را محکوم می‌کند و بر ضرورت اشتغال به کار تأکید می‌نماید.
بهاءالله با تأکید بر ذات استعلایی خداوند، حلول و تجسد او و عقیده وحدتِ وجود را رد می‌کند و او را ورای این جهان می‌داند. الهیات بهائی از نوع الهیات سلبی است؛ در اندیشه بهاءالله ذات خداوند قابل شناخت نیست و انسان‌ها او را از طریق تجلی او در پیامبرانش می‌شناسند. قدم آغازین در شناخت الهیات بهائی درک مفهوم ظهور تدریجی-تکاملی وحی الهی در طول تاریخ ادیان (تسلسل ادیان) است. خداوند خود را در این جهان به واسطه پیام‌آورانش در یک فرایند تدریجی-ادواری، و منطبق با استعداد درک بشر و مقتضیات زمان و محیط، متجلی می‌سازد و بدین سان ادیان از طریقِ فرایندِ «ظهور تدریجی وحی»، همانند دانه‌های یک زنجیر، به هم پیوند می‌خورند. این یک فرایند متناوب و در عین حال تکاملی است. از طرفی با ظهور هر دینی «حقایق ابدی» و تغییرناپذیری، همچون اصول معنوی و اخلاقی، که در میان پیروان دین قبل با گذشت زمان و تمسک کورکورانه به سنت به فراموشی سپرده شده بود دوباره زنده می‌شود. در این نگاه، ظهور پیاپی ادیان را می‌توان به آمدن فصل بهار تشبیه کرد، که با آمدن هر بهاری شکوفایی و نوزایی مجدد جایگزین سرما و مرگِ زمستانِ قبل می‌شود. از طرفی دیگر، برخی حقایق دینی نسبی هستند و سیری تکاملی می‌پیمایند به این معنی که آموزه‌های دینی از طریق ظهور دائمی ادیان با تغییر مقتضیات زمان و ظرفیت فهم بشر تغییر می‌کنند. تغییر و تحولات تعالیم اجتماعی در سیر تکاملی ادیان مثال خوبی برای حقایق نسبی و تغییرپذیر دین است. هدف از ظهور پیامبران ظهور فیض الهی و تربیت معنوی انسان برای پیشرفت روحانی او در این جهان و آمادگی او برای زندگانی ابدی است. در دیدگاه بهائی، پیامبران هم دارای مقام انسانی و هم مقام الهی هستند. در مقام الهی از آنجا که همگی تجلی خداوند واحد هستند و اسماء و صفات او را منعکس می‌کنند در حقیقت یکی هستند، ولی در مقام انسانی شخصیت‌های فردی متفاوتی دارند.
بهاءالله در نامه‌هایی که به سران ممالک ارسال نمود خود را موعود تمامی ادیان و مُصلح عالم که برای اتحاد نوع بشر ظهور کرده خواند و سران کشورها را به پذیرش رسالت خود دعوت نمود و از آنها خواست تا از مسابقه تسلیحاتی و تحمیل هزینه‌های آن بر مردم دست بکشند. به‌طور دقیق‌تر در این نامه‌ها بهاءالله سران ممالک را به تشریک مساعی در تشکیل یک دادگاه بین‌المللی برای دستیابی به صلح و رفع اختلافاتِ موجود بین کشورها فرا می‌خواند. این مجمع جهانی به گفته او باید توسط یک ارتش بین‌المللی که متشکل از کشورهای عضو است و حل و فصل صلح‌آمیز مناقشات بین‌المللی را به اجرا می‌گذارد، مورد پشتیبانی قرار گیرد.
بهاءالله در این نامه‌ها همچنین سران ممالک را بر کاهش مالیات‌های سنگین، حمایت از فقراء و طبقه کارگر و ارائه خدمات ضروری اجتماعی از طریق هزینه‌هایی که از خلع سِلاح به دست می‌آید فرا خوانده‌است. به عقیده او تمام مردمان حق غذا، سرپناه، آموزش و حکومتی که مردم را نمایندگی می‌کند را دارند. بهاءالله همچنین از دموکراسی، حکمرانی قانون، سلطنت مشروطه، حکومت پارلمانی و عدالت و تساوی برای همگان بدون در نظر گرفتن دین پشتیبانی نموده‌است.
در نامه‌های بهاءالله همچنین موضوعات و اصولی تبیین شده‌است که می‌توانند به شکل‌گیری ساختارهایی بین‌المللی برای ایجاد جامعه متحد جهانی کمک کنند. از جمله این دستور العمل‌ها اتخاذ یک زبان و خط بین‌المللی، ترویج یک نظام آموزشی همگانی و اجباری، و تعیین واحد پول و اندازه‌گیری یکسان است. با انتخاب یا ایجاد یک زبان و خط بین‌المللی مردم کشورهای مختلف می‌توانند در عین حفظ هویت فرهنگی خود با مردم سایر نژادها و ملل ارتباط برقرار کنند. نظام آموزشی اجباری و همگانی موجب ریشه کن شدن بیسوادی خواهد شد و سیستم یکسان اوزان و مقادیر بین‌المللی موجبات ایجاد استانداردی جهانی در عرصه اقتصاد را فراهم خواهد کرد. در جهانی که در آن امنیت جمعی برقرار است هزینه‌های نظامی و تسلیحاتی کشورها به نحو چشمگیری کاهش خواهد یافت و درآمدهای مالیاتی صرف رفاه اجتماعی خواهد شد.
بهاءالله نامه‌هایی هم به رهبران ادیان من جمله پاپ پی نهم نوشت. او در نامه به پاپ پی نهم وی را به بررسی پیام و رسالت خود دعوت کرد و به واگذاری حکومت عرفی (سلطه خود بر ایالات کلیسا)، ترکِ جزم اندیشی و تعصبات دینی، حذف تشریفات زائد، ترک انزوای قصر واتیکان، دیدار با روسای مذاهب غیر کاتولیک، و دعوت سران ممالک به عدالت، و نصرتِ رسالت خود فراخواند. او همچنین به کشیشان کاتولیک توصیه کرد تا از انزوای کلیساها و صومعه‌ها خارج شوند، ازدواج کنند و به فعالیت در اجتماع و آنچه باعث منفعت آنها و عموم می‌شود مشغول گردند. بهاءالله همچنین در این نامه‌ها متذکر می‌شود که اساساً پیشوایان دینی در تاریخ، نخستین کسانی بودند که پیامبران (مؤسسان ادیان) را انکار می‌کردند و مورد آزار قرار می‌دادند.
بهاءالله در نامه‌هایی که به سران کشورهای مسلمان ارسال داشت از جدایی دین از سیاست و مشروعیت دولت عرفی حمایت کرد و بر دوری بهائیان از خشونت و فساد تأکید نمود. او نامه‌هایی نیز به بعضی از علمای سرشناس ایران نوشت و ایشان را عامل سقوط اسلام دانست و به علت سرکوب و کشتار بهائیان سخت مورد بازخواست قرار داد.
بهاءالله برای حفظ وحدت جامعه بهائی و جلوگیری از انشقاق، اصلی را بنا نهاد که با عنوان عهد و میثاق شناخته می‌شود. بر طبق این اصل، او چگونگی تداوم جریان هدایت، مسئلهٔ جانشینی و توضیح و تبیین آثار خود را با دستورالعمل‌های صریح، روشن و کتبی مشخص نمود. بر اساس این اصل بهاءالله مسئولیت هدایت و رهبری جامعه را پس از خود به پسر ارشدش، عبدالبهاء، سپرد. سپس بنا به وصیت عبدالبهاء در الواح وصایا این مسئولیت به شوقی افندی، نوهٔ دختری عبدالبهاء، و در نهایت همان‌طور که بهاءالله و جانشینانش مشخص کرده بودند به بیت‌العدل اعظم مُحوّل شد. بهاءالله طبقه پیشوایان و روحانیون دینی را در آیین بهائی منسوخ نمود و اداره امور جامعه را بر عهده سیستمی متشکل از موسسات انتخابی نهاد، که در راس آن بیت‌العدل اعظم قرار دارد و بر پایه تصمیم‌گیری جمعی و مشورت عمل می‌کند. اصول این نظام در آثار بهاءالله آمده‌است و عبدالبهاء و شوقی افندی جزئیات آن را تشریح کردند و به مرحله اجرا درآوردند که با عنوان نظم اداری بهائی شناخته می‌شود.
جهت اختصار، در ادامه این مقاله به معرفی بسیار اجمالی بیش از ۱۴۰ اثر از بهاءالله، که شوقی افندی به عنوان شناخته شده‌ترین آثار او معرفی نموده، پرداخته می‌شود. فهرست زیر این آثار را مطابق با ادوار سه‌گانه یادشده دسته‌بندی می‌نماید. شایان ذکر است که از نوشته‌های بهاءالله در ایران اطلاعات دقیقی در دست نیست به جز در مورد قصیده‌ای بیست بیتی به نام «رشح عما» که مربوط به دوره زندان چهار ماههٔ او در سیاه چال تهران است. این قصیده با بیت «رشح عما از جذبه ما می‌ریزد، سر وفا از نغمه ما می‌ریزد» آغاز می‌شود.

## ربیع الهی: عراق (۱۸۵۳–۱۸۶۳ میلادی)

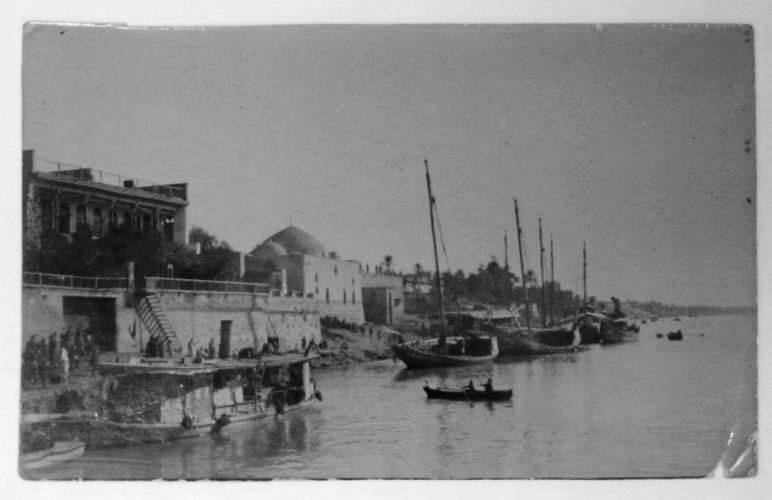
بغداد ۱۹۱۹ میلادی

### سالهای اولیه دوره بغداد، و کردستان (آوریل ۱۸۵۳ - مارس ۱۸۵۶ میلادی)
بهاءالله یک سال پس از تبعید به بغداد در ژانویه ۱۸۵۳ آثاری به رشته تحریر درآورد که به ترویج امر باب می‌پرداخت. او به تدریج روحیه جامعه ناامید و رو به انحلال بابی را از طریق نوشته‌هایش که بر اهمیت رفتار اخلاق‌مند و دوری از اعمالی که سبب ناآرامی‌های اجتماعی می‌شود بالا برد. این آثار همچنان اشاره‌هایی در پرده به دعاوی نوپای پیامبری بهاءالله دارد و در عین حال مرجعیت صوری میرزا یحیی برادر ناتنی بهاءالله را نیز تأیید می‌کند. در این میان هر چه احترام بابیان به بهاءالله بیشتر می‌شد بر کینه و حسادت میرزا یحیی که خود دعوی رهبری داشت افزوده می‌گشت. بهاءالله که نمی‌خواست سبب اختلاف شود در تاریخ ۱۰ آوریل ۱۸۵۴ بغداد را به مقصد کوه‌های کردستان ترک کرد تا از میرزا یحیی فاصله بگیرد. او در طول اقامت خویش در شهر سلیمانیه با بزرگان متصوفه محشور بود و اشعار شورانگیزی از خویش برجای نهاد. نمونه‌های زیر از آثار او در این دوره است.
- خطبه صلوات: که به زبان عربی نگاشته شده و در آن بهاءالله، که هنوز رسالت خویش را اعلان ننموده و از پیروان باب محسوب است، همکیشان خویش را به عظمت ظهور باب یادآور می‌شود و به ظهوری جدید بشارت می‌دهد.[۳] نقل قول زیر سرآغاز این اثر است. الحمد لله الذی قد اظهر الطلعه بالجذبات و لقد اغن الورقه بالسر السطر من ورآء…[۳۹]
- لوح کل الطعام: تفسیری شامل تعابیری نمادین به زبان عربی بر آیه «کُلُّ الطَّعَامِ کَانَ حِلًّا لِّبَنِیۡۤ اِسۡرَآءِیۡلَ…» از سوره آل عمران از قرآن.[۳] این لوح با ذکر و ثنای خداوند آغاز می‌گردد که قسمتی از آن در این مقال درج می‌شود. فسبحانک اللّهمّ یا إلهی کیف أدعوک ببدایع ذکرک بعد الّذی قطعت السّبیل عن معرفة کنه ذاتک وکیف لا أدعوک وأنت ما خلقتنی إلّا لذکر آلائک وتحمید نعماتک فسبحانک إنّی کنت لدیک لمن السّاجدین[۴۰]
- قصیده عز ورقائیه: قصیده ای دو هزار بیتی به زبان عربی که بر وزن و سبک قصیده تائیه کبری از ابن فارض، در سلیمانیه سروده شده و در آن بهاءالله به تجلیل و تکریم روح قدسی می‌پردازد که به صورت حوریه الهی بر او نازل شده‌است؛ از بلایای وارده بر خود در راه خدا سخن می‌گوید و به تسلیم و رضای خود در مواجهه با بلایای بیشتر در این مسیر شهادت می‌دهد.[۳] دو بیت زیر بدایت این قصیده است. أجذبتنی بوارق أنوار طلعته، لظهورها کلّ الشّموس تخفّت؛ کأنّ بروق الشّمس من نور حسنها، ظهرت فی العالمین وغرّت[۴۱]
- ساقی از غیب بقا: شعری به زبان فارسی که در سلیمانیه نگاشته شده و در آن بهاءالله به زبانی عرفانی به این حقیقت که موعود جمیع ادیان است اشاره می‌نماید. دو بیت زیر آغازگر این قصیده اند.[۳]ساقی از غیب بقا برقع بر افکن از عذار، تا بنوشم خمر باقی از جمال کردگار؛ آنچه در خمخانه داری نشکند صفرای عشق، زان شراب معنوی ساقی همی بحری بیار[۴۲]
- بازآ و بده جامی: شعری دیگر به فارسی که در آن بهاءالله به مضامینی چون عشق خداوند، حیات جاودان، فنای فی الله، و نثار جان در راه محبوب اشاره می‌نماید.[۳] مطلع این شعر چنین است. بازآ و بده جامی این ساقی عطشانرا، زان ساغر باقی ده این فانی دوران را؛ این هیکل فانی را بر سوز و برو خندان، تا از روزن جان بینم رخسارهٔ جانان را[۴۳]

### سالهای میانی دوره بغداد (مارس ۱۸۵۶–۱۸۵۸ میلادی)
هنگامی که بهاءالله از سلیمانیه به بغداد بازگشت جامعهٔ بابی اوضاع نابسامانی داشت و دچار ناامیدی و تفرقه شده بود. بهاءالله که مُصمم بر تغییر وضعیت موجود بود شروع به تلاش برای احیای جامعهٔ بابی در عراق و ایران نمود. او با نگارش و انتشار آثار متعددی که نمونه‌هایی از آن ذیلاً درج گردیده موفق شد تا درک جدیدی از شریعت، ایمان، معنویت، و اخلاق برای بابیان فراهم آورد.
- کلمات مکنونه: این اثر در قالب جملات گزیده (۷۱ فقره در عربی و ۸۲ فقره به زبان فارسی) نوشته شده‌است. بهاءالله در این مجموعه که از زبان خداوندگار به رشته تحریر درآمده به جوهر حقایق روحانی مندرج در ادیان قبل به‌طور مختصر اشاره می‌کند، بر شرافت و اصالتِ الهیِ روح انسانی تأکید می‌نماید، اُنس با آفریدگار را توصیه نموده و وحدت نوع بشر را اعلان می‌نماید و متعاقباً به عشق و مَودّت، و انصاف و معاضدتی که لازمه و منبعث از این وحدت ذاتی است رهنمون می‌گردد.[۳] قطعه زیر سرآغاز کلمات مکنونه فارسی ست. ای صاحبان هوش و گوش اوّل سروش دوست اینست. ای بلبل معنوی، جز در گلبن معانی جای مگُزین و ای هدهد سلیمانِ عشق جز در سبای جانان وطن مگیر و ای عنقای بقا جز در قاف وفا محل مپذیر. اینست مکان تو اگر بلامکان بپر جان برپری و آهنگ مقام خود رایگان نمائی[۴۴]
- چهار وادی: که در حدود سال ۱۸۵۷ و در پاسخ به سؤالات شیخ عبدالرحمن کرکوکی، یکی از رهبران صوفیه، نوشته شده‌است به بررسی چهار مسیر متفاوت اما مکمل برای وصول به پروردگار می‌پردازد. بهاءالله این چهار طریق را نفس، عقل، عشق و فؤاد بیان می‌دارد.[۴۵] چهار وادی از دیگر آثار او به سبک عرفانی است که گزیده‌ای از آن در ذیل درج شده. چه لطیف است این ماء عَذب از ید ساقی محبور و چه رقیق است این خمر طهور از دست طلعت مخمور و چه نیکو است این طعام سرور از کأوس کافور هنیئاً لمن شرب منها و عرف لذّتها و بلغ الی مقام معرفتها[۴۶]
- هفت وادی: این اثر در حدود سال ۱۸۶۰ و در پاسخ به سؤالات مطرح شده توسط شیخ محی الدین، قاضی خانقین و از پیروان تصوف نوشته شده‌است. هفت وادی یکی از برجسته‌ترین آثار عرفانی بهاءالله است که سبک و سیاق منطق الطیر عطار را به خاطر متبادر می‌نماید. او این هفت وادی را به ترتیب: طلب، عشق، معرفت، استغناء، توحید، حیرت، و فقر حقیقی و فنای اصلی می‌نامد و به تشریح مراتب سیر و سلوک طالب در این هفت وادی می‌پردازد.[۳] متن زیر برگرفته از این اثر است. ای برادر من، تا بمصر عشق درنیائی به یوسف جمال دوست واصل نشوی و تا چون یعقوب از چشم ظاهری نگذری چشم باطن نگشائی و تا بنار عشق نیفروزی بیار شوق نیامیزی… بسیار هوش باید تا لایق جوش عشق شود و بسیار سر باید تا قابل کمند دوست گردد مبارک گردنی که در کمندش افتد و فرخنده سری که در راهِ محبّتش بخاک افتد. پس ایدوست از نفس بیگانه شو تا به یگانه پی‌بری و از خاکدان فانی بگذر تا در آشیان الهی جای‌گیری نیستی باید تا نار هستی برافروزی و مقبول راه عشق شوی[۴۶]
- کتاب ایقان: بهاءالله کتاب ایقان را در جواب سؤالهای دایی باب، حاجی میرزا سید محمد که هنوز به خواهرزاده خود ایمان نداشت نوشته‌است که در نهایت باعث ایمان او به آئین بابی شد.[۴۷] بهاءالله این اثر را اندکی قبل از اعلان رسالت خود در بغداد و در طی دو شبانه روز به رشته تحریر درآورد.[۴۸] کتاب ایقان حدوداً ۲۰۰ صفحه است و دو بخش اصلی دارد. این کتاب در ابتدا به نام رساله خالُویه و رساله استدلالیه معروف بود. بهاءالله در عکّا نام آن را ایقان (به معنی به یقین دانستن) نهاد.[۴۷] کتاب ایقان خداوند را غیرقابل شناخت، دور از دسترس، منبع وحی، یکتا، ابدی، علیم، همیشه حاضر و قدیر می‌داند. این کتاب توضیح می‌دهد که حقایق دینی نسبی است و بر تداوم ظهور وحی در طول تاریخ تأکید می‌کند؛ بر یگانگی انبیاء، جهانی بودن پیامشان، یکسانی تعالیم بنیادینشان، تقدیس کتب آسمانیشان و دو جنبه مقامشان (جنبه انسانی و الهی پیامبر) تأکید می‌کند؛ بی بصیرتی و انحراف پیشوایان دینی و علمای مذهبی را تقبیح می‌کند؛ متون تمثیلی عهد جدید، آیات غامض و متشابهات قرآن و برخی اخبار و احادیث اسلامی را، که باعث ایجاد سوء تفاهمات و دشمنی و اختلاف بین پیروان ادیان بزرگ جهان شده‌اند را تشریح می‌کند. کتاب ایقان همچنین به بیان معانی مفاهیمی همچون رجعت، قیامت، خاتمیت، و رستاخیز می‌پردازد.[۴۹] کلام زیر از بدایت این کتاب است. سالکین سبیل ایمان و طالبین کؤوس ایقان باید نفوس خود را از جمیع شئونات عَرَضیّه پاک و مقدّس نمایند؛ یعنی گوش را از استماع اقوال، و قلب را از ظنونات متعلّقه بسبحات جلال، و روح را از تعلّق باسباب ظاهره، و چشم را از ملاحظهٔ کلمات فانیه، و متوکّلین علی اللّه و متوسّلین الیه سالک شوند تا آنکه قابل تجلّیات اشراقات شموس علم و عرفان الهی و محلّ ظهورات فیوضات غیب نامتناهی گردند؛ زیرا اگر عبد بخواهد اقوال و اعمال و افعال عباد را از عالم و جاهل میزان معرفت حقّ و اولیای او قرار دهد هرگز به رضوان معرفت ربّ العزّة داخل نشود و به عیون علم و حکمت سلطان احدیّت فائز نگردد، و هرگز به سرمنزل بقا نرسد، و از جام قرب و رضا مرزوق نگردد.[۵۰]
- أصل کل الخیر: مجموعه کوتاهیست از جملات قصار به زبان عربی که به تعریف کُنهِ ذات یا اصل مواضیعی چون ایمان، عشق، حکمت، دین، تجارت، توکل، عزت، ذکر، انقطاع، فطرت، همت، عافیت، قدرت، و شجاعت می‌پردازد. نمونه زیر برگرفته از این اثر است.[۳] «رَأْسُ الإِیْمَانِ، هُوَ التَّقَلُّلُ فِی القَوْلِ وَالتَّکَثُّرُ فِی العَمَلِ وَمَنْ کَانَ أَقْوَالُهُ أَزْیَدَ مِنْ أَعْمَالِهِ فَاعْلَمُوا أَنَّ عَدَمَهُ خَیْرٌ مِنْ وُجُودِهِ وَفَنَائَهُ أَحْسَنُ مِنْ بَقَائِهِ»[۵۱]
- حروفات عالین: این اثر که تأملی  بر مفاهیمی چون فنای عالم، مرگ، بلایا و مصائب، و عدالت الهی است، در مصیبت مرگ یکی از بستگان بهاءالله به زبان عربی نگاشته شده.[۳] نکته قابل توجه در مورد این اثر این که، بهاءالله، به درخواست بعضی، خود اقدام به ترجمه آن به فارسی می‌نماید و متن توضیحی زیر را به بدایت آن می‌افزاید. این جزوه در مصیبت حروفات عالین نوشته شده و لکن این ایّام بنفسی تخصیص یافت. بعد جمعی طالب شرح و تفسیر شدند که به لسان فارسی نوشته شود لهذا مرقوم گشت و از جواهر کلمات ظاهر و هویدا گشت و لکن چون ترجمه کلمه بکلمه مطابق فطرت اصلیّه ملاحتی نداشت آنچه بقلم جاری شد مسطور آمد اگر چه صاحبان بصیرت در حرفی از آن کلّ حقایق معانی را از دقایق روحانی و معانی ربّانی استنباط می‌نمایند، ولکِن چون بعضی را که در عالم طبیعت بشری ماوی است، دیده اعتراض باز است، لهذا به اظهار این بیان تبیان رفت بر سر و صدر اوراق مرقوم شود.[۵۲]

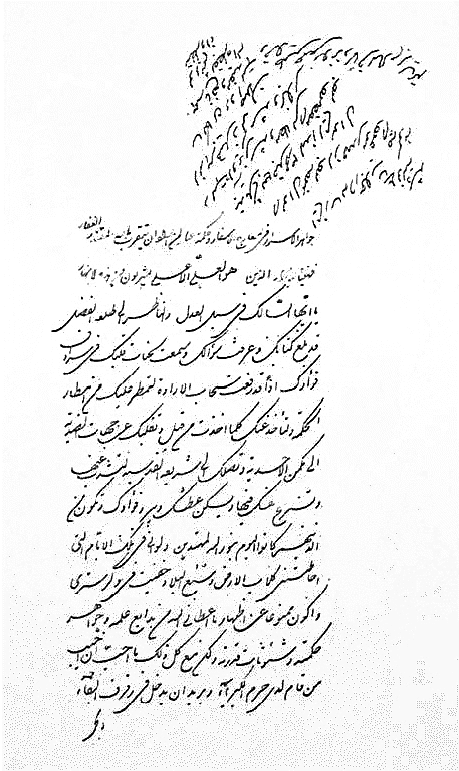
صفحه اول جواهرالاسرار با یادداشتی که به دست خط بهاءالله اضافه شده‌است.

- جواهر الاسرار: این اثر به زبان عربی و در پاسخ به سؤالی از طرف سید یوسف سدهی اصفهانی، یکی از رهبران مذهبی نجف نوشته شده که در مورد رجعت مهدی موعود سؤال پرسیده بود. این پاسخ در همان روز دریافت سؤال نگاشته گشته.[۵۳] جمله زیر طلیعه این اثر است. جواهر الأسرار فی معارِجِ الأسفار لمن أراد أن یتقرّب إلی الله المقتدر الغفّار فهنیئًا للأبرار الّذین یشربون من هذه الأنهار.[۵۴]
- لوح مریم: سه لوح مختلف به این نام از بهاءالله به جای مانده است. اما لوح مورد نظر در این مقال را خطاب به دختر عمه[۵۵] خود نگاشته و حاوی توصیفاتی از تبعید بهاءالله به بغداد، هجرتش به سلیمانیه، بازگشتش به بغداد و شرایط نا به سامان جامعه بابی در آن زمان، تلاشهای او برای احیاء بابیان، و اشاراتی ضمنی به مقام خود به عنوان پیامبری جدید است که تا به آن روز بر همگان آشکار نبوده.[۳] متن زیر قسمتی از این اثر است. ای مریم جمیع میاه عالم و انهار جاریه آن از چشم غلام است که بهیئت غمام ظاهر شده و بر مظلومیّت خود گریسته. باری این جان و سر را فی اَزَلِ الآزال در راه دوست دادیم و هر چه واقع شود بآن راضی و شاکریم. وقتی این سر بر سر سنان بود، و وقتی در دست شمر، وقتی در نارم انداختند، و وقتی در هوایم معلّق آویختند. وَ کَذَلِکَ فَعَلُوا بِنَا المُشرِکُونَ.[۵۶]
- لوح مدینة الرضا: این اثر در وصف مراتب تسلیم و رضا، به زبان عربی، نگاشته شده: رضا در برابر اراده الهی و قضایای او؛ رضا در نفس خویش که مستلزم انقطاع از دنیاست؛ رضا از بندگان راستان خداوند و مومنین؛ و نهایتاً رضا در مقابل تغییرات و تحولات عالم وجود.[۳] قسمتی از این لوح به قرار ذیل است. ومن یرید أن یسلک سبیل الرّضا ینبغی له بأن یکون رَاضِیًا عَنِ اللهِ بَارِئِهِ فیما قدّر له وبما جری من قلم عَلِیٍّ بالحقّ وبکلّ ما حدّد من عنده علی ألواح قدس حفیظ وبأن یکون رَاضِیًا عَنْ نَفْسِهِ وهذا لم یکن لأحد إلّا بعد انقطاعه عن کلّ من فی السّموات والأرض إن أنتم من العارفین لأنّ الإنسان لو یرتکب فی نفسه أقلّ من ذرّ من الفحشاء لن یرضی عن نفسه وهذا ما أشهدناکم بالحقّ لتکوننّ من الرّاضین.[۵۷]
- لوح مدینة التوحید: اثریست به زبان عربی و در باب الهییات در تشریح توحید: شامل توحید ذات الهی، توحید صفات خداوندی، توحید مظاهر وحی و پیامبران او، توحید آیات منزله بر ایشان، و توحید شرایعی که تأسیس نموده‌اند.[۳] گزیده زیر بخشی از این اثر است که به توحید ذات احدیت اشاره می‌نماید.  فاعلم یا سلمان بأنّا نشهد فی مقام توحید الذّات بأنّه واحد فی ذاته ولم یزل کان مستویا علی عرش التّوحید وکرسی التّفرید ولم یکن معه من شیء ولن یذکر عنده من أحد وهو الباقی القائم العزیز الکریم ولم یزل کان فی قیّومیّة ذاته ولم یکن معه ذکر شیء ولا عرفان نفس ولا توحید أحد إلّا أن یکون بمثل ما قد کان فی أزل الآزال لا إله إلّا هو العزیز الحکیم وانقطعت عن هذا المقام عرفان العرفاء وبلوغ البلغاء لأنّ دونه معدوم عنده ومفقود لدیه وموجود بأمره لا إله إلّا هو له الأمر والخلق وأنّه کان علی کلّ شیء خبیر.[۵۸]
- صحیفه شطیه: در این اثر که در آن از هر دو زبان فارسی و عربی استفاده شده بهاءالله ارزش ظهور معجزه برای اثبات نبوت پیامبران را به چالش می‌کشد. و تنها ملاک اثبات را نزول آیات عنوان می‌نماید. او همچنین با استفاده نمادین از جریان رود دجله به شرح مواضیعی چون قدرت مقاومت ناپذیر امر خداوند، قضا و قدر، و ریشه اختلاف در عالم می‌پردازد.[۳] متن زیر نمونه ای از این نثر است.آنچه از سماء مکرمت و سحاب مرحمت در بیان نازل فرموده‌اند حجت کلّیه و دلیل متقنه بجز تنزیل آیات چیزی قرار نفرموده‌اند لم یزل و لایزال این بود حجت خدا بر اهل ارض اگر امری از معدن لطف و بهاء دون آن ظاهر شد فضلا من اللّه بود وإلّا أعظم حجّت همانست که خود قرار فرمودند.[۵۹]
- سوره نصح: اثری نسبتاً طولانی به زبان عربی که به شرح قصص پیامبران قبل و داستان اعراض مردمان و علمای عصر از ایشان می‌پردازد و از این طریق مردم زمان خویش را نصیحت می‌نماید که مبادا چون گذشتگان از قبول پیامبر جدید که «من یظهره الله» می‌نامد غافل شده و سر باز زنند.[۳] جملات زیر از بدایت این اثر است. فسبحان الّذی نزّل الآیات بالحقّ علی النّبیّین والمرسلین وینزل حینئذ علی ما کان النّاس فی دین اللّه یعملون وفیها ما ینبئهم بصراط اللّه وفصل فیها کلّ شیء وهدی وذکری للّذینهم فی جنّة الفردوس بإذن اللّه یدخلون ویهدیهم سبل النّجاة ویبلغهم إلی شاطئ القدس فی جوار اللّه المهیمن العزیز القیّوم.[۶۰]
- تَفْسِیْرِ هُوَ: تفسیری غامض در باب اسما و صفات خداوند که حول محور کلام باب، که «مِرْآتِهِ القُدْسِیَّةِ وَالنُّورِ الأَزَلِیَّةِ» را با نام «هُوَ» از اسما الهی مرتبط می‌داند، شکل گرفته‌است. بهاءالله در این اثر به معانی ظاهری و باطنی «هُوَ» اشاره می‌نماید و آن را نمادی از وحدت اضداد، و کیمیای آب و آتش در داستان موسی‌ی نبی می‌گیرد.[۳] نقل قول زیر قسمتی از این اثر است. ثمّ اعلم یا أیّها السّائل بأنّ للإسم مراتب ومقامات وإشارات ودلالات وفی مقام لن یشهد فی الإسم إلّا تجلّی المسمّی وفی مقام یکون نفس المسمّی وحقیقته ونفسه وکینونته وفی مقام یکون المسمّی وفی مقام یدلّ علی المسمّی وفی مقام یطوف حول المسمّی لکلّ ذلک مراتب ومظاهر ومطالع کلّ یتحرّکون فی أراضی أمره ویمشون فی سبل إرادته ویذهبون فی مناهج فعله ولکلّ مقادیر عند ربّک ومیقات عند بارئک فیما قدّر من عنده وقضی بإمضائه…[۶۱]
- تفسیر حروفات مقطعه: تفسیری مفصل بر آیه نور از قرآن به زبان عربی که در آن بهاءالله به تفسیر حروف مقطعه قرآن نیز می‌پردازد. او این حروف را در ارتباط با شخص باب و آیین بابی، مراحل فن کیمیا، و حروف ابجد تعبیر و تفسیر می‌نماید.[۳] گزیده زیر طلیعه این اثر است. الحمد للّه الّذی خلق الحروفات فی عوالم العماء خلف سرادقات القدس فی رفارف الاسمی ثمّ أسقاهنّ من کؤوس البقاء فیما قدّر فی ألواح القضاء لیحیی بهنّ أفئدة المقرّبین فی جبروت الإمضاء ثمّ أقمصهنّ قمیص السّوداء لِمَا قدّر بتقدیره الأزلیّة فی مکمن القدر علی قباب الحمراء فیما سبق العلم بأن یستر ماء الحیوان فی ظلمات عوالم الأسماء عند سدرة المنتهی[۶۲]

### سالهای پایانی دوره بغداد (۱۸۵۸-آپریل ۱۸۶۳ میلادی)
در سالهای پایانی حضور بهاءالله در بغداد آثار او مملو از شور و بشارت به اعلان علنی رسالت او به عنوان پیامبری جدید است. آثار این دوره او همچنین به مصائب و مشکلات بیشتری که این اظهار برای او و همراهانش به همراه خواهد داشت اشاره می‌نماید. او رسالت خود را در اردیبهشت ۱۲۴۲ شمسی (۱۸۶۳ میلادی) در باغ رضوان، در ابتدای مسیر سفر از بغداد به استامبول، اعلان علنی نمود. آثار زیر مملو از بشارات و اشارات یادشده است.
- از باغ الهی: شعری به دو زبان فارسی و عربی در مدح و ثنای ظهور باب، و اعلان قرب «روز قیام»[۶۳] که «با صور انا الحق چون هادم اصنام»[۶۳] می‌آید.[۳] دو بیت زیر برگرفته از این شعر است. آن موجد بیضا آن مظهر اَبها در روز قیام آمد، های‌های هذا اُلَهٌ بدعانی هذا رُبَبٌ قدسانی هذا مِلَحٌ مزّائی؛ آن سرّ جمال اللّه وان صرف جلال اللّه با صوت و پیام آمد، های‌های هذا شُغَفٌ لمعانی هذا جُذَبٌ قدمانی هذا وَلَهٌ غِیْبانی؛[۶۳]
- لوح هله هله یا بشارت: شعری سرور انگیز به زبان فارسی در بشارت نزول «حور بقا» بر بهاءالله. آن حوریه الهی که هم قاتل عشاق است و هم محی ایشان.[۳] قسمتی از این شعر به قرار ذیل است. این نامه قدسی با هد هد تازی از شهر سبا آمد، هله هله هله یا بشارت؛ این وجهه باقی از امر الهی با ید بیضأ آمد، هله هله هله یا بشارت؛ این بازِ حجازی با لحن عراقی از ساعد شاه آمد، هله هله هله یا بشارت؛[۶۴]
- حور العُجاب: شعری به زبان عربی با لحنی پرشور که به ظهور و برون آمدن حوریه الهی از پس پرده‌های حجاب بشارت می‌دهد؛ از ندای عام او به اهل عالم خبر می‌رساند؛ از انکار و اعراض مردمان سخن می‌گوید؛ و حوریه مغموم از این انکار را به مکان قدس خود بازمی‌گرداند.[۶۵] قَد طلَعَ جَمَالُ الْقُدْسِ عَنْ خَلْفِ الْحِجَابِ وَإِنَّ هَذَا لَشَیءٌ عُجَابٌ؛ وَأَنْصَعَقَتِ الْأَرْوَاحُ مِنْ نَارِ الْإِنْجِذَابِ وَإِنَّ هَذَا لَأَمْرٌ عُجَابٌ؛ قُلْ کَشَفَتْ حُورُ الْبَقَاءِ عَنْ وَجْهِهَا النِّقَابَ وَتَعَالَی جَمَالُ بِدْعٍ عُجَابٍ؛ وَأَشْرَقَتْ أَنْوَارُ الْوَجْهِ مِنَ الْأَرْضِ إِلَی السَّحَابِ وَإِنَّ هَذَا لنُورٌ عُجَابٌ[۶۶]
- لوح عاشق و معشوق: در این اثر که به فارسی به رشته تحریر درآمده بهاءالله «بلبلان الهی» را مخاطب قرار داده و مژده گشوده گشتن «گلزارِ قِدم» و ظهور «گلی» نو می‌دهد؛ صلا می‌زند که از عالم و آنچه در اوست بگذرید تا «سلسله جنون عشق» بجنبانید؛ او همچنین هشدار می‌دهد که این موقعیت زود گذر است[۳] چرا که «عمرها چون برق می‌گذرد و فرقها بر بستر تراب مقرّ و منزل گیرد دیگر چاره از دست رود و أمور از شصت.»[۶۷] قسمتی از این اثر به قرار زیر است. ای بلبلان الهی از خارستان ذلّت بگلستان معنوی بشتابید و ای یاران ترابی قصد آشیان روحانی فرمائید. مژده بجان دهید که جانان تاج ظهور بر سر نهاده و ابوابهای گلزار قدم را گشوده. چشمها را بشارت دهید که وقت مشاهده آمد و گوشها را مژده دهید که هنگام استماع آمد. دوستانِ بوستانِ شوق را خبر دهید که یار بر سر بازار آمد و هدهدان صبا را آگه کنید که نگار اذن بار داده. ای عاشقان روی جانان غم فِراق را بسرور وصال تبدیل نمائید و سمّ هجران را بشهد لقاء بیامیزید. اگر چه تا حال عاشقان از پی معشوق دوان بودند و حبیبان از پی محبوب روان، در این ایّام فضل سبحانی از غمام رحمانی چنان احاطه فرموده که معشوق طلب عشّاق می‌نماید و محبوب جویای أحباب گشته. این فضل را غنیمت شمرید و این نعمت را کم نشمرید.[۶۷]
- لوح غلام الخلد: در این اثر که نیمی به عربی و نیمی به فارسی نگاشته شده بهاءالله به زبانی عرفانی و معنوی از ظهور «غلام خُلد»، که اشاره به شخص خویش است، حکایت می‌نماید. او جمال این غلام را همچو جمال یوسف توصیف می‌نماید که به واسطه حوریهٔ الهی از پس پرده حجاب بدر آمده و عاشقان خدا را به نزد معشوق می‌خواند.[۴۵] متن زیر قسمتی از بخش فارسی این اثر است. منادی بقا از عرش عما ندا فرمود؛ که ای منتظران وادی صبر و وفا و ای عاشقان هوای قرب و بقا، غلام روحانی که در کنائز عصمت ربّانی مستور بود، به طراز یزدانی و جمال سبحانی از مشرق صمدانی چون شمس حقیقی و روح قدمی طالع شد، و جمیع من فی السّموات و الأرض را بقمیص هستی و بقا از عوالم نیستی و فنا نجات بخشید و حیات بخشود. و آن کلمهٔ مستوره، که ارواح جمیع انبیا و اولیاء باو معلّق و مربوط بود، از مکمن غیب و خفا به عرصه شهود و ظهور جلوه فرمود. و چون آن کلمه غیبیّه از عالم هُویّه صِرفه و احدیّه محضه بعوالم ملکیّه تجلّی فرمود نسیم رحمتی از آن تجلّی برخاست که رائحه عصیان از کلّشیء برداشت، و خلعت جدید غفران بر هیاکل نامتناهی اشیا و انسان در پوشید. و چنان عنایت بدیعه احاطه فرمود که جواهر مکنون که در خزائن امکان مخزون بود از نفحه کاف و نون در ظواهر اکوان بجلوه و شهود آمد، به قسمی که غیب و شهود در قمیصی مجتمع گشتند و سِرّ و ظهور در پیراهنی بهم پیوستند. نفس عدم به ملکوت قدم برآمد. و جوهر فنا بر جبروت بقا وارد.[۶۸]
- لوح حوریه: در این اثر عربی بهاءالله از رؤیای خود در عالم مکاشفه سخن می‌گوید. رؤیایی که در آن حوریه الهی را می‌بیند که از عالم عصمت ابدی خود بیرون خرامیده با او ملاقات می‌کند، و از حزن بی‌نهایت او استفسار می‌نماید. حوریه وجود بهاءالله را به دنبال علت حزن می‌جوید تا بالاخره از غم بلایای وارده بر او خود نقش بر زمین شده و می‌میرد.[۲] متن زیر بدایت این اثر است. سبحانک اللّهمّ یا إلهی أذکرک حینئذ حین الّذی استشرقت شمس أُلوهیّتک عن أفق سماء سناء سیناء لاهوت أحدیّتک واستشرقت أنوار ربوبیّتک من صبح عماء لقاء بقاء جبروت صمدیّتک واستضائت ظلمات الملک من لمعان ضیاء بداء ملکوت أمرک[۶۹]
- لوح شکرشکن: نثری مُسجع به زبان فارسی که در آن بهاءالله اصطبار دوستان خدا در راه دوست حقیقی و در مواجهه با قضایای الهی را می‌ستاید و از ظهور بلایا و تضییقات جدید در این سبیل خبر می‌دهد.[۳] متن زیر آغازگر این اثر است. محبّان کوی محبوب و مَحرمان حَریم مقصود از بلا پروا ندارند و از قضا احتراز نجویند. از بحر تسلیم مرزوقند و از نهر تسنیم مشروب. رضای دوست را به دو جهان ندهند و قضای محبوب را بفضای لا مکان تبدیل ننمایند. زَهر بلیّات را چون آب حیات بنوشند، و سمّ کشنده را چون شهد روح بخشنده لا جرعه بیاشامند. در صحراهای بی آبِ مُهلِک بیاد دوست موّاجند، و در بادیه‌های مُتلِف به جانفشانی چالاک. دست از جان برداشته اند و عزم جانان نموده‌اند. چشم از عالم بر بسته‌اند و بجمال دوست گشوده‌اند. جز محبوب مقصودی ندارند، و جز وصال کمالی نجویند. به پرِ توکّل پرواز نمایند، و بجناح توسّل طیران کنند. نزدشان شمشیر خونریز از حریر بهشتی محبوب تر است، و تیر تیز از شیر اُمّ مقبول تر.[۷۰]
- سبحان ربی الاعلی: این اثر که به زبان عربیست، بر مَرکَبِ رؤیای بهاءالله از پدیدار شدن حوریه الهی از خلف پرده‌های حجاب، به بشارت تجدید عالم معانی و اسرار، و همچنین به اِخبار از ظهور سختی و مشکلات جدید می‌پردازد.[۳] ذیلاً نمونه ای از این متن درج می‌گردد. یا حرف البقاء فالبس نعلین الانقطاع ثمّ امش علی رفرف الأعلی فسبحان ربّی الأعلی هذه أرض البقاء ما وقع علیها رجل واحد من الأولیاء فسبحان من خَلَقَ فَسَوَّی. أن لا تحزن عن موارد الدّنیا ثمّ اصعد إلی جبروت الوفاء فسبحان ربّی الأعلی وإنّ لک مقام معی فی سرادق الأبهی فسبحان خلق فسوّی.[۷۱]
- لوح ملاح القدس: این اثر که در دو قسمت، یکی به عربی و دیگری به فارسی نگاشته شده، در دو روایت عرفانی متفاوت، از به حرکت درآمدن «سفینه حمراءِ» عَهد بهاءالله بر روی «بحر قِدَم» حکایت می‌نماید و پیش‌بینی می‌کند که برخی از ساکنان این کشتی الهی منحرف و در نتیجه مطرود خواهند شد چرا که مدعی مقامی بالاتر از آنچه که خداوند برای ایشان مقدر نموده می‌شوند.[۲] در زیر نمونه ای از بخش فارسی این اثر قید شده. پس ای ساکنان بساط حُب الهی و ای شاربان خمر رحمت صمدانی، قرب جمال دوست را به دو جهان تبدیل ننمائید و از لقای او به لقای ساقی نپردازید و از خمر علم و حکمت او به خمر جهل و غفلت دل مبندید. لَب محل ذکر محبوبست او را به آب کثیف میالائید، و دل منزل اسرار باقیست او را به توجه اشیاء فانی مشغول ندارید. آب حیات از کوثر جمال سبحان جو ئید، نه از مظاهر شیطان. باری، این غلام فانی در منتهی مقام حُب، دوستان الهی را به بدایع نُصحِ احدیه وجواهر حکمت سلطان صمدیه متذکر می‌نماید، که شاید نفسی قَد مردی و مردانگی علم نماید و از قمیص غفلت و شهوت بیرون آید، و چون جمال منیر دوست، پاک و منیر و مقدس در ارض حُب و انقطاع و وُدّ و ارتفاع سیر نماید.[۷۲]
- لوح بلبل الفراق: در این اثر که به دو زبان عربی و فارسی ست، بهاءالله به زبانی حزن‌انگیز حرکت خویش از بغداد را اعلام می‌دارد و کسانی را که هنوز به شناسایی او موفق نشده‌اند را ملامت می‌نماید.[۷۳] در زیر قسمتی از بخش فارسی این اثر درج شده. در جمیع الواح قبل ذکر یافت که وقتی آید و هنگامی شود که طیر عراقی آهنگ حجاز نماید. پس بشتابید به سوی او ای عاشقان جمال سبحانی و ای والهان حرم ربّانی. حال آن وقت رسید و آن نسیم وزید و آن طیر پرید و شما ندیدید و فائز نشدید و به مقصود نرسیدید. باری آنچه مرقوم شد و هر چه مذکور آمد اقبال ننمودید و گوش ندادید. حال آنوقت گذشت و آن یوم از دست رفت. دیگر آن نسیم در این ارض نوزد، و آن گل رخ نگشاید و آن باب مفتوح نشود.[۷۴]
- لوح ایوب (سورة الصبر): یکی از آثار بیشتر شناخته شدهٔ بهاءالله است که به زبان عربی و در روز اول رضوان نگاشته گشته. در این اثر او به تجلیل از بابیانی می‌پردازد که در وقایع قلعه نیریز در ۱۸۵۰ میلادی شرکت داشته‌اند. او مخصوصاً به سید یحیی دارابی ملقب به وحید، که رهبر قیام نیریز بوده، اشاره می‌نماید و از بلایای وارده بر او و دیگر یارانش یاد می‌کند. او همچنین به مصائب وارده بر ایوب اشاره می‌نماید و آن را با بلایای وارده بر گیرنده این اثر، که نقش عمده ای در حمایت از یاران سید یحیی دارابی داشته، قیاس می‌نماید. او در این اثر صبر و استقامت در مواجهه با مشکلات و سختی‌ها را می‌ستاید؛ از به پرواز درآمدن قریب‌الوقوع «طُیُورُ اللَّیلِ» خبر می‌رساند؛ و تداوم ظهور الهی را اعلان می‌دارد. متن زیر سرآغاز این اثر است.[۷۳] ذِکْرُ اللّٰهِ فِی مَدِینَةِ الصَّبْرِ عَبْدَهُ أَیُّوبًا إِذْ أَوَیْنَاهُ فِی ظِلِّ شَجَرَةِ الْقُدْسِ فِی فُؤَادِهِ وَأَشْهَدْنَاهُ نَارَ الَّتِی تُوقَدُ وَتُضِیءُ فِی سِرِّهِ وَتَجَلَّینَا لَهُ بِنَفْسِهِ لِنَفْسِهِ وَنَادَینَاهُ فِی بُقْعَةِ اللّٰهِ الَّتِی بُوْرِکَ حَوْلُهَا بِأَنَّهُ هُوَ اللّٰهُ رَبُّکَ وَرَبُّ کُلِّ شَیءٍ وَکَذَلِکَ کَانَ عَلَی کُلِّ شَیءٍ لَمُقْتَدِرًا قَیُّومًا[۷۵]

## صیف عزت و جلال الهی: روملی (۱۸۶۳–۱۸۶۸ میلادی)

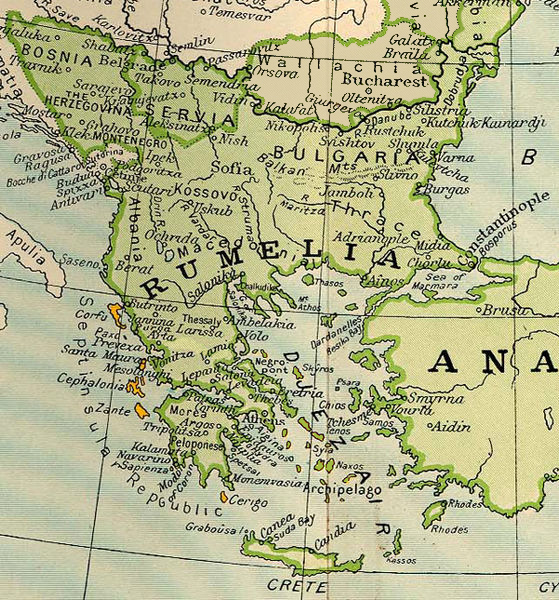
روملی

آثار بهاءالله در دوره تبعید پنج ساله او به روملی، اول به استامبول و سپس در ادرنه، مملو از دو موضوعیست که اساساً مرتبط با یکدیگرند: بسط روزافزون ادعای پیامبری خویش برای دایره رو به اتساع پیروانش، و اعلان عمومی آن به جهانیان، و مقابله با مشکلاتی که برادر ناتنی اش میرزا یحیی در حسادت نسبت به این ادعای او فراهم می‌آورد. همچنین در همین دوره است که آثار بهاءالله از نظر حجم و پرداختن به موضوعات مختلف افزایش چشمگیری داشته‌است.

### استامبول (۱۸۶۳ میلادی)

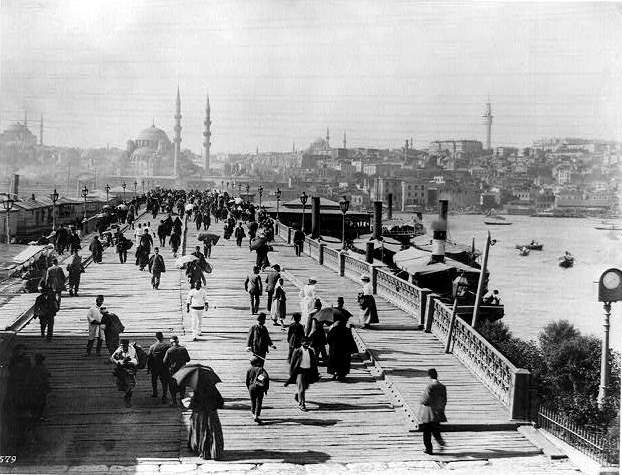
استامبول، اواخر قرن نوزدهم میلادی

سفر و اقامت چهارماهه بهاءالله در استامبول، پایتخت امپراتوری عثمانی، که از نظر زمانی به اظهار علنی رسالت او در باغ رضوان بسیار نزدیک بوده مشحون از آثاریست که در شادباش آن واقعه به رشته تحریر درآمده، اما به پیش‌بینی روزهای سخت آینده نیز می‌پردازد:
- مثنوی مبارک: در این مثنوی که در مسیر سفر بهاءالله به استامبول و به زبان فارسی نگاشته شده، او از طلوع یوم‌الله و بهار روحانی سخن می‌گوید، و همچنین انذار می‌دهد که برای ادراک این بهار روحانی به چشم باطن نیاز است.[۲] ابیات زیر طلیعه این اثر است. «ای حیات العرش خورشید وداد، که جهان‌وامکان‌چه تو نوری نزاد؛ گر نبودی خلق محجوب از لقا، یک دو حرفی گفتم از سرّ بقا؛ تا که جانها جمله مرهونت شوند، تا که دلها جمله مجنونت شوند؛ تا ببینی عالمی مجنون و مست، روحها بهر نثار اندر دو دست؛ تا رسد امر تو ای فخر زمان، بر فشانند بر قدومت رایگان؛ سربرآر ازکوه جان‌خورشید وار، تا ببینندت عیان از هرکنار؛»[۷۸]
- لوح هودج: این اثر به زبان عربی و در شهر بندری صامسون (صامصون) واقع در ساحل دریای سیاه، در حین توقف بهاءالله در مسیر استامبول، به رشته تحریر درآمده. او در این اثر به تحقق پیش‌بینی خود از وقایع آینده که در لوح «ملاح القدس» در بغداد نوشته شده بود می‌پردازد؛ و از ظهور عذاب فتنه ای عظیم در آینده خبر می‌رساند که به مثابه محک الهی حق را از باطل تمیز خواهد داد.[۴۷] جملات زیر قسمتی از این اثر است.قُلْ تَاللهِ هَذا مَحَکُّ اللهِ قَدِ اسْتَقامَ بِالْعَدْلِ وَیَفْصِلُ بَیْنَ الْحَقِّ وَالْباطِلِ وَالشَّکِّ عَنِ الْیَقِیْنِ، وَلَکِنْ أَنْتَ طَهِّرِ النَّظَرَ عَنْ حُدُوْداتِ الْبَشَرِ وَلا تَرْتَدَّ الْبَصَرَ عَنْ هَذا الْمَنْظَرِ الْمُنِیْرِ، وَهُبَّ عَلَیْهِمْ مِنْ رَوائِحِ الْفَضْلِ لَعَلَّ تُخَلِّصُهُمْ عَنْ ظُنُوْنِهِمْ وَتُقَلِّبُهُمْ إِلی اللهِ الْعَزِیْزِ الْحَکِیْمِ، وَتُطَهِّرُ قُلُوْبَهُمْ عَنْ هَوَآهُمْ وَتُبَلِّغُهُمْ إِلی وَطَنِ قُدْسٍ بَدِیْعٍ، وَلَعَلَّ تَحْتَرِقُ بِذَلِکَ حُجُباتُ التَّقْلِیْدِ وَیَسْتَشْرِقُ جَمالُ التَّوْحِیْدِ فِیْ مِشْکَوةِ أَفْئِدَةٍ لَطِیْفٍ[۷۹][۸۰]
- لوح ناقوس: اثری ست به زبان عربی در اعلان و بزرگداشت بیستمین سالگرد بعثت سید علی محمد باب که در استامبول به رشته تحریر درآمده. در این اثر ذکر «سبحانک یا هو یا من هو هو یا من لیس احد الّا هو» در مدح و ثنای الهی مرتباً در آخر هر جمله تکرار می‌گردد.[۷۶] متن زیر از قسمتی از این اثر انتخاب شده. یا راهب الاحدیّة اضربْ علی النّاقوس بما ظهر یوم اللّه و استوی جمال العزّ علی عرش قدس منیر. سبحانک یا هو یا من هو هو یا من لیس احد الّا هو. یا هود الحکم اضرب علی النّاقور باسم اللّه العزیز الکریم بما استقرّ هیکل القدس علی کرسیّ عزّ منیع. سبحانک یا هو یا من هو هو یا من لیس احد الّا هو. یا طلعة البقآء اضرب بانامل الرّوح علی رباب قدس بدیع بما ظهر جمال الهویّة فی ردآء حریر لمیع. سبحانک یا هو یا من هو هو یا من لیس احد الّا هو.[۸۱]

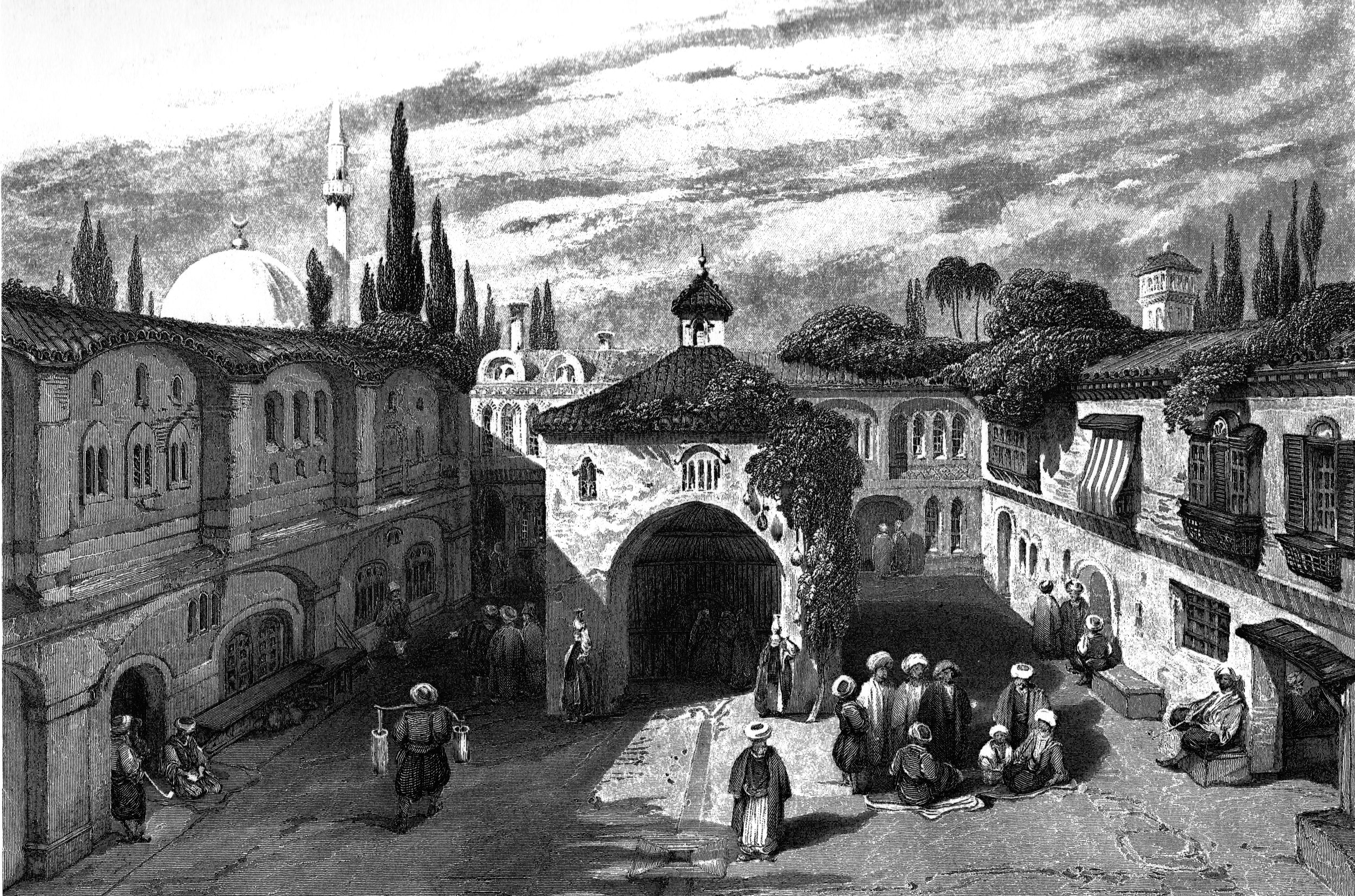
طرحی از یکی از میادین شهر ادرنه مربوط به سال ۱۸۳۵ میلادی

### سالهای اولیه در ادرنه (دسامبر ۱۸۶۳-مارس ۱۸۶۶ میلادی)
در سالهای اولیه حضور بهاءالله در ادرنه، یعنی از پایان سفر سخت او در میانه زمستان از استامبول در ۱۸۶۳ تا بهار ۱۸۶۶، مشکلات او با میرزا یحیی در حال رسیدن به نقطه عطف خود بود، اما هنوز علنی نشده بود. آثار بهاءالله در این دوره بیشتر بر امتداد رسالت او بعد از رسالت باب و دیگر رسل قبل تأکید دارد. او همچنین مرتباً به عظمت و جلالی اشاره می‌نماید که هنوز آنگونه که باید به منصه ظهور نیامده:

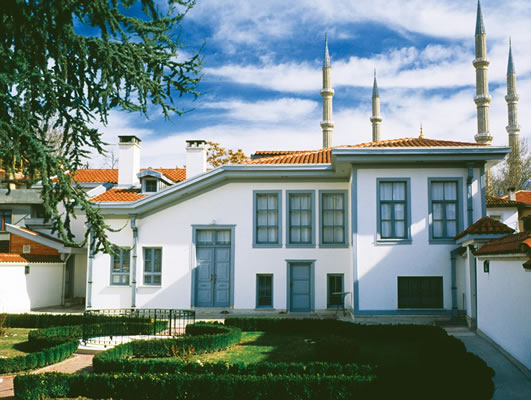
یکی از منازل مسکونی بهاءالله در ادرنه

- یکی از منازل مسکونی بهاءالله در ادرنه لوح احمد (عربی): در این اثر بهاءالله به تسکین و تشویق مخاطب می‌پردازد، بر مقام رسالت باب شهادت می‌دهد، استقامت بر امر خداوند را می‌ستاید، و به هر آنکه این اثر را با «صدق مبین» بخواند وعده رفع مشکلات می‌دهد.[۷۷] قطعه زیر سرآغاز این اثر است. هَذِهِ وَرْقَةُ ٱلْفِرْدَوْسِ تُغَنِّی عَلَی أَفْنَانِ سِدْرَةِ ٱلْبَقَاءِ بِأَلْحَانِ قُدْسٍ مَلِیحٍ وَتُبَشِّرُ ٱلْمُخْلِصِینَ إِلَی جِوَارِ اللهِ وَٱلْمُوَحِّدِیْنَ إِلَی سَاحَةِ قُرْبٍ کَرِیْمٍ وَتُخْبِرُ ٱلْمُنْقَطِعِیْنَ بِهَذَا ٱلْنَّبَأِ ٱلَّذِی فُصِّلَ مِنْ نَبَأِ اللهِ ٱلْمَلِکِ ٱلْعَزِیْزِ ٱلْفَرِیْدِ وَتَهْدِی ٱلْمُحِبِّینَ إِلَی مَقْعَدِ ٱلْقُدْسِ ثُمَّ إِلَی هَذَا ٱلْمَنْظَرِ ٱلْمُنِیرِ
- لوح احمد (فارسی): این اثر که خطاب به حاجی میرزا احمد کاشانی نوشته شده به شرایط لازم برای جستجوی حقیقت اشاره می‌نماید و پاکی قلب را سرلوحه این شرایط برمی‌شمارد؛ ظهور بهاءالله را به دریایی تشبیه می‌نماید که مرواریدهای حقیقت را به میزان طلب و جهد طالبان حقیقت بر ایشان عرضه می‌نماید؛ و اعلان می‌دارد که این دریای بیکران از رگ گردن نیز به انسانها نزدیکتر است.[۸۲] قطعه زیر قسمتی از این اثر است.ای بنده گان مَثَلِ ظهور قُدسِ احدیّتم مِثل بحریست که در قعر و عمق آن لئالئ لطیفه منیره أزْیَدْ از احصا مستور باشد، و هر طالبی البتّه باید کمر جهد و طلب بسته بشاطئ آن بحر در آید تا قسمت مقدّره در اَلواح مَحتومهٔ مَکنونه را عَلی قَدرِ طلبه و جهده أخذ نماید. حال اگر احدی بشاطئ قُدسش قدم نگذارد و در طلب او قیام ننماید هیچ از آن بحر و لئالئ آن کم شود یا نقصی بر او وارد آید، فبئس ما توهّمتم فی أنفسکم و ساء ما أنتم تتوهّمون. ای بنده گان تاللّه الحقّ آن بحر اعظم لُجّی و موّاج بسی نزدیک و قریب است بلکه أقرب از حبل وَرید بآنی بان فیض صمدانی و فضل سبحانی وجود رحمانی و کرم عزّ آبهائی واصل شوید و فائز گردید. ای بنده گان اگر از بدایع جود و فضلم که در نفس شما ودیعه گذارده‌ام مطّلع شوید البتّه از جمیع جهات منقطع شده بمعرفت نفس خود که نفس معرفت من است پی برید و از دون من خود را مستغنی بینید.[۸۳]
- دعای شفاء (انت الکافی): اثری ست که بهاءالله به عنوان دعای حفظ و شفای امراض به زبان عربی نگاشته. متن این اثر موزون و آهنگین است و مرتباً قطعه «انت الکافی و انت الشّافی و انت الباقی یا باقی» را بعد از هر جمله تکرار می‌نماید، که این دعا را به نام «انت الکافی» مشهور نموده. بهاءالله در طول این اثر از اسماء مختلف خداوند طلب استمداد می‌نماید[۸۴] و در پایان این دعا را با پاراگراف زیر به اختتام می‌رساند: سُبْحَانَکَ اللَّهُمَّ یَا إِلَهِی أَسْأَلُکَ بِجُوْدِکَ الَّذی بِهِ فَتَحْتَ أَبْوَابَ الفَضْلِ وَالعَطَاءِ وَبِهِ اسْتَقَرَّ هَیْکَلُ قُدْسِکَ عَلَی عَرْشِ البَقاءِ وَبِرَحْمَتِکَ الَّتِی بِهَا دَعَوْتَ المُمْکِنَاتِ عَلَی خُوَانِ مَکْرُمَتِکَ وَإِنْعَامِکَ وَبِعِنَایَتِکَ الَّتِی بِهَا أَجَبْتَ فِی نَفْسِکَ مِنْ قَبْلِ کلِّ مَنْ فِی السَّمَوَاتِ وَالأَرْضِ فِی حِیْنِ ظُهُوْرِ عَظَمَتِکَ وَ سَلْطَنَتِکَ وَطُلُوْعِ عِزِّ حُکُوْمَتِکَ بِکَلِمَة «بَلَی» کَ وَبِهَذِهِ الأَسْمَاءِ الحُسْنَی الأَعْظَمِ وَبِهَذِهِ ٱلْصِّفاتِ ٱلْعُلْیا الْأَکْرَمِ وَبِذِکْرِکَ العَلِیِّ الأَعْلَی وَبِجَمَالِکَ الأَلْطَفِ الأَصْفَی وَبِنُوْرِکَ الخَفیِّ فِی سُرَادِقِ الأَخْفَی وَبِإِسْمِکَ المُتَقَمَّصِ بِقَمِیْصِ البَلَاءِ فِی کُلِّ صَبَاحٍ وَمَسَاءٍ أَنْ تَحْفَظَ حَامِلَ هَذِهِ الوَرَقَةِ المُبَارَکةِ ثُمَّ الَّذِی یَقْرَؤُوهَا ثُمَّ الَّذِی یُلْقَی عَلَیْهَا ثُمَّ الَّذِی یَمُرُّ فِی حَوْلِ بَیْتِ الَّتِی هِیَ فِیْهَا ثُمَّ اشْفِ بِهَا کُلَّ مَرِیْضٍ وَعَلِیْلٍ وَفَقِیْرٍ عَنْ کُلِّ بَلَاءٍ وَمَکْرُوْهٍ وَآفَةٍ وَحُزْنٍ ثُمَّ اهْدِ بِهَا کُلَّ مَنْ یُرِیْدُ أَنْ یَدْخُلَ فی سُبُلِ هِدَایَتِکَ وَمَنَاهِجِ فَضْلِکَ وَغُفْرَانِکَ وَإِنَّکَ أَنْتَ ٱلْعَزِیْزُ الکَافِی الشَّافِی الحَافِظُ المُعْطِی الرَّؤُوفُ الکَرِیْمُ الرَّحِیْمُ.[۸۵]
- لوح فتنه: این اثر از ظهور امتحانی سخت سخن می‌گوید که تمام ممکنات را در برخواهد گرفت و ملل عالم را به چالش خواهد کشید. این لوح به زبان عربی و خطاب به نوه فتحعلی شاه قاجار نگاشته گشته که در بغداد به دیدار بهاءالله رفته بود.[۸۶] نقل قول زیر بدایت این اثر است. أن یا فتنة البقاء فانتظری فتنة اللّه المهیمن القیّوم بأنّها سیأتیکم بالحقّ فها قد آتاکم حینئذ بالحقّ فاشهدون وإنّها یفصل بین الکاف والنّون ویمیّز بین الکلّ من یومئذ إلی یوم الّذی یظهر مرّة أخری فی أیّام بدع موعود بظهور غیب ذاته وکنه بقائه فی سنة المستغاث وإنّ هذا الحقّ محتوم إنّ ذلک من فتنة یأخذ کلّ الممکنات من کلّ غیب وشهود.[۸۷]
- لوح حق: در این اثر که به زبان عربی نوشته شده، بهاءالله به پیروان «حق» اعلان می‌نماید که «حق» ظاهر گشته. او همچنین بابیان را برای عدم پذیرش او به عنوان پیامبری جدید به شدت ملامت می‌نماید. در این لوح نسبتاً کوتاه از کلمه «حق» بیش از ۴۰ مرتبه استفاده شده‌است.[۸۸] قسمت اولیه این اثر در زیر درج گردیده. أن یا ملأ الحقّ قد ظهر الحقّ عن أفق الحقّ فی هذا الحقّ الّذی طلع عن مطلع الحقّ وینطق بالحقّ ویذکرکم علی الحقّ إیّاکم أن لا تنسوا الحقّ حین الّذی أخذ عنکم عهد نفسه الحقّ ولا تکوننّ من الّذینهم أعرضوا عن الحقّ وکانوا من المعرضین قل تالله إنّ الحقّ حینئذ ینادی فی أمامه ویجز الموجودات بأنّ هذا لهو الحقّ قد ظهر علی الحقّ وإنّه لهو الحقّ الّذی به حققّ الحقّ من قبل ویحققّ الحقّ من بعد.[۸۹]
- لوح نقطه: در این اثر که به زبان عربی به رشته تحریر درآمده، بهاءالله خود را به نقطه ای تشبیه می‌نماید که هرآنچه از بدایت تا نهایت عالم نازل گشته و می‌شود را از یکدیگر تمیز می‌دهد، همان گونه که نقطه تمامی حروف و کلمات را از یکدیگر متمایز می‌سازد.[۷۳] متن زیر قسمتی از این اثر است. هَذا لَوْحُ الْقُدْسِ قَدْ جَعَلَ الله مَقامَهُ مَقامَ النُّقْطَةِ کما إِنَّ مِنَ النُّقْطَةِ فُصِّلَتْ کلُّ الْحُرُوْفاتِ وَالْکَلِماتِ، وَکذلِک مِنْ هَذا اللَّوْحِ فُصِّلَ ما نُزِّلَ مِنْ أَزَلِ الآزالِ وَ یُفَصَّلُ إِلی أَبَدِ الآبِدِینَ، قُلْ إِنَّهُ وَلَوْ ساکِنًا فِیْ مَحَلِّهِ وَلَکِنْ مِنْهُ حُرِّکَتِ الْمُمْکِناتُ وَظَهَرَتْ مِنَ الْعَدَمِ فِیْ خِلَعِ الْوُجُوْدِ، فَتَبارَکَ الله سُلْطانُ الْمُقْتَدِرِینَ[۹۰]
- لوح قناع: در این اثر از هر دو زبان عربی و فارسی استفاده شده و بهاءالله با استفاده از دلیل و برهان ادعاهای رهبر مکتب شیخی مبنی بر وجود ایرادات صرفی و نحوی در آثار باب را رد می‌نماید. او همچنین توضیح می‌دهد که آیات خداوند را اصولاً نباید با قواعد قوم سنجید و در این سبیل با ذکر چندین مثال مخاطب را به توجه به ایرادات انشائی که اعراب از قرآن می‌گرفتند دعوت می‌نماید. در ادامه بهاءالله از مباحث فوق فراتر رفته و مخاطب را با ادعای پیامبری خویش به چالش می‌کشد.[۷۳] قسمتی از این لوح به قرار ذیل است. فکر کن در ایّامیکه فرقان از سماء مشیّت رحمن نازل شد أهل طغیان چه مقدار اعتراض نموده‌اند گویا از نظر شما محو شده لذا لازم شد که بعضی از آن ذکر شود شاید خود را بشناسی که در حین اشراق شمس محمّدی از أفق عزّ صمدانی چه مقدار اعتراض نمودی غایت آنست که در آن أیّام باسم دیگر موسوم بودی چه اگر تو از آن نفوس نبودی هرگز در این ظهور بر حق اعتراض نمی‌نمودی * از جمله اعتراض مشرکین در این آیه مبارکه بود که می‌فرماید: ﴿ لا نُفَرِّقُ بَینَ أحَدٍ مِنْ رُسُلِهِ ﴾ اعتراض نموده‌اند که احد را ما بین نه و باین جهة بر کلمه محکمه إلهیّه اعتراض و استهزاء نموده‌اند. و همچنین بر آیه مبارکه: ﴿ خَلَقَ لَکُمْ مَا فِی الأَرْضِ جَمِیعًا ثُمَّ اسْتَوَی إِلَی السَّمَاءِ فَسوَّاهُنَّ سَبْعَ سَمَوَاتٍ ﴾ اعتراض نموده‌اند که این مخالف آیات دیگر است چه که در أکثر آیات سبقت خلق سما بر ارض نازل شده… و بعد از غلبه أمر اللّه بصر انصاف باز شد و نظر اعتراض مقطوع ومحجوب و همان معرضین که آیات اللّه را مفتریات می‌نامیدند در بعضی از آیات منزله هفتاد محسّنات فصاحتیّه و بلاغتیّه ذکر نمودند.[۹۱]
- لوح سیاح: اثری ست به زبان عربی که در آن بهاءالله صراحتاً اعلان می‌نماید که موعود بیان و پیامبری الهیست و پیروان باب را به قبول خویش فرا می‌خواند. او همچنین از سفری معنوی سخن می‌گوید که در آن با مردمان گوناگونی ملاقات می‌کند که اگر چه به ظاهر خداپرست اند اما هر گروه به دلیلی از قبول حق و حقیقت محجوبند. به‌علاوه او تبعید خویش به «وادی النّبیل» را پیش‌بینی می‌نماید که بعدها به تبعید او به شهر عکا تعبیر می‌گردد.[۷۳] نقل قول زیر بخشی از این اثر است.  قل یاقوم هذا غلام الله وعبده وخادمه وحجّته وسلطانه وجماله وعزّه وکبریائه وبرهانه ودلیله وفضله علی أهل السّموات والأرض وکذلک کان الأمر حینئذ من سماء الأمر علی هذا اللّوح بالحقّ مسطورا. فمن شاء فلیسرع إلی محضر الله بقلبه أو برجله فمن شاء فلیرجع إلی قهر کان من نار الکفر بأمر الله موقودا. هل یقدر أحدا بأن یعترض بهذه الآیات ویدّعی الإیمان فی نفسه لا فوالّذی نفسی بیده بل یکون مشرکا بالله وآیاته ورسله وصفوته وبذلک یشهد هذا اللّوح الّذی ینطق بالحقّ ومن ورائه لسان قدس مشهودا.
- لوح توحید: این اثر به زبان فارسی به شرح قِداست و تعالی خداوند از ذکر و عرفان موجودات می‌پردازد؛ خداوندی که آثار و نشانه‌های او تمام وجود را فرا گرفته اما تنها از طریق مظاهر ظهورش یا همان پیامبران الهی قابل شناسایی است؛ پیامبرانی که «در هر عهد و عصر» ظاهر کشته و می‌شوند و بشریت را به امر خداوند فرا می‌خوانند. بهاءالله همچنین توصیه می‌نماید که این مظاهر ظهورِ حق را باید از تجلی ذات الهی در وجودشان شناخت و نه از راه هیچ برهان دیگری، همانگونه که آفتاب تنها با مشاهده نورش شناخته می‌شود و نه با دلیل و برهان، و دوست تنها با مشاهده جمالش شناخته می‌گردد صرف نظر از البسه و پیرایش او.[۷۳] پاراگراف زیر بخش آغازین این اثر است.حمد مقدّس از عرفان ممکنات و منزّه از ادراک مدرکات ملیک عزّ بی مثالیرا سزاست که لم یزل مقدّس از ذکر دون خود بوده و لایزال متعالی از وصف ما سوی خواهد بود. احدی بسماوات ذکرش کما هو ینبغی ارتقا نجسته و نفسی بمعارج وصفش علی ما هو علیه عروج ننموده و از هر شأنی از شئونات عزّ أحدیّتش تجلّیات قدس لا نهایه مشهود گشته و از هر ظهوری از ظهورات عزّ قدرتش أنوار لا بدایه ملحوظ آمده. چه بلند است بدایع ظهورات عزّ سلطنت او که جمیع آنچه در آسمانها و زمین است نزد أدنی تجلّی آن معدوم صرف گشته و چه مقدار مرتفع است شئونات قدرت بالغه او که جمیع آنچه خلق شده از أوّل لا أوّل الی آخر لا آخر از عرفان أدنی آیه آن عاجز و قاصر بوده و خواهد بود. هیاکل اسماء لب تشنه در وادی طلب سرگردان و مظاهر صفات در طور تقدیس ربّ أرِنی بر لسان. مَوْجی از طمطام رحمت بی زوالش جمیع ممکناترا بطراز عزّ هستی مزیّن نموده و نفحه از نفحات رضوان بی مثالش تمام موجوداترا بخلعت عزّ قدسی مکرّم داشته.[۹۲]
- سوره اصحاب: این اثر که اعلان صریح و بی پرده بهاءالله مبنی بر پیامبری خویش از سوی خدا را دربردارد، نقش عمده ای در گرویدن بابیان به آیین بهائی ایفا نموده. مخاطب این اثر برخی از پیروان باب هستند که استعداد شنیدن این سخنان را داشته‌اند؛[۷۳] سخنانی که بهاءالله اینگونه توصیف می‌نماید: قد کُنِزَ فی هذا الغلام من لحن لو یظهر أقلّ من سمّ الإبرة لتندکّ الجبال…[۹۳] که مضمون آن به فارسی چنین است، لحنی در حنجره این غلام نهفته‌است که سر سوزنی از اظهار آن کوه را کاه نماید. متن زیر طلیعه این اثر است.إنّی أنا اللّه لا إله إلّا أنا الرّحمن الرّحیم إنّی أنا اللّه لا إله إلّا أنا السّلطان العظیم إنّی أنا الّذی خلقت الموجودات بأمری وذرئت الممکنات جودا من عندی وأنا المقتدر علی ما أشاء وأنا العلیم الحکیم وبأمری أشرقت الشّمس عن أفق السّماء وغنّت عندلیب القدس بأنّ هذا لجمال اللّه فی ناسوت البَدَاء وظهور اللّه فی ملکوت العُلی وبطون اللّه فی جبروت البقاء وساذج القدم فی هذا القمص المنیر البیضاء کذلک کنت من أوّل کلّ أوّل إلها فردا أحدا وترا صمدا باقیا دائماً حیّا مریدا مقتدرا عزیزا قیّوما وأکون سلطانا ملکا حکما عالماً قادرا أزلا أبدا حیّا دائماً کائنا معبودا.[۹۳]
- سوره عباد: در این اثر عربی بهاءالله استمرار ظهور خویش در امتداد زنجیره پیامبران قبل، از آدم تا به باب، را اعلان می‌نماید، از وقایع مسیر تبعیدش از بغداد تا به ادرنه حکایت می‌کند، و خطاب به افرادی چند که نامشان در این اثر ذکر شده هدایاتی مخصوص می‌نگارد.[۷۳] بدایت این اثر ذیلاً درج می‌گردد. شَهِدَ اللّهُ أَنَّهُ لَا إِلَهَ إِلَّا هُوَ وَإِنَّا کُلٌّ لَهُ عَابِدُونَ؛ شَهِدَ اللّهُ أَنَّهُ لَا إِلَهَ إِلَّا هُوَ وَإِنَّا کُلٌّ لَهُ سَاجِدُونَ… أن یا مهدی فاشهد کما شهد اللّه لنفسه قبل خلق السّموات والأرضین بأنّه لا إله إلّا هو وأنّ هذا الغلام عبده وبهائه وأنّه لنبأ الّذی قد کان فی أزل الآزال فی ألواح العزّ عظیم وما عرفه أحد إلّا نفسه المهیمن العزیز القدیر ولن یعرفه إلّا من شاء ربّه وهذا من أمر الّذی أخبرناک به من قبل إن أنت من العارفین.[۹۴]
- سوره دَم (خون): این اثر که به زبان عربی ست به اعلان وحدت جمیع پیامبران الهی اختصاص داده شده‌است. در این اثر بهاءالله بر مرکب مکاشفه ای از حسین بن علی، که در حین شهادت است، از زبان او سخن می‌گوید و اعلان می‌نماید که بلایای وارده بر حسین همان است که بر ابراهیم، موسی، یوسف، یحیی، مسیح، باب، و بهاءالله وارد آمده.[۷۳] پاراگرافی از این اثر در زیر گنجانده شده.  أی ربّ لک الحمد علی بدایع قضایاک وجوامع رزایاک مرّة أودعتنی بید النّمرود ثمّ بید الفرعون و وردا علیّ ما أنت احصیته بعلمک وأحطته بإرادتک ومرّة أودعتنی فی سجن المشرکین بما قصصت علی أهل العلماء حرفا من الرّؤیا الّذی ألهمتنی بعلمک وعرّفتنی بسلطانک ومرّة قطعت رأسی بأیدی الکافرین ومرّة أرفعتنی إلی الصّلیب بما أظهرت فی الملک من جواهر أسرار عزّ فردانیّتک وبدایع آثار سلطان صمدانیّتک ومرّة ابتلیتنی فی أرض الطفّ بحیث کنت وحیدا بین عبادک وفریدا فی مملکتک إلی أن اقطعوا رأسی ثمّ أرفعوه علی السّنان و داروه فی کلّ الدّیار وحضروه علی مقاعد المشرکین ومواضع المنکرین ومرّة علّقونی فی الهواء ثمّ ضربونی بما عندهم من رصاص الغلّ والبغضاء إلی أن اقطعوا أرکانی وفصّلوا جوارحی إلی أن بلغ الزّمان إلی هذه الأیّام الّتی اجتمعوا المغلّون علی نفسی ویتدبّرون فی کلّ حین بأن یدخلوا فی قلوب العباد ضغنی وبغضی ویمکرون فی ذلک بکلّ ما هم علیه لمقتدرون.[۹۵]

### سالهای میانی در ادرنه (مارس ۱۸۶۶ - سپتامبر ۱۸۶۷ میلادی)
دوره میانی اقامت بهاءالله در ادرنه و آثار او در این برهه با نگاشتن «سوره امر» آغاز می‌گردد. سوره ای که از شروع جریان «فصل اکبر»، که منجر به جدایی کامل بهاءالله از میرزا یحیی شد، حکایت می‌کند. حدود بیش از دو ده پیش از این، در زمان حیات سید باب به دلیل شهرت بهاءالله و از آنجایی که قبلاً یک بار حکم اعدام برای او صادر شده بود، ملاحظات زیادی وجود داشت تا بهاءالله به عنوان رهبر بابیان در کانون توجه قرار نگیرد. حتی نامه‌های باب به بهاءالله به برادر کوچکش میرزا یحیی خطاب می‌شد. بهاءالله، به همراه یکی از منشیان سید باب و میرزا یحیی موافقت کردند تا میرزا یحیی که در آن زمان ۱۸ سال بیش نداشت به‌عنوان مقام تشریفاتی رهبری جامعه بابی معرفی شده و در خفا به دور از گزند زندگی کند تا توجه‌ها از بهاءالله دور شود و وی بتواند برای ادامه فعالیتهایش آزادانه‌تر عمل کند. خطری که آن زمان بهاءالله را تهدید می‌کرد از جانب امیرکبیر بود. اگر امیرکبیر به نقش کلیدی بهاءالله در جامعه بابی پی‌می‌برد حتماً او را به قتل می‌رساند. بعد از تیرباران باب، بهاءالله جامعه به شدت سرکوب شده بابی را احیاء کرد و به عنوان رهبر برجسته آن شناخته شد. هر چه احترام بابیان به بهاءالله بیشتر می‌شد بر کینه و حسادت میرزا یحیی که خود دعوی رهبری داشت افزوده می‌شد. در سالهای پایانی دوره ادرنه انتشار دعوی بهاءالله به عنوان موعود دیانت بابی، یعنی من یظهره الله، مقام میرزا یحیی را تحت الشعاع قرار داد و بر شدت حسادت وی افزود، تا آنجا که حتی در صدد قتل بهاءالله برآمد.
این دوره نسبتاً کوتاه اما پر فراز و نشیب با تحریر اثری به نام «لوح مباهله» که فصل الخطابی ست بین بهاءالله و میرزا یحیی پایان می‌پذیرد. در بیشتر این برهه زمانی بهاءالله انزوا اختیار می‌کند. او در بیشتر آثار خود که در این یک سال و اندی نگاشته شده به این گوشه نشینی اشاره می‌نماید و همچنین مفصلاً به رد ادعاهای میرزا یحیی می‌پردازد و از توطئه‌های او برای قتل خویش پرده برمی‌دارد. بهاءالله در این دوره از بابیانی که همراه او تبعید شده بودند خواست که بین میرزا یحیی و او یکی را انتخاب کنند. تقریباً همه بابیان بهاءالله را انتخاب کردند، همچنین به صورت فزاینده‌ای بابیان ایران به وی گرویدند.
بهاءالله در این دوره همچنین به گسترش پیام خود به فراسوی جامعه بابی ادامه می‌دهد.

برخی از شناخته شده‌ترین آثار او در این محدوده زمانی به قرار ذیل است:

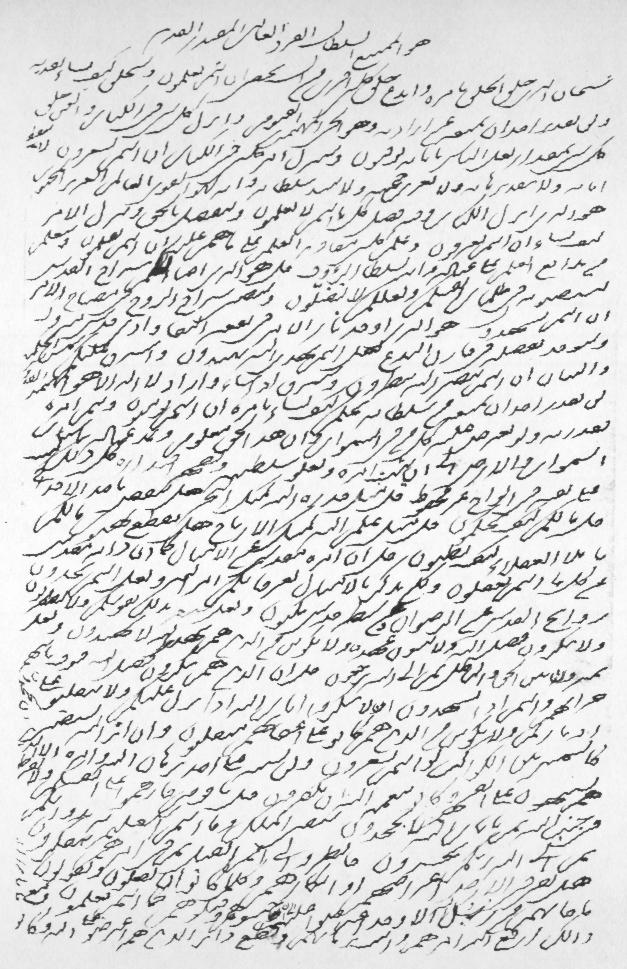
صفحه اول از متن اصلی «سوره امر» به خط بهاءالله

- سوره امر: یکی از عمده‌ترین آثار بهاءالله در اعلان ادعای پیامبری خویش به عنوان موعود بیان و ظهور الهی جدید است که به زبان عربی نگاشته شده.[۴۵] بهاءالله درخواست نموده تا این اثر را با صدایی بلند و رسا برای میرزا یحیی بخوانند و از او خواسته بود تا جواب صریح خود را در رد یا قبول این ادعا بیان دارد.[۱۰۵] در این اثر، که بهاءالله آن را گاهی از زبان خداوند و گاهی از زبان خویش نوشته، به توصیف نهرهای فردوس پرداخته شده، و زمین، آسمان، درختان، ابرها، سرزمین عراق و روملی، و پیروان باب مخاطب قرار گرفته‌اند.[۵] متن زیر قسمتی از این اثر است. یا قوم فارحموا علی أنفسکم ولا تفتروا علی الله کما أفتریتم من قبل ولا تتّخذوا اللّهو لأنفسکم ولیًّا من غیر الله ثمّ بآیاته فی محضرکم لا تلعبون ولا تقاسوا نفس الله من أنفسکم ولا آیات الله بکلماتکم إن أنتم بعین الله فی أمره تتفرّسون ولا تقولوا فی أمر الله ما لا یلیق بشأنکم ولا تتجاوزوا عن حدّکم وهذا خیر النصح إن أنتم فی أنفسکم تنصفون[۱۰۶]
- سورة الله: در این اثر که به زبان عربی به رشته تحریر درآمده بهاءالله به رتبه الوهیت مظاهر ظهور الهی اشاره می‌نماید، بابیان را برای دسیسه چینی علیه او ملامت می‌کند، و عزلت موقت خویش را اعلام می‌دارد. قطعه زیر برگرفته از این اثر است.[۷۳]  وإن کان جرمی ما ینزل عَلَیَّ من آیات اللّه تاللّه هذا لم یکن من عندی بل من لدن عزیز جمیل فواللّه لست أنا أوّل من ارتکب هذا الذّنب بل ارتکبوا أکثر الأنبیاء ومنهم عَلِیّ قبل نبیل ومن قبله محمّد رسول اللّه ومن قبله المسیح ومن قبله الکلیم کلّ تکلّموا بما ألهمهم شدید الرّوح من ملکوت اللّه المهیمن القدیر قل تاللّه ما ظهر فی الإبداع شبهی وأنا الّذی ما رأت عیون مثلی وأنا المقتدر علی ما أشاء وأنا الغفور الرّحیم من أنکر أمری فقد أنکر کلّ الرّسل ومن أعرض عن وجهی فقد أعرض عن وجه اللّه ویشهد بذلک حقایق الممکنات ثمّ ألسن الموجودات ثمّ هذا اللّسان العالم الخبیر[۱۰۷]
- لوح رسول: دو اثر با این نام از بهاءالله بر جای مانده که یکی به عربی ست و دیگری به فارسی. اثر مورد نظر در این مقال لوح رسول فارسی ست که در آن بهاءالله خود و بلایای وارده بر خود را با پیامبران گذشته و بلایای وارد بر ایشان یکی می‌داند و همچنین از قصد خویش برای مدتی گوشه نشینی سخن می‌گوید.[۳] متن زیر برگرفته از بدایت این اثر است.  ان یا رسول، اگر از شمس سماء معنی پرسی در کسوف حسد مکسوف و مغطو و اگر از قمر بقای قدسی خبر خواهی در خسوف بغضا مخسوف و مقنوع و اگر از نجم فلک عمائی اطّلاع طالبی در افول غل مأفول و محجوب. یک حسین و صدهزار شمر بر او قائم و یک خلیل و هزاران نمرود بر او محیط یک روح پاک و صدهزار قابض و یک حنجر و هزار هزار خنجر. در تمام عمر شبی نیاسودم و در جمیع ایّام دمی نیارمیدم. گاهی سرمرا دیار بدیار بهدیه فرستادند و گاهی در هوایم بیاویختند. وقتی مصاحبم سنان بود و وقتی مؤانسم خولی. هر صباح که سر از فراش برداشتم بلای جدیدی استقبال نمود و هر شام که در محفل وحدت جالس شدم عقوبتی رخ گشود. نه در بلایم تأخیری و نه در عقوبتم تعویقی.[۱۰۸]
- سوره هجر: اثری ست به زبان عربی که مجدداً به قصد بهاءالله به گوشه نشینی از جامعه می‌پردازد و از عواملی که منجر به این تصمیم شدند ابراز تأسف می‌نماید.[۷۳] قسمتی از این اثر در زیر درج گردیده. قل یا قوم خافوا عن اللّه ولا تتعرّضوا بجمالی ولا تکوننّ من الخاسرین قل إنّا اکتفینا بنفسنا الحقّ عن کلّ من فی السّموات والأرض ویشهد بذلک قیامی فی ملکوت الملک بین الملوک والسّلاطین کذلک نزّلنا الأمر وصرّفنا الآیات لعلّ النّاس یستشعرون فی أنفسهم ویکوننّ من المتذکّرین.[۱۰۹]

سلطان عبدالعزیز عثمانی

- سلطان عبدالعزیز عثمانیسوره ملوک: این اثر که به زبان عربی نگاشته شده یکی از برجسته‌ترین آثار بهاءالله ست که در آن سلاطین عالم را از وجود خویش و آنچه بر او وارد گشته آگاه می‌نماید. اگر چه او در این اثر خود را هنوز آشکارا به عنوان موعود جمیع ادیان معرفی نمی‌نماید، اما به نوبه خود به نصیحت و انذار تمامی پادشاهان عالم، سلاطین جهان مسیحیت، سفیر فرانسه در استامبول، وزراء دربار عثمانی، مردم استامبول، سلطان عثمانی (عبدالعزیز)، سفیر ایران در امپراتوری عثمانی (میرزا حسین‌خان سپهسالار), مردم ایران، علماء و حکماء استامبول، و تمامی فلاسفه جهان می‌پردازد.[۲][۵] متن زیر آغازگر این اثر است.«(هُوَ الْعَزِیزُ) هَذَا کِتَابٌ مِنْ هذَا العَبْدِ الَّذِی سُمِّیَ بِالْحُسَیْنِ فِی مَلَکُوتِ الأَسْمَاءِ إِلَی مُلُوکِ الأَرْضِ کُلِّهِمْ أَجْمَعِینَ، لَعَلَّ یَنْظُرُونَ إِلَیهِ بِنَظْرَةِ الشَّفَقَةِ وَیَطَّلِعُونَ بِما فِیهِ مِنْ أَسْرارِ القَضاءِ وَیَکُونُنَّ مِنَ العارِفینَ، وَلعَلّ یَنْقَطِعُونَ عَمَّا عِنْدَهُمْ وَیَتَوَجَّهُونَ إِلی مَوَاطِنِ القُدْسِ وَیُقَرَّبُونَ إِلَی اللهِ الْعَزِیزِ الجَمِیلِ.»[۱۱۰]

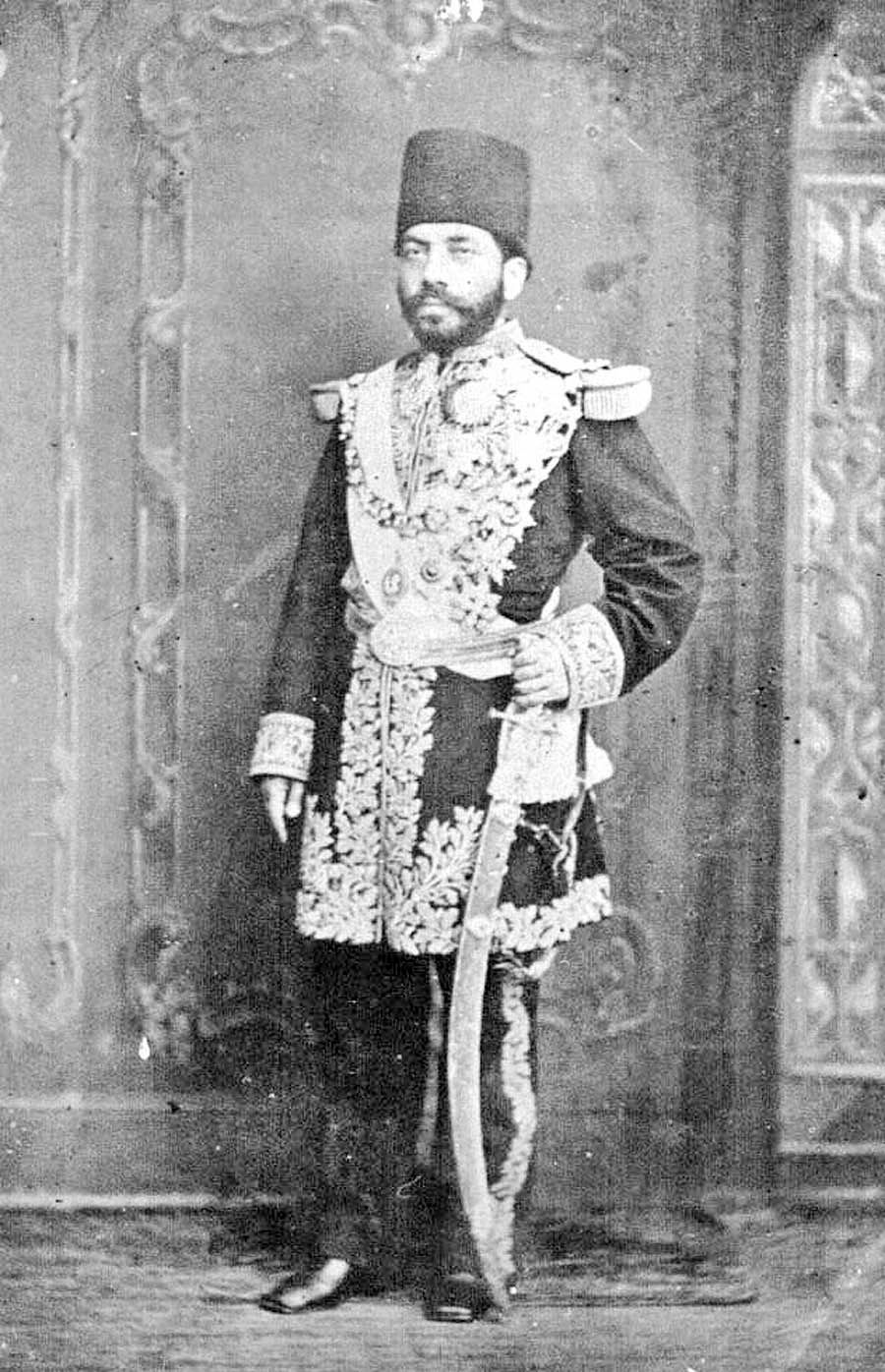
میرزا حسین‌خان سپهسالار (مشیر الدوله)

- میرزا حسین‌خان سپهسالار (مشیر الدوله)لوح بهاء: از معدود آثار بهاءالله است که ابتداعا به عربی نوشته شده و سپس توسط خود او به فارسی ترجمه گشته. او در این اثر مجدداً به یگانگی بلایای وارده بر او با مصائب پیامبران قبل اشاره می‌نماید؛ میرزا یحیی را با بلعم، که بعد از ارتقاء به مقامی شامخ بر ضد موسی قیام نمود، مقایسه می‌کند؛ و به پیروان خود، که به «اهل البهاء» تسمیه شده‌اند، امر می‌نماید که به «سفینة البقا» که بر «بحر الحمراء» شناور است داخل شوند.[۷۶] برای نمونه، ذیلاً جمله اول از متن عربی و جمله اول از متن ترجمه فارسی درج گردیده‌است.  أن یا أَمَة اللّه أتصبرین علی مقعدکِ بعد الّذی کان قمیص الغلام محمرّا بدم البغضا بین الأرض والسّماء وینادی فی کلّ حین بنداء حزین وکلّما یستغیث من أحبّائه یتقرّبون إلیه بسیوف الحسد وکذلک کان الأمر إن أنتِ من العارفین.[۱۱۱] ((ای کنیز خدا آیا صبر را در صدر قرار دهی یا اصطبار را بر اضطراب اختیار نمائی بعد از آنکه قمیص این غلام الهی و ثیاب این جمال روحانی مرشوش و محمرّ گشته بدم بغضاء در بین ارض و سماء و در کلّ حین بنداء حزین ندا فرماید و هر گاه از دوستان استغاثه نماید یا از محبّان استعانت جوید بشمشیرهای حسد تقرّب جویند و به تیغهای رشک و غضب اجابت نمایند این چنین بوده‌است امر این جمال مظلوم اگر هستی تو از عارفین))[۱۱۲]
- لوح لیلة القدس: این اثر بخشی به عربی و بخشی به فارسی است، که در آن بهاءالله از پیروان خویش می‌خواهد تا در کمال اتحاد و همبستگی باشند و با «وجوه ناظره مستبشره با یکدیگر معاشرت کنند.[۱۱۳] بخش زیر قسمتی از این اثر است. قسم باسم اعظم حیف است این ایّام نفسی بشئونات عرضیه ناظر باشد بایستید بر امر الهی و با یکدیگر بکمال محبّت سلوک کنید. خالصًا لوجه المحبوب حجبات نفسانیّه را بنار احدیّه محترق نمائید و با وجوه ناظره مستبشره با یکدیگر معاشرت کنید کلّ سجایای حق را بچشم خود دیده‌اید که ابداً محبوب نبوده که شبی بگذرد و یکی از احبّای الهی از این غلام آزرده باشد قلب عالم از کلمه الهیّه مشتعل است حیف است باین نار مشتعل نشوید انشاء اللّه امیدواریم که لیله مبارکه را لیلة الاتّحادیه قرار دهید و کلّ با یکدیگر متحد شوید و بطراز اخلاق حسنه ممدوحه مزیّن گردید و هَمّتان این باشد که نفسی را از غرقاب فنا بشریعه بقا هدایت نمائید و در میانه عباد بقسمی رفتار کنید که آثار حق از شما ظاهر شود[۱۱۴]
- لوح روح: در این اثر بهاءالله به اثبات بطلان برخی از ادعاهای میرزا یحیی می‌پردازد؛ به عظمت مقام خود شهادت می‌دهد؛ مقامی که به نوشته او هنوز قوای تقلیب کننده مکنونش، به حکمت الهی، کاملاً آشکار نگشته؛ او همچنین از پیروزی نهایی امرش خبر می‌رساند.[۱۱۳] گزیده‌ای از این اثر ذیلاً درج می‌گردد.هو الباقی ببقاء نفسی المهیمن القیّوم لأنّ نفسی نفسه لو أنتم تشعرون. فسبحان الّذی فی قبضته ملکوت ملک الآیات یصرّفها کیف یشاء بأمر من عنده وإنّه لهو السّلطان آلفرد المقتدر العزیز القدیر. قل یا قوم هذه آیات اللّه موجدکم قد نزلت علیکم من سحاب القضاء لتشهدنّ صنع بارئکم بین الأرض والسّماء وتستقرّنّ علی کرسیّ الاستقلال فی ظلال هذا الجمال الّذی استضاء منه شمس العظمة فی سماء البقاء ثمّ شمس القدرة عن أفق البَدَاء ثمّ شمس العزّة علی سماء الإمضاء ثمّ شموس الأوّلین والآخرین.[۱۱۵]
- لوح سَرّاج: این اثر در میان بلندترین آثار بهاءالله جای دارد که بالغ بر بیست و شش هزار کلمه است و در نگارش آن از هر دو زبان عربی و فارسی استفاده گردیده؛ جوابی است به سؤال فردی که در مورد مقام بالای میرزا یحیی در عالم بابی و ارتباط آن با ظهور بهاءالله پرسشی را مطرح نموده، که در آن بهاءالله با استفاده از بیانات متعددی از آثار باب توضیح می‌دهد که حسنات هر فردی که از شمس حقیقت روی برگرداند تبدیل به سیئات خواهد شد. درست مثل روشنی آینه که با روی گرداندن از خورشید تبدیل به تاریکی می‌شود.[۷۳] متن زیر بدایت این اثر است. (هو المجیب) نامه آن جناب بین یدی العرش حاضر و بر مقر انه لا یعرف بما سواه واصل و ما فیه بلحاظ الله ملحوظ آمد. سئوال شده بود از اینکه چگونه می‌شود که حرف علیین بسجین تبدیل می‌شود یا اثبات بنفی راجع گردد یا ثمره جنیه از لطافت ممنوع شود یا مرآت از اشراقات انوار آفتاب معانی محروم ماند. فنعم ما سئلت و کنت من السائلین. بسیار سئوال شما مقبول افتاد چه که الیوم لازم است هر نفسیکه از عرفان معضلات مسائل الهیه عاجز شود از شریعه علم ربانیه و فرات حکمت صمدانیه سائل و آمل گردد که شاید برشحی از آن مشروب شود و بر بساط سکون و ایقان مستریح گردد… چه که الیوم بر هر نفسی من عند الله فرض شده که بچشم و گوش و فؤاد خود در امر او ملاحظه نماید و تفکر کند تا از بدایع مرحمت رحمن و فیوضات حضرت سبحان باشراقات شمس معانی مستنیر و فائز شود و علتی که جمیع ناس را از لقاء الله محروم نموده و بما سواه مشغول داشته اینست که بوهم صرف کفایت نموده‌اند و بآنچه از امثال خود شنیده قناعت کرده‌اند براه‌های مهلک تقلید مشی نموده‌اند و از مناهج تجرید محروم شده‌اند.[۱۱۶]
- سوره بیان: بهاءالله در این اثر مخاطب را به تبلیغ امرش دعوت و تشویق می‌نماید و انقطاع و عشق به خداوند را سرمایه و لازمه این عمل عنوان می‌دارد. او همچنین حوریه الهی را فرا می‌خواند تا به هر کس که به تبلیغ آیین او می‌پردازد تأیید و توفیق رساند. در ادامه او مخاطب این لوح را به رساندن این پیام به بعضی افراد در برخی از مناطق ایران معمور می‌نماید.[۷۳] قطعه زیر قسمتی از این اثر است.أن یا أیّها المسافر إلی اللّه خذ نصیبک من هذا البحر ولا تحرم نفسک عمّا قدّر فیه وکن من الفائزین. ولو یرزقنّ کلّ من فی السّموات والأرض بقطرة منه لیغنیّن فی أنفسهم بغناء اللّه المقتدر العلیم الحکیم * خذ بید الإنقطاع غرفة من هذا البحر الحیوان ثمّ رشّح منها علی الکائنات لیطهّرهم عن حدودات البشر ویقرّبهم بمنظر اللّه الأکبر هذا المقرّ المقدّس المنیر… تَاللّهِ الحَقِّ من یفتح الیوم شفتاه فی ذکر اسم ربّه لینزل علیه جنود الوحی عن مشرق اسمی الحکیم العلیم وینزلنّ علیه أهل ملأ الأعلی بصحائف من النّور وکذلک قدّر فی جبروت الأمر من لدن عزیز قدیر.[۱۱۷]
- سوره حج: دو اثر با این نام از بهاءالله بر جای مانده که به گونه ای مکمل یکدیگرند. در این دو اثر که هر دو به زبان عربی نگاشته گشته‌اند او به تشریح جداگانه مناسک حج به منظور اجرا در خانه باب در شیراز و خانه خود در بغداد می‌پردازد. او بعدها در کتاب اقدس از حج به عنوان وظیفه ای مقدس یاد می‌کند.[۱۰۵] در زیر دو فقره از جملات این دو اثر گنجانده شده که به ترتیب مربوط به سوره حج بیت بهاءالله و باب می‌باشد. فَطُوْبَی لَکَ یَا بَیْتُ بِمَا جَعَلَکَ اللّهُ مَوْطِأَ قَدَمِهِ فَطُوْبَی لَکَ یَا بَیْتُ بِمَا وَقَعَ عَلَیْکَ مِنْ لَحَظَاتِ عِزِّ کِبْرِیَائِهِ فَطُوْبَی لَکَ یَا بَیْتُ بِمَا اخْتَارَکَ اللّهُ وجَعَلَکَ مَحَلًّا لِنَفْسِهِ ومَقَرًّا لِسَلْطَنَتِهِ ومَا سَبَقَکَ أَرْضٌ إِلَّا أَرْضُ الَّتِی اصْطَفَاهَا اللّهُ عَلَی کُلِّ بِقَاعِ الأَرْضِ بِمَا رُقِمَ مِنْ قَلَمِهِ الحَفِیظِ.[۱۱۸] «أَشْهَدُ أنْ لا إِلهَ إلاّ هُوَ وَحْدَهُ لا شَریْکَ لَهُ وَلا شَبِیْهَ لَهُ وَلا وَزِیْرَ وَلا نَظِیْرَ ولا ضِدَّ وَلا نِدَّ وَلا مِثالَ لِسُلْطانِهِ المُرْتَفِعِ المُمْتَنِعِ الرَّفِیْعِ لَمْ یَزَلْ کانَ وَاحِدًا فِی ذَاتِهِ وَوَاحِدًا فی صِفاتِهِ وَواحِدًا فی أَفْعالِهِ وَلا یَزَالُ یَکُوْنُ بِمِثْلِ ما قَدْ کانَ فی عزِّ جَلالِهِ وَسُلْطانِ اسْتِجْلالِهِ الَّذیْ قَدْ أَقَرَّ العَارِفُوْنَ بِالْعَجْزِ عَنْ الْوُرُوْدِ عَلی مَیادِیْنِ قُدْسِ عِرْفانِهِ وَاعْتَرَفَ المُخْلِصُوْنَ بِالتَّقْصِیْرِ عَنْ الارْتِقاءِ إِلَی سَمَاءِ ذِکْرِهِ وَثَنائِهِ.»[۱۱۹]
- سوره قدیر: تأملی ست بر نام «قدیر» خداوند و تأثیر عام این نام بر هر چیز به میزان استعداد او. همچنین شامل اشاراتی است بر خصومت‌های میرزا یحیی و دعوتی ست از بابیان و مظاهر قدرت به قبول بهاءالله به عنوان پیامبر الهی. این اثر به زبان عربی ست.[۷۳] متن زیر قسمتی از این اثر است. فسبحان الّذی قدّر مقادیر کلّ شیء فی ألواح عزّ محفوظ وخلق کلّ شیء علی شأن لو یصفنّ أنفسهم عن غبرة الوهم والهوی لیصعدنّ إلی مقاعد القصوی وینطقنّ بما نطق روح القدس عند سدرة المنتهی بأنّه لا إله إلّا هو وإنّ ذات کلمتین فی هذین الإسمین لقیّوم الأسماء فی جبروت البقاء وکذلک أحاطت رحمة الأیّام کلّ الأنام ولکنّ النّاس هم لا یشعرون.[۱۲۰]
- سوره زُبُر: بهاءالله در این اثر به توضیح شرایطی می‌پردازد که منتج به عزلت او از جامعه شده‌است؛ شرایطی که باعث شده تا او حقیقت ذات خویش را در پس پرده‌های حجاب مسطور نماید. او همچنین از مخاطب این اثر می‌خواهد که به نصرت و دفاع از امر او، شفاهاً و کتباً، قیام کند و به او اطمینان می‌دهد که تأییدات الهی در این مسیر شامل حال او خواهد بود. این اثر نیز به زبان عربی به رشته تحریر درآمده.[۳] در زیر جملاتی از بدایت این اثر درج می‌گردد. جمال الرّحمن عن أفق الرّضوان خلف سحاب الأحزان قد کان بالحقّ مشروقًا وان یرفع السّحاب یظهر الإضطراب فی کلّ نفس بحیث ینفضّون العباد عن مالک الإیجاد لذا اتّخذ لوجهه الحجاب لیستشرق الأنوار علی الأبرار علی قدر مقدورًا وهذا شأن الأبرار من الأخیار فکیف الّذینهم کفروا بربّهم المختار واتّخذوا العجل لأنفسهم من دون اللّه محبوبًا وإنّا لمّا وجدنا النّاس صمّاء عمیاء ترکناهم فی تیه الوهم والهوی وخرجنا عن بینهم بسلطان الّذی کان علی العالمین مشهورًا[۱۲۱]

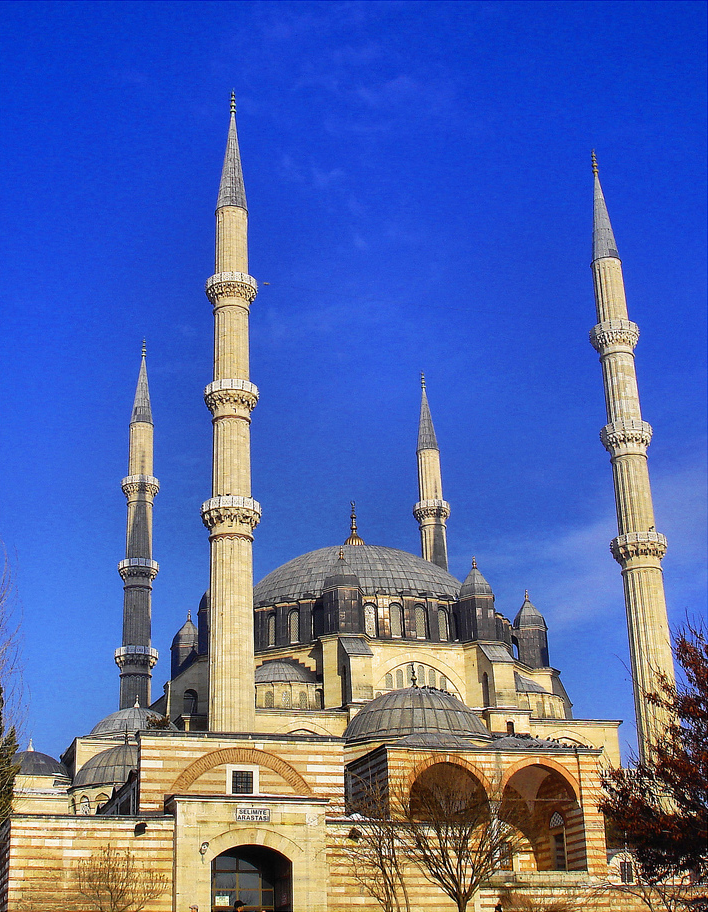
مسجد سلیمیّه در ادرنه

- مسجد سلیمیّه در ادرنهلوح مباهله: در این لوح بهاءالله از وقایع روزی سخن می‌گوید که میرزا یحیی او را به مباهله دعوت نموده تا حق از باطل تمیز یابد. بهاءالله حکایت می‌کند که دعوت به مباهله را فوراً پذیرفته و محل آن را مسجد سلطان سلیم (سلیمیّه) در ادرنه قرار می‌نهد.[۱۲۲] او قاصدی به میرزا یحیی می‌فرستد که تا غروب آفتاب منتظر او خواهد بود اما میرزا یحیی از حضور سر باز می‌زند و بدین سان حجت بهاءالله بر او تمام شده «فصل اکبر» کامل می‌گردد.[۲] متن زیر قسمتی از این لوح است.فلمّا سمعنا خرجنا عن البیت بسلطان مبین و قلنا یا محمّد خرج الرّوح عن مقرّه و خرجت معه أرواح الأصفیاء ثمّ حقایق المرسلین إنّک إِذًا فاشهد أهل منظر الأعلی فوق رأسی ثمّ فی قبضتی حجج النّبیّین فافتح عیناک هذا لعلیّ ثمّ محمّد رسول اللّه قد طلع عن أفق البیت بسلطان مبین و آتاکم بکلّ الآیات من لدی اللّه المقتدر القدیر.[۱۲۳]

### آخرین سال در ادرنه (سپتامبر ۱۸۶۷ - اوت ۱۸۶۸ میلادی)
این سال، که با جدایی نهایی مسیر بهاءالله از میرزا یحیی آغاز و با تبعید او به عکا خاتمه می‌یابد، یکی از پربارترین سال های رسالت چهل ساله اوست. ده‌ها اثر از مجموع آثار بیشتر شناخته شده بهاءالله که گستره وسیعی از مواضیع را در بر می‌گیرند مربوط به همین یک سال است که موضوع هائی از قبیل جدایی او از میرزا یحیی، زندگی پس از مرگ، عدالت، تاریخ، کیمیا، و طب را شامل می‌شوند. به‌علاوه در همین دوره است که او به‌طور اخص امپراتور فرانسه، شاه ایران، و صدر اعظم دربار عثمانی را در آثار خطی جداگانه مخاطب قرار می‌دهد و رسالت خویش را به ایشان اعلان می‌نماید. آثار عمده این دوره به قرار ذیل است.
- کتاب بدیع: این کتاب که به زبان فارسی به رشته تحریر درآمده دفاعیه ای ست قاطع که بهاءالله از زبان یکی از پیروان خود و در جواب اتهامات وارده از سوی یکی از پیروان میرزا یحیی نسبت به اصالت ادعای او نوشته‌است. در این کتاب که بلندترین اثر مکتوب اوست، بهاءالله بر اهمیت استفاده از دیده بصیرت برای شناسایی حق تأکید می‌نماید. و در پاسخ به هفت اتهام وارده به مواردی همچون اهمیت وعده ظهور «من یظهره الله» در آثار باب، اعلان مقام خویش به عنوان تحقق آن وعده، و تشریح همانندی رابطه خود با باب به رابطه مسیح با یحیی تعمیددهنده می‌پردازد، و مخاطب را از غضب الهی برحذر می‌دارد.[۷۶] در زیر قسمتی از بدایت این کتاب گنجانده شده. و چون در مکتوبت مطالب عدیده ذکر شده بود، لذا بر این عبد لازم شد که هر یک از مطالب تو را مرقوم نماید و بعد جواب مذکور دارد، که لعلّ در این ایّام، که ظلمت جمیع ارض را احاطه نموده، بعضی از قاصدین و طالبین به انوار شمس هدایت مهتدی شوند و از کوثر حیوان بی نصیب نمانند. و إنّه لَیهْدی مَن یشاء و إنّه علی کلّ شیءٍ قدیرٌ.[۱۲۴]
- لوح عبدالرزاق: این اثر که به تلفیقی از دو زبان عربی و فارسی نگاشته گشته به بررسی چندین سوءتفاهم در فهم آثار باب می‌پردازد و همچنین به پرسشهای مخاطب در باب مبدأ آفرینش، بقای روح، و علت عدم وجود شواهد تاریخی مربوط به دوران قبل از آدم پاسخ می‌دهد.[۷۳] گزیده زیر قسمتی از متن این اثر است. و اینکه سؤال شده بود که چگونه ذکر انبیای قبل از آدم ابو البشر و سلاطین آن ازمنه در کتب تواریخ نیست. عدم ذکر دلیل بر عدم وجود نبوده و نیست نظر بطول مدّت و انقلابات ارض باقی نمانده و از این گذشته قبل از آدم ابوالبشر قواعد تحریر و رسومیکه حال مابین ناس است نبوده و وقتی بود که اصلاً رسم تحریر نبود قِسم دیگر معمول بوده و اگر تفصیل ذکر شود بیان بطول انجامد. ملاحظه در اختلاف بعد از آدم نمائید که در ابتدا این السن معروفه مذکوره در ارض نبوده، و هم چنین این قواعد معموله، بلسانی غیر این السن مذکوره تکلّم می‌نمودند. و اختلاف السن در ارضیکه به بابل معروفست از بعد وقوع یافت. لذا آن ارض ببابل نامیده شد. ای تبلبل فیها اللّسان ای اختلفت و بعد لسان سریانی مابین ناس معتبر بوده و کتب الهی از قبل بآن لسان نازل تا ایّامیکه خلیل الرّحمن از افق امکان بانوار سبحانی ظاهر و لائح گشت آن حضرت حین عبور از نهر اردن تکلّم بلسانٍ و سمّی عبرانیّا چون در عبور خلیل الرّحمن بأن تنطّق فرمود لذا عبرانی نامیده شد و کتب و صحف الهیّه بعد بلسان عبرانی نازل و مدّتی گذشت و بلسان عربی تبدیل شد * و أوّل من تکلّم به یعرب بن قحطان و اوّل من کتب بالعربیّة مرامر الطّائی و اوّل من قال الشّعر حمیر بن سبا و بعد رسوم خطّیّه از قلمی بقلمی نقل شد تا آنکه باین قلم معروف رسید * حال ملاحظه نمائید بعد از آدم چقدر لسان و بیان و قواعد خطّیّه مختلف شده تا چه رسد بقبل از آدم * مقصود از این بیانات آنکه لم یزل حقّ در علوّ امتناع و سموّ ارتفاع خود مقدّس از ذکر ما سویه بوده و خواهد بود و خلق هم بوده و مظاهر عزّ احدیّه و مطالع قدس باقیه در قرون لا اوّلیّه مبعوث شده‌اند و خلق را بحق دعوت فرموده‌اند و لکن نظر باختلافات و تغییر احوال عالم بعضی اسمآء و اذکار باقی نمانده.[۱۲۵]
- لوح اشرف: این اثر به زبان عربی است و بهاءالله در آن مردمان را به شناسایی خویش فرا می‌خواند. او دلیل اثبات ادعای خود را نفس خویش، ظهورش، و آیاتی که نازل می‌کند برمی‌شمارد و بابی هائی که هنوز به شناسایی او موفق نشده‌اند را اندرز می‌گوید.[۷۷] جملاتی از این اثر در زیر نقل شده. قل إنّ دلیله نفسه ثمّ ظهوره ومن یعجز عن عرفانهما جعل الدّلیل له آیاته وهذا من فضله علی العالمین. وأودع فی کلّ نفس ما یعرف به آثار اللّه ومن دون ذلک لن یتمّ حجّته علی عباده إن أنتم فی أمره من المتفکّرین. إنّه لا یظلم نفسا ولا یأمر العباد فوق طاقتهم وإنّه لهو الرّحمن الرّحیم. قل قد ظهر أمر اللّه علی شأن یعرفه أکمه الأرض فکیف ذو بصر طاهر منیر.[۱۲۶]
- لوح مولود: این اثر به مناسبت شب تولد بهاءالله، به زبان عربی، نوشته شده و به شادباش شبی می‌پردازد که در آن «حشرت الأکوار و دوّرت الأدوار». در این اثر بهاءالله همچنین طلوع صبح ظهورش را اعلان می‌دارد.[۳] نقل قول زیر از بدایت این اثر است. ان یا ملأ الغیب و الشّهود ان افرحوا فی انفسکم ثمّ استبشروا فی ذواتکم بما ظهر لیل الّذی فیه حشرت الأکوار و دوّرت الأدوار و بعثت اللّیالی و الأنهار و جاءت میقات الأمر من لدن مقتدر قدیر. فیا بشری لمن فی ملاء الأعلی بهذا الرّوح العزیز البدیع.[۱۲۷]
- لوح نصیر: بهاءالله از هر دو زبان فارسی و عربی در تحریر این اثر استفاده نموده و در آن بر عدم توقف فضل و هدایت الهی تأکید می‌نماید. فضل و هدایتی که در هر عصر و زمان اگر در قلب پاک انسان کاشته شود میوه‌های خوشگوار به بار خواهد آورد. او هر فرد انسانی را مستقلاً قادر به شناسایی جمال الهی (حق) می‌داند و همچنین ظهور خود را ظهوری در تداوم رسالت پیامبران قبل همچون موسی، محمد و باب اعلام می‌دارد. او موقعیت میرزا یحیی را به عنوان مرجع اسمی بابیان تعریف می‌کند و به‌علاوه از سوءقصد به جان خود توسط میرزا یحیی پرده برمی‌دارد.[۷۳] بریده‌ای از این اثر ذیلاً درج می‌گردد. بحجاب نفس خود را محتجب مسازید چه که هر نفسیرا کامل خلق نمودم تا کمال صنعم مشهود آید. پس در این صورت هر نفسی بنفسه قابل ادراک جمال سبحان بوده و خواهد بود چه اگر قابل این مقام نباشد تکلیف از او ساقط؛ و در محضر حشر اکبر بین یدی اللّه اگر از نفسی سؤال شود که چرا بجمالم مؤمن نشده و از نفسم إعراض نموده و او متمسّک شود بجمیع أهل عالم و معروض دارد که چون احدی إقبال ننمود و کلّ را معرض مشاهده نمودم لذا اقتدا بایشان نموده از جمال أبدیّه دور مانده‌ام هر گز این عذر مسموع نیاید و مقبول نگردد چه که ایمان هیچ نفسی بدون او معلّق نبوده و نخواهد بود.[۱۲۸]
- لوح قدس: چندین اثر موسوم به این نام، با مضامین متفاوت، در مجموع آثار بهاءالله موجود است. در اثر مورد نظر در این فهرست، که به تلفیقی از عربی و فارسی نوشته شده، بهاءالله مجدداً مردمان را به اجابت دعوت خویش فرا می‌خواند، بر تداوم رسالت خویش در امتداد رسالت باب تأکید می‌نماید، دلایل پیشینیان بر ردّ پیامبران قبل را برشمرده مورد بررسی قرار می‌دهد، و علیه ادعای رسالت میرزا یحیی به اقامه براهین می‌پردازد.[۷۳] قسمتی از بخش فارسی این اثر ذیلاً درج می‌گردد. کلّ ابداع را لوحی مشاهده کن و بر صدر آن بخطّ ابهی از قلم قدس اعلی باین کلمات احلی مکتوب که ای عباد ظهور حقّ لم‌یزل بدونش مشتبه نشده و لایزال باعمال و افعال و صفات مقدّس از کلّ ممکنات بوده و خواهد بود چه که او بنفسش معروف بوده و ماسوایش باو معروف. ایّاکم یا قوم بدونش توجّه ننمائید چه که دونش مخلوقند بامر او و منجعلند بارادهٔ او… باری بشنو ندای این طیر مغنّی در کلّ شیء را و بهیچ حجابی محجوب مشو و بهیچ سبحاتی ممنوع نه. ببصر خود در امر اللّه مشاهده کن و در ظهور این عبد بین عباد و ستر دونش و اعلاء امر تفکّر کن که شاید بلطیفهٔ امری که نفسی از او مطّلع نیست مطّلع شوی و بکوثر بقا و تسنیم ارقّ اصفی فائز گردی.[۱۲۹]
- لوح سَلمان: سلمان نامه های متعددی از سوی بهاءالله دریافت نموده، اما لوح سلمان مورد نظر در این مقال به لوح اولِ سلمان مشهور است که غالباً به فارسی نگاشته گشته. در این اثر بهاءالله به حزن خویش از اَعمال و اِعراضِ میرزا یحیی اشاره می‌نماید، به مقایسه مقام ایمان به حق و اعراض از حق می‌پردازد، در ردّ نظرات عُرَفا در باب رابطه بین حق و خلق سخن می‌گوید، خالق را غیرقابل ادراک می‌خواند و شناسایی و دسترسی به علم او را تنها از طریق پیامبران او ممکن می‌داند. او همچنین، به درخواست سلمان، به تفسیر یک بیت از مثنوی مولانا می‌پردازد و در شرح «چونکه بیرنگی اسیر رنگ شد * موسی با موسی در جنگ شد»[۱۳۰] بیان می‌دارد که «صاحب مثنوی جمیع عباد را در ملکوت اسماء موسی فرض نموده چه که کل از تراب خلق شده و بتراب راجع خواهند شد»[۱۳۰] ولی آنگاه که نور شمس حقیقت، که نوری واحد است از مصدری واحد، بر آینه عباد می‌تابد آنچه در وجود ایشان است منعکس می‌شود. برای مثال در فردی به رنگ ایمان منعکس می‌شود و در فردی به رنگ اعراض از حق، در شخصی به رنگ سخاوت و در دیگری به رنگ خسّت، و این تفاوتها در انعکاس آن نور واحد است که باعث جنگ و جدال در عالم وجود می‌گردد.[۷۳] قطعه ای از این اثر ذیلاً درج شده. ای سلمان، ابتلایم در بین ملل و دول دلیلی است قوی و حجّتیست محکم. در مدّت بیست سنه شربت آبی براحت ننوشیدم و شبی نیاسودم. گاهی در غلّ و زنجیر و گاهی گرفتار و اسیر و اگر ناظر بدنیا و ما علیها بودیم هر گز باین بلایا گرفتار نمی‌شدیم. طوبی از برای نفسیکه از اثمار این مقام مرزوق شود و از حلاوت آن بچشد. از خدا بصر بخواهید و ذائقه سالم طلب کنید چه که نزد بی بصر نقش یوسف و ذئب یکسان است و در ذائقه مریض حَنْظَلْ و شکَرْ در یک مقام.[۱۳۰]

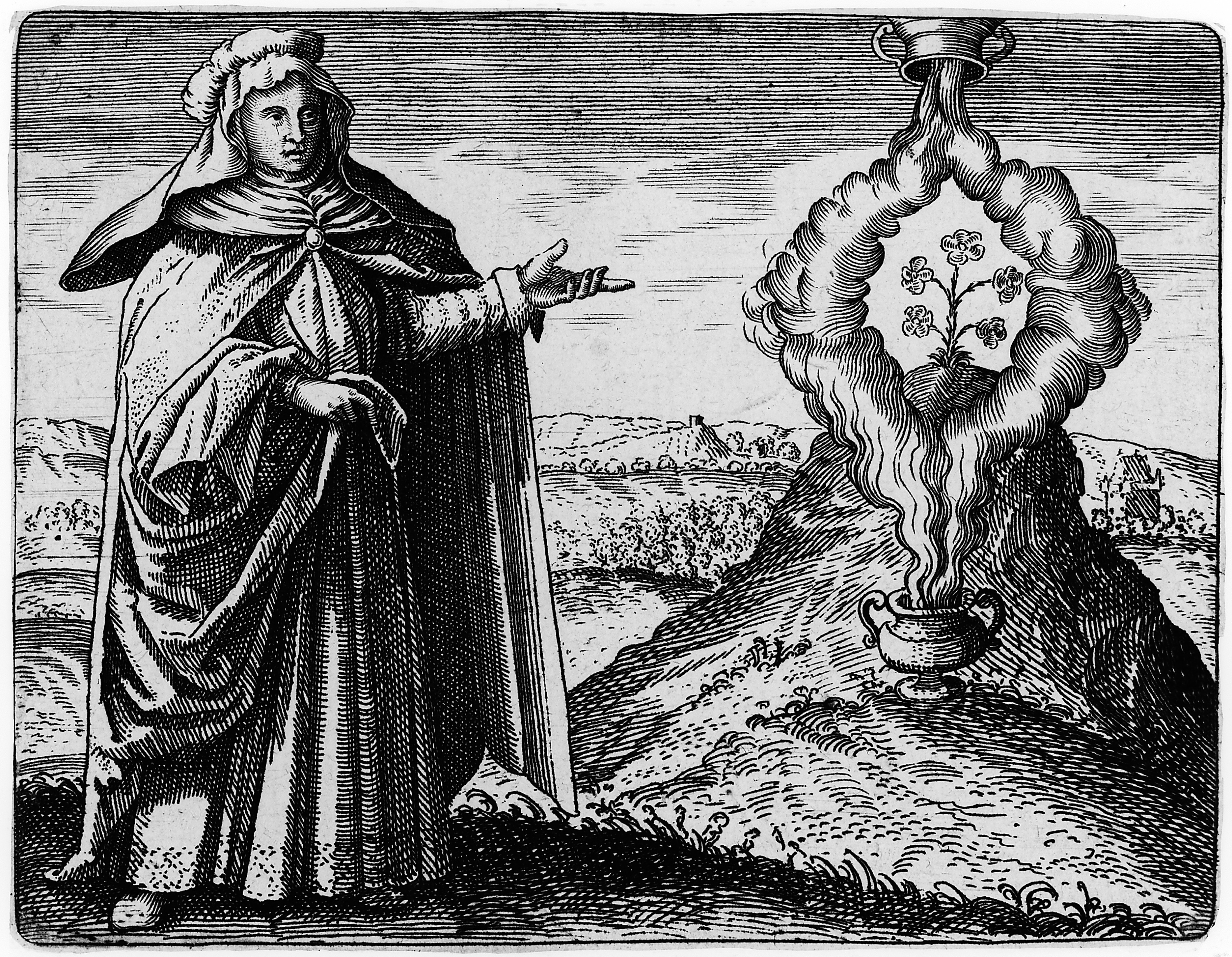
مریم پیامبر

- مریم پیامبرلوح ماریّه: در این اثر که به فارسی نوشته شده بهاءالله، به درخواست مخاطب و با زبانی سمبلیک به توضیح بسیار دقیق نوشته‌ای غامض در زمینه کیمیاگری که منسوب به مریم پیامبر (ماریّه) است می‌پردازد. او مراحل مختلف مندرج در آن متن برای تولید اکسیر را تشریح می‌نماید و همچنین مخاطب را انذار می‌دهد که اگر چه کشف اکسیر و تکامل علم کیمیا نشانی از بلوغ عالم است، اما دستیابی زودهنگام به این اکسیر می‌تواند باعث مصائب بسیار برای بشریت گردد.[۷۳] قسمتی از این اثر در زیر درج شده. و اینکه سئوال از قول ماریه نمودید اصل عمل ماریه در صمغه بیضا وحمراست وصمغه حمراء را از صمغه بیضاء اخذ نموده ومن ظَفَرَ به فقد ظَفَرَ بالغایة القُصْوَی… بدانکه اصل مقصود در این فن شریف معرفت حجر مکرم است و اخذ فرع حجر منوط بعرفان اصل حجر است و هر نفسی باصل عارف شد از امثال این عمل مذکوره غنی و مستغنی خواهد بود چه که بر اعمال عظیمه قادر است وجمیع حکماء اصل حجر را کتمان نموده‌اند غایت کتمان و آنچه هم از اعمال ذکر نموده‌اند یا محذوف الاول است یا محذوف الاخر یا محذوف الوسط هیچ عملی را بترتیب ذکر ننموده‌اند[۱۳۱]
- لوح طب: این اثر به زبان عربی و شامل مجموعه ای از نصایح طبی مربوط به سلامت و تغذیه انسان است که در بخشی از آن از نقل قول هایی از کتاب مجمع البحرین، اثر ناصیف الیازجی، استفاده شده‌است. بهاءالله این لوح را با تحریر دعای شفا به پایان می‌رساند.[۷۶] ذیلاً دو قسمت از این اثر درج گردیده.قل یا قوم لا تأکلوا إلّا بعد الجوع ولا تشربوا بعد الهجوع. نِعم الرّیاضة علی الخلاء بها تقوی الأعضاء وعند الامتلاء داهیة دهماء. لا تترک العلاج عند الاحتیاج ودعه عند استقامة المزاج. لا تباشر الغذاء إلّا بعد الهضم ولا تزدرد إلّا بعد أن یکمل القضم. عالج العلّة أوّلا بالأغذیة ولا تجاوز إلی الأدویة… یَا إِلَهِی اسْمُکَ شِفَائِی وَذِکْرُکُ دَوَائِی وَقُرْبُکَ رَجَائِی وَحُبُّکَ مُؤْنِسِی وَرَحْمَتُکَ طَبِیْبِی وَمُعِیْنِی فِی الدُّنْیا وَالآخِرَةِ وَإِنَّکَ أَنْتَ المُعْطِی العَلِیْمُ الحَکِیْمُ.[۱۳۲]
- لوح تُقی: اثری به زبان عربی که در آن بهاالله مردمان را به تقوا و دخول به «فُلک حمراء» دعوت می‌کند. او همچنین به اعتراضاتی که در رد منشأ الهی آیات او مطرح شده پاسخ می‌گوید، و به کسانی که چون میرزا یحیی ظهور او را انکار نموده‌اند انذار می‌دهد.[۳] جملات زیر برگرفته از این اثر است. قل یا قوم اتّقوا الله ولا تتّبعوا أنفسکم أن ارتقبوا فضل‌الله وإنّ فضله کان علیکم محیطا. وإن أستشرقت علیکم شمس الکلمات عن أفق ملیک الأسماء والصّفات إذًا لا تستکبروا ثمّ اسجدوا لجمال ربّکم الّذی کان فی جبروت البقا باسم البهاء وفی ملکوت الإنشاء بالعلیّ مذکورا.[۱۳۳]
- لوح یوسف: دسته کم دو اثر با این نام از بهاءالله به جا مانده که یکی به عربی و دیگری به فارسی است. اثر مورد نظر در این فهرست لوح یوسف فارسی است که در آن او بر اهمیت انقطاع به عنوان پیش شرطی برای عرفان حقایق روحانی تأکید می‌نماید و همچنین به تشریح مفاهیمی همچون بهشت، آتش دوزخ، رجعت و سراط می‌پردازد.[۴۵] ذیلاً قسمتی از این اثر درج می‌گردد.تفکّر در امم قبل کن که بچه سبب از شاطیء بحر احدیّه محروم شده‌اند و از جمال عزّ باقیّه ممنوع و اگر ببصر حدید مشاهده کنی ادراک مینمائی که کلّ بحجبات کلماتیّه و اشارات وهمیّه و دلالات ظنونیّه حادثه از منبع فیض احدیّه ممنوع شده‌اند و در ایام اللّه که جمال الهی چون شمس در وسط سماء مشرق و مضئ است کل بحجبات وهمیّه محتجب… پاک کن بصر را از اشارات لا یغنیّه تا ظهورات عزّ احدیّه را در کلّشئ مشاهده نمائی و گوشرا از کلمات قوم مطمئن مطهّر ساز تا نغمات قدس الهیّه را از کلّ جهات استماع نمائی و قلب را از اشارات کلمات قبلیّه منزّه کن تا اشارات کلمات منزلهٔ بدیعه را ادراک نمائی و بمعین قدس بیزوال و زلال خمر بیمثال فائز شوی. این است وصیّت جمال قدم آن عبد را.[۱۳۴]
- رضوان العدل: اثری ست به زبان عربی در بزرگداشت مقام عدل که آن را دارای منشأ و هدفی مقدس در عالم وجود می‌داند و از سلاطین، مردم عالم و بالاخص بابی ها می‌طلبد تا علمدارش باشند. بهاءالله اساس عدل را در تعالیم الهی متبلور می‌بیند و از آینده ای سخن می‌گوید که در آن «شراع الظّلم» برچیده خواهد شد و «بساط العدل» گسترده می‌گردد.[۴۵] جملات زیر از بخش‌های آغازین و پایانی این اثر انتخاب شده‌اند. هذا لوح فیه بعث اللّه اسمه العادل ونفخ منه روح العدل فی هیاکل الخلایق أجمعین لیقومنّ کلّ علی العدل الخالص ویحکموا علی أنفسهم وأنفس العباد ولا یتجاوزوا عنه علی قدر نقیر وقمطیر… قل یا إلهی وسیّدی أنت الّذی غرست أشجار العدل فی رضوان أمرک وحکمتک إذا فاحفظها یا إلهی من عواصف القضاء وقواصف البلاء لترتفع بأغصانها وأفنانها فی ظلّ فضلک وجوار رحمتک. ثمّ اسکن یا إلهی فی ظلّ أوراقها من أصفیاء خلقک والمقرّبین من عبادک وإنّک أنت المقتدر علی ما تشاء وإنک أنت الغفور الرّحیم.[۱۳۵]
- رضوان الاقرار: این اثر بهاءالله به شرح و بسط اعمال و گفتار کسانی می‌پردازد که از حق دوری جسته‌اند و آن را با اعمال و گفتار کسانی مقایسه می‌کند که به حق مؤمن شده‌اند.[۴۵] نقل قول زیر طلیعهٔ این اثر است. أقرّ اللّه بذاته لذاته بأنّه لا إله إلّا هو له الخلق والأمر وکلّ له خاضعون. أقرّ اللّه بنفسه لنفسه بأنّه لا إله إلّا هو له العزّة والبقاء وله العظمة والسّناء وله القدرة والکبریاء یحیی ویمیت ثمّ یمیت ویحیی وإنّه لهو السّلطان فی جبروت العماء وإنّه لهو آلفرد المهیمن القیّوم.[۱۳۶]
- سوره اَعراب: در این اثر که به زبان عربی نگاشته شده بهاءالله به تشویق و مدح پیروان عرب خویش می‌پردازد و ایشان را به ایام سرورانگیز حضور خود در عراق و در میان ایشان یادآور می‌گردد.[۷۶] قسمتی از این اثر ذیلاً درج شده. أن یا قلم القدم ذکّر عبادنا الأعراب الّذین اختصّهم اللّه بنفسک وجعلهم ناظرا إلی شطر رحمتک وانقطعهم عن المشرکین لیفرحوا فی أنفسهم ویستقیموا علی أمر الّذی انفطرت منه سماء الإعراض واندکّت کلّ جبل شامخ رفیع.[۱۳۷]
- سوره اسماء: در این اثر که بخشی به فارسی و بخشی به عربی به رشته تحریر درآمده بهاءالله به بعضی اعتراضات که از سوی بابی ها به ادعای او وارد شده‌است پاسخ می‌گوید. و از ایشان مسئلت می‌نماید تا به حجاب اسماء از شناسایی صاحب اسم محروم نگردند. او همچنین به تفاوت های ظاهری در میان کتب الهی اذعان می‌نماید اما این تفاوت ها را ناشی از تفاوت در قابلیت های انسانی برای ادراک می‌داند. به‌علاوه او به بزرگداشت رسالت و تصلیب عیسی می‌پردازد و ظهور ایشان را باعث دمیده شدن روحی جدید در کالبد قابلیت های انسانی عنوان می‌نماید. در ادامه او مقام باب را با یحیی تعمیددهنده مقایسه می‌کند و خود را به عنوان رجعت مسیح معرفی نموده، هدف از ظهور خویش را همانند ظهور عیسی دمیدن روح حیات ابدی در کالبد انسانی اعلام می‌دارد.[۳] بخشی از این اثر ذیلاً درج می‌گردد.  ای دوستان من، شما چشمه‌های بیان منید و در هر چشمه قطره ای از کوثر معانی رحمانی چکیده ببازوی یقین چشمه‌ها را از خاشاک ظنون و اوهام پاک کنید تا از شما خود در امثال این مسائل مسئوله جوابهای محکمه متقنه ظاهر شود در این ظهور اعظم باید کل بعلوم و حکم ظاهر شوید چه که کل بریه بل کل اشیا از هبوب لواقح الهیه در این ایام لا شبهیه علی قدرها حامل فیوضات ربانیه شده‌اند در غیاهب کلمات منزله جواب مسائل مذکوره و مستوره مکنونه نازل انشآء الله ببصر الهی در کلماتش نظر فرمائید لتعرف ما اردت[۱۳۸]
- سوره احزان: اثریست به زبان عربی در باب احزان وآرده به شخص باب و بهاءالله که در قسمتهایی به مکالمه ای معنوی بین ایشان تبدیل می‌گردد.[۵] قسمتی از این اثر ذیلاً درج شده.تَاللّهِ الحَقِّ یَا عَلِیُّ لَوْ تَنْظُرُ فِی کُلِّ أَرْکَانِی وجَوَارِحِی وکَبْدِی وقَلْبِی وحَشَائِی لَتَجِدُ أَثَرَ رِصَاصٍ الَّذِی وَرَدَ عَلَی هَیْکَلِ اللّهِ فآهٍ آهٍ إِذًا بَقِیَ مُنْزِلُ الآیَاتِ عَنِ الإِنْزَالِ وهَذَا البَحْرُ عَنِ الأَمْوَاجِ وهَذِهِ السِّدْرَةُ عَنِ الأَثْمَارِ وهَذِهِ السَّحَابُ عَنِ الأَمْطَارِ وهَذِهِ الشَّمْسُ عَنِ الأَنْوَارِ وهَذِهِ السَّمَاءُ عَنِ الارْتِفَاعِ وکَذَلِکَ کَانَ الأَمُرُ حِیْنَئِذٍ مَقْضِیًّا. فَیَا لَیْتَ کُنْتُ فَانِیًا ومَا وَلَدَتْنِی أُمِّی ومَا سَمِعْتُ مَا وَرَدَ عَلَیْهِ مِنَ الَّذِینَ هُمْ عَبَدُوا الأَسْمَاءَ وقَتَلُوا مُنْزِلَهَا وخَالِقَهَا ومُحَقِّقَهَا ومُرْسِلَهَا فَأُفٍّ لَهُمْ وبِمَا اتَّبَعُوا أَنْفُسَهُم وهَویٰهُمْ.[۱۳۹]
- سوره ذِبح: بهاءالله در این اثر مخاطب را تشویق می‌نماید تا به چشم خود در حقیقت امر خداوند بنگرد. او همچنین در وصف بلایای وآرده بر خود به قربانی شدن (ذبح) خویش به دست ظالمین در هر حین از بیست سال گذشته تعبیر می‌نماید.[۷۳] قطعه زیر برگرفته از این اثر است.قل یا قوم إنّه لن یحتاج فی إثبات أمره بشیء عمّا خلق بین السّموات والأرض وإنّ ما دونه قد خلق بقوله لو أنتم فی آیاته تتفکّرون قل إنّه دلیله نفسه ووجوده سلطانه ولا یعلم ذلک إلّا من توجّه بوجه القدس إلی وجه ربّه ویکون من الّذینهم فی کلمات ربّهم یتفرّسون إیّاک أن لا توقّف فی أمر ربّک ثمّ انظر بطرف القدس إلی حجج النّبییّن والمرسلین لیسهل علیک الأمر وتکسّر أصنام الأوهام بسلطان ربّک العزیز العلاّم.[۱۴۰]
- سوره ذکر: در این اثر که تماماً به زبان عربی ست بهاءالله از زبان سید باب، که به «ذکرالله» نیز ملقب بوده، سخن می‌گوید و به هویت معنوی خویش به عنوان غایت قصوای دیانت بابی اشاره می‌کند. او همچنین از میزان غفلت بابی ها از امر خود شدیداً ابراز تأسف می‌نماید.[۴۵] قسمتی از این اثر ذیلاً درج شده. ومنکم من قال إنّه یشرب الچای ومنکم من قال إنّه یأکل الطّعام ومنکم من اعترض علی لباسه بعد الّذی کلّ خیط من خیوطه یشهد بأنّه لا إله إلّا هو وإنّه لمقصود المقرّبین. وإنّی أشهد بنفسی ما کان عند حضرته فی بعض الأحیان من ثوبین لیبدل أحدهما بالآخر کذلک یشهد لسان صدق علیم وما کان فی بعض اللّیالی ما یسترزقنّ به آل اللّه وإنّه ستر أمره حفظا لأمر اللّه المحکم المتین بعد الّذی خلق کلّ شیء لنفسه وعنده مفتاح خزائن السّموات والأرضین. أفّ لحیائکم یا ملأ البیان تاللّه خجلت من فعلکم وإذا اتبرّء منکم یا ملأ الشّیاطین.[۱۴۱]
- سوره فضل: بهاءالله در این اثر مخاطب را تشویق می‌نماید تا در کمال شهامت ادعای او را به گوش بابی ها برساند و در مقابله با کسانی که این ادعا را رد می‌کنند یادآور شود که در فضل بی منتهای خداوند برای نزول مجدد آیات الهی تفکر کنند.[۷۳] نقل قول زیر بخشی از این اثر است. بلّغ یا عبد ما أمرناک به عبادنا المحتجبین ولا تأخّر أمر ربّک ولا تصبر فیه لأنّ الصّبر محبوب إلّا فی ذکر اسمی العلیّ العلیم أن افتح شفتاک ثمّ أخرج منها لئالی ذکر ربّک ثمّ أنثرها علی راوس المقرّبین لأنّ دون هؤلاء لم یکن لهم عین لیمتازوا اللّؤلؤ عن الحجر بل الحجر عندهم أحسن من لؤلؤ قدس ثمین.[۱۴۲]
- سوره فتح: دست کم دو اثر با این نام از بهاءالله به جای مانده که هر دو به عربی و خطاب به یکی از پیروان اولیه و نزدیک او (فتح اعظم) نگاشته شده. در اثر مورد نظر در این فهرست، او از کسالت حال خویش به دلایلی چون پوچی سوالات مطروحه توسط مردمان، اعتراضات واهی نادانان، گرویدن برخی از پیروان به میرزا یحیی و ادامه ضدیت های او سخن می‌گوید و اذعان می‌نماید که هزار دفعه جان باختن آسان‌تر از تحمل تهمت‌ها و شنیدن مفتریاتی ست که میرزا یحیی نشر می‌دهد.[۷۳] متن زیر برگرفته از این اثر است.أن یا فتح الأعظم قد أخذت القلم لتنزل علیک ما یسرّک ویحدث فی قلبک ما یجذبک إلی مقرّ الله العلیّ العظیم فلمّا بلغت إلی هذا المقام من البیان سمعت حنین قلبی وضجیج قلمی وهما منعانی عن التّغنّی علی أفنان سدرة الرّحمن فی رضوان هذا اللّوح المتعالی المقدّس المنیر وأخذتنی الأحزان علی شأن کأنّی نسیت ألحان الله ومنعت الرّوح عن التّغرّد فی صدری بما اکتسبت أیدی الظّالمین.[۱۴۳]

عباس نوری، پسر ارشد بهاءالله و جانشین او، ملقب به عبدالبهاء.

- عباس نوری، پسر ارشد بهاءالله و جانشین او، ملقب به عبدالبهاء.سوره غصن: اثری ست به زبان عربی در مدح و اعلان مقام «غصن قدس» که از «هیکل مقدس ابهی» منشعب شده‌است. بهاءالله این «غصن قدس» را که به «غصن امر» نیز نامیده تلویحاً جانشین خود معرفی می‌نماید.[۱۰۵] او بعدها و در وصیتنامه خود که به «کتاب عهد» مشهور است صراحتاً پسر خویش عبدالبهاء را که به «غصن اعظم» نیز مشهور بوده به جانشینی و ولایت امر خود برمی‌گزیند.[۱۰۵] قسمتی از این اثر ذیلاً درج گردیده. قل قد انشعب بحر القِدَم من هذا البحر الأعظم فطوبی لمن استقرّ فی شاطئه ویکون من المستقرّین وقد انشعب من سدرة المنتهی هذا الهیکل المقدّس الأبهی غصن القدس فهنیئا لمن استظلّ فی ظلّه وکان من الرّاقدین قل قد نبت غصن الأمر من هذا الأصل الّذی استحکمه اللّه فی أرض المشیّة وارتفع فرعه إلی مقام أحاط کلّ الوجود فتعالی من هذا الصّنع المتعالی المبارک العزیز المنیع[۱۴۴]
- سوره اسم: در این اثر که به زبان عربی نگاشته شده، بهاءالله مخاطب را تشویق می‌نماید تا از هر اسم و رسمی درگذرد تا به زینت امر خداوند مزین گردد. او فاصله مردمان تا خالق خویش را به نردبانی تشبیه می‌نماید که دارای سه پله دنیا، آخرت، و ملکوت اسماء می‌باشد که برای رسیدن به مالک اسماء و صفات (حق) باید از هر سه گذشت. به‌علاوه او مخاطب را دعوت می‌نماید تا آثار الهی را به الحان مقربین قرائت نماید و وعده می‌دهد که این نغمات هر نفس سلیمی را منقلب خواهد نمود. او همچنین مردمان را به صداقت، سخاوت و پاکی قلب وصیت می‌نماید.[۷۳] قطعه زیر قسمتی از این اثر است. ثمّ اعلم بأن نصب بیننا وبین العباد سلّم وله ثلاثة درجات الأولی یذکر بالدّنیا وزخرفها والثّانیة تذکر بالآخرة وما قدّر فیها والثّالثة تذکر بالأسماء وملکوتها ومن حاز عن هذه المقامات یصل إلی ملیک الأسماء والصّفات أقرب من حین إیّاکم یا أهل البهاء لا تعطّلوا أنفسکم علی هذه المواقف ثمّ مرّوا عنها کمرّ السّحاب وکذلک ینبغی لعبادنا المقرّبین والّذی یمرّ عنها ویکون ثابتا فی حبّی لو یرفع رأسه إلی الفوق لیشهد ملکوتی ویسمع نغماتی ویکون من الفائزین.[۱۴۵]
- سوره إِسْمِنَا المُرْسِل: این اثر تأملی ست بر اسم «مرسل» خداوند و مظاهر آن در گذشته، حال و آینده بشری. بهاءالله مظاهر این اسم را افرادی چون پیامبران الهی در هر عصر و زمانی، پادشاهان بابی و بهائی در آینده، «چاپار» هایی که گاهی ندانسته و ناخواسته آثار الهی را به اقصی نقاط جهان می‌رسانند، و «اهل بهاء» که وظیفه انتشار پیام خویش را به ایشان می‌سپارد برمی‌شمارد.[۷۶] بخشی از این اثر که به زبان عربی نگاشته گشته ذیلاً درج می‌شود.إنّا جعلنا هذا اللّوح مبدء ظهور هذا الإسم فی العالمین ومنه بعثنا الرّسل من قبل الّذی لا قبل له وأرسلناهم إلی العباد أمرا من لدنّا وإنّا کنّا آمرین ونرسلنّ به الرّسل إلی آخر الّذی لا آخر له بقدرة من لدنّا وإنّا کنّا قادرین وکان هذا اللّوح مسطورا من قلم القدرة ومحفوظا خلف حجاب العصمة إذ أظهرناه بالحقّ وبعثناه علی أحسن الطّراز فی صور هذه الکلمات المشرق المقدّس المنیر[۱۴۶]
- سوره جواد: در این اثر که به زبان عربی ست بهاءالله پرستش اصنام توسط پیشینیان را خاطرنشان می‌سازد و تقالید کورکورانه ایشان را مذمت می‌کند. او رفتار ایشان را با اعمال بابیان زمان خود مقایسه می‌کند که همچنان عبدهٔ اوهامند و به تقالید گذشتگان گرفتار. در نگاهی کلی تر او هر گروهی از مردمان را به وهم و خرافه ای گرفتار و از حق دور می‌بیند اما با این حال اعراض ایشان را مانعی در برابر انتشار امر خداوند نمی‌داند و زوال ابدی خرافه پرستی را پیش‌بینی می‌نماید.[۷۳] ذیلاً بخشی از این اثر درج شده. فاعلم بانّ الَّذینهم اتخذوا الاصنام لانفسهم ولیّا من دون اللّه اولئک یستدلّون بان هؤلاء مظاهر الامر بیننا و لو قیل بای دلیل تقولون یقولون انّا وجدنا فی کتبنا هذا الذا اتبّعناهم و کانوا ممنّ ضلّ عن السبیل ثمّ طغی. اولئک ما منعهم عن سبل التوحید الّا التقلید کما تسمع یومئذ من ملأ البیان بحیث لو قیل لهم باّی جهة اعرضتم عن بعمل المعبود یقولون انا وجدنا فی کتبنا ذکرا و اتبعنا الذکری.[۱۴۷]
- سوره خِطاب: این اثر به زبان عربی ست و در آن بهاءالله مخاطب را، که در ملاقات قبل در عراق موفق به شناسایی مقام او نشده بوده، برای نیل به این مهم تمجید می‌نماید. او بابیان را مخاطب قرار می‌دهد و خود را در مقامی رجعت باب معرفی نموده و خاطر نشان می‌سازد تا آثار او و باب را یکی بدانند. همچنین از مخاطب می‌خواهد تا در انتشار پیام او از کلام و قلم خود بهره جوید و وعده می‌نماید که قوای روحانی مکنونه در این اثر سبب نفوذ کلام او در این مسیر خواهد بود.[۷۳] نقل قول زیر قسمتی از این اثر است. ذکرالله علی هیئة النّار فی هیکل النّور من سدرة الإنسان بإذن الرّحمن قد کان فی قطب الجنان بالحقّ مشهودا وینطق بالحقّ بأنّه لا إله إلّا هو وأنّ هذا الجمال لجمال الأمر فی الملأ الأعلی وسرّ البطون فی غیب العما وطلعة الظّهور فی ملکوت البَداء وهیکل القِدم فی مداین البقا واسم الأعظم فی مِصر السّنا وجمال المشهود علی هیکل قدس محبوبا.[۱۴۸]
- سوره معانی: در این اثر که به زبان عربی به رشته تحریر درآمده بهاءالله به تجلیل و تقدیس خداوند و پیامبران الهی می‌پردازد. پیامبرانی که هر یک به گونه ای متفاوت وحی الهی را دریافت نموده‌اند و ظاهراً ارتباطاتی متفاوت با ذات الوهیت داشته‌اند. اما او این روایات متفاوت را ناشی از عدم توانایی ادراک حقیقت توسط مردمان می‌داند و پیامبران را همچون آینهٔ تمام نمای ذات خداوند تصویر می‌کند که به میزان درک و فهم مردمان نور الهی را منعکس می‌نمایند و نه به میزان شأن و مقام خود. او همچنین از قوه تقلیب کننده ای که در حین نزول وحی الهی موجود است سخن می‌گوید.[۷۳] جملات زیر برگرفته از این اثر است. سبحان الّذی یسبّح له کلّ من فی السّموات والأرض وإنّه علی کلّ شیء محیطا وله یسجد کلّ من فی جبروت الأمر والخلق وإنّه بکلّ شیء قدیرا وقدّر مقادیر کلّ شیء فی الألواح وبیّن لعباده ما یقرّبهم إلی جمال عزّ بدیعا وأنزل من سماء الأمر آیات العظمة والإقتدار وجعلها برهانا من عنده علی العالمین جمیعا وأرسل الرّسل علی أنّه لا إله إلّا هو وأنّ هذا الغلام لبهائه ثمّ عزّه وکبریائه لمن فی السّموات والأرض وکذلک شهد الله بلسان القدرة والقوّة وإنّه علی کلّ شیء شهیدا.[۱۴۹]
- سوره قهیر: اثری ست به زبان عربی که در آن بهاءالله بر یگانگی معنوی خویش با باب تأکید می‌نماید و به برخی از اعتراضاتی که نسبت به ادعای او از سوی بابیان مطرح بوده پاسخ می‌گوید. او همچنین در شرح مصائبی که از سوی بابیان بر او وارد گشته ندبه می‌نماید، اما بیش از خویش نگران حال کسی است که بعد از او خواهد آمد (الّذی یأتیکم بعدی)، نکته ای که او در «سوره هیکل» نیز بدان اشاره کرده‌است.[۷۶] ذیلاً قسمتی از این اثر درج گردیده. قل یا قوم فانظروا بنفس الأمر وما یظهر من عنده لا بما عندکم وبذلک أمرتم فی کلّ الألواح إن أنتم من الموقنین لأنّه لم یزل کان معروفا بنفسه وما سواه معروف بما حرّک علی أسمائهم قلم الله المقتدر العزیز الحکیم یا قوم خافوا عن الله ولا تکفروا بالّذی آمنتم به بعد الّذی جائکم بکلّ الآیات وهذا النّبأ الأعظم العظیم.[۱۵۰]
- سوره قلم: اثری ست که در بزرگداشت عید رضوان به زبان عربی نگاشته شده. این اثر در فرم رسائلی خطاب به «قلم اعلی»، اهل آسمانها و زمین، راهبان، و «حوریه فردوس» به رشته تحریر درآمده.[۷۳] طلیعه این اثر ذیلاً درج شده. أَنْ یَا قَلَمَ الأَعْلَی فَاشْهَدْ فِی نَفْسِکَ بِأَنَّهُ هُوَ اللّهُ لَا إِلَهَ إِلَّا أَنَا المُهَیمِنُ القَیُّومُ. ثُمّْ اشْهَدْ بِذَاتِکَ بِأَنِّی أَنَا اللّهُ لَا إِلَهَ إِلَّا هُوَ وَکُلٌّ خُلِقُوا بِأَمْرِی وَکُلٌّ بِأَمْرِی یَعْمَلُونَ. ثُمَّ اشْهَدْ بِکَیْنُونَتِکَ بِأَنَّ هَذَا لَجَمَال اللّه قَدْ أَشْرَقَ عَنْ أُفُقِ الغَیبِ وَمَا عَرَفَهُ أَحَدٌ دُوْنِهِ وَلَنْ یَعْرِفَ سِوَاهُ وَأَنَّهُ لَهُوَ المُقْتَدِرُ العَزِیزُ المَحْبُوبُ.[۱۵۱]
- سوره قمیص: اثری ست به زبان عربی که بهاءالله برای اعلان و تأکید مجدد بر رسالت و حقانیت خویش نگاشته و بخشی از آن به شکل مکالمه ای بین او و باب به رشته تحریر درآمده. در این اثر بهاءالله ظهور خویش را به عنوان رجعت باب معرفی می‌نماید و بابیان را به دلیل انکار این ظهور جدید سرزنش می‌کند. در ادامه او این اثر را به پیراهن (قمیص) یوسف پیامبر تعبیر می‌نماید.[۷۳] ذیلاً قسمتی از این اثر درج گردیده.  وإنّا أرسلنا إلیک هذا القمیص الّذی کان مرشوشا بدم صادق لعلّ تطّلع بما هو المستور عن أنظر العالمین إلّا من شاء ربّک الّذین لا یمنعهم الحجبات ولا الإشارات ولا منع کلّ مانع ولو یظهر علی صور الصّافین والکرّوبیّین لأنّهم ینظرون بالمنظر الأکبر فی هذا الجمال الأطهر ویعرفون الحجّة بنفسها لا بغیرها لأنّ دلیله آیاته ووجوده إثباته کذلک کان الأمر من قبل ومن بعد إن أنتم من العارفین.[۱۵۲]

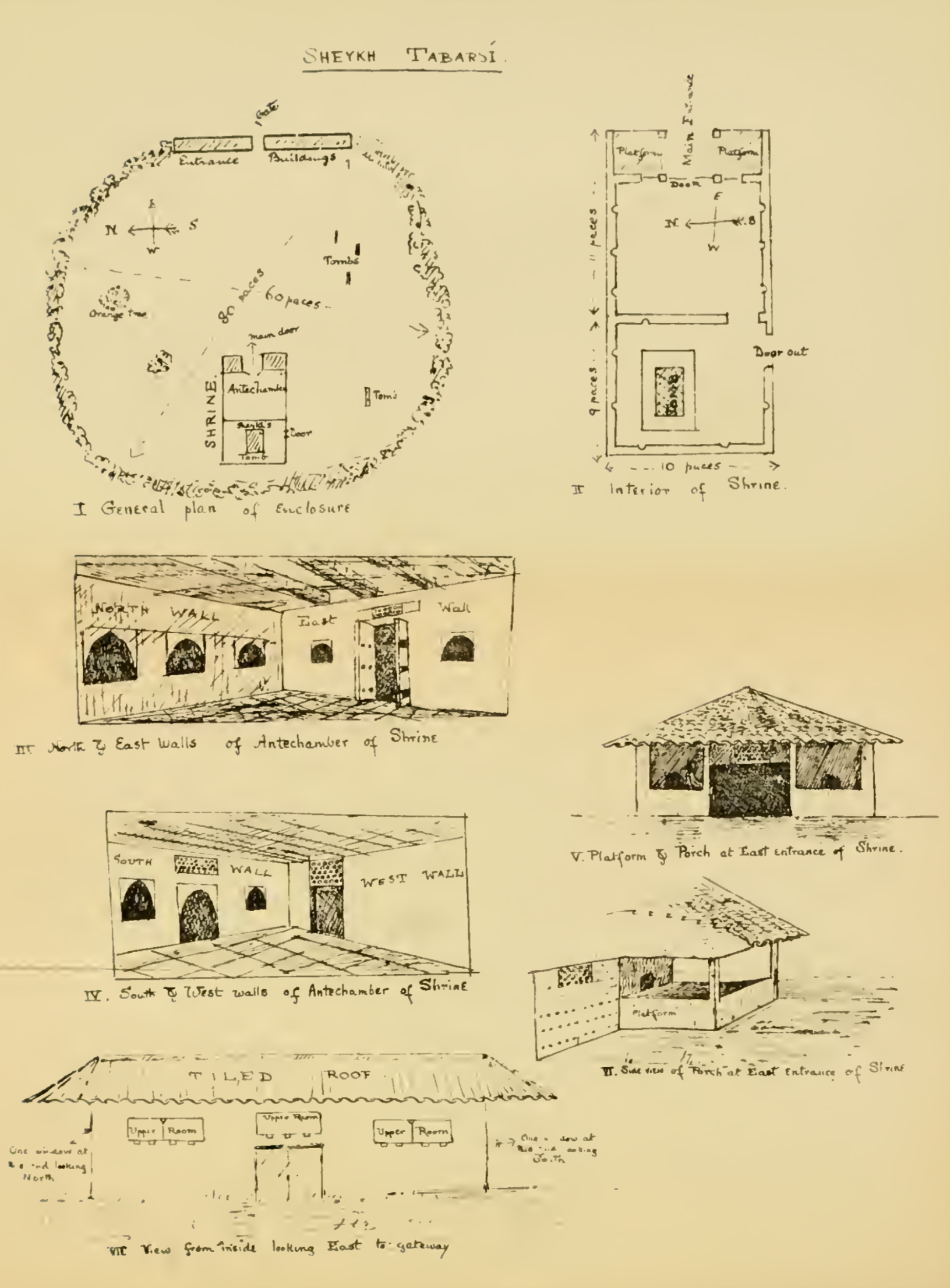
نقشه مقبره و قلعه شیخ طبرسی به قلم ادوارد براون

- شمشیر ملاحسین به همراه یک گلوله توپ بر جای مانده از نبرد قلعه شیخ طبرسینقشه مقبره و قلعه شیخ طبرسی به قلم ادوارد براونسوره زیاره: این اثر زیارتنامه ای است که بهاءالله جهت زیارت مدفن ملاحسین بشرویه، اول مؤمن به باب، به زبان عربی نگاشته. او بدایتاً بلایای وارده بر خود را با مصائب پیامبران قبل از جمله هابیل، ابراهیم، موسی، عیسی، محمد، حسین ابن علی، و باب یکی عنوان می‌نماید و در ادامه و از آنجایی که نام بهاءالله نیز حسین است تلویحاً به ارتباط معنوی بین خود و ملاحسین اشاره می‌کند و از این طریق بلایای وارده بر ملاحسین را به مصائب دیگر انبیاء ارتباط می‌دهد.[۱۵۳] ملاحسین بشرویه که از رهبران بابی در نبرد قلعه شیخ طبرسی بوده جان خویش را در آن واقعه از دست می‌دهد و در همان محل دفن می‌گردد.[۴۵] بخشی از این زیارتنامه ذیلاً درج شده.هذا کتاب من لدی المظلوم الّذی سمّی فی ملکوت البقاء بالبها وفی جبروت العلا بالعلیّ الأعلی وفی لاهوت العماء بکلّ الأسماء اللّه الحسنی وفی أرض الإنشاء بالحسین ولکنّ النّاس أکثرهم فی حجاب ووهم عظیم. وقد ورد علیه فی کلّ عهد ما لا یحصیه احد إلّا اللّه الملک العلیّ العظیم.[۱۵۴]

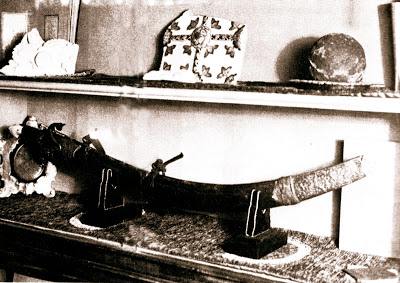
شمشیر ملاحسین به همراه یک گلوله توپ بر جای مانده از نبرد قلعه شیخ طبرسی

- سوره سلطان: اثری ست به زبان عربی خطاب به عده ای از بهائیان شهر سلطان آباد، که در هر پاراگراف شخص خاصی را مخاطب قرار داده و به تشویق او و نصایح مشفقانه می‌پردازد. بهاءالله در ضمن این اثر میرزا یحیی را نیز مخاطب قرار داده، رویگرداندن او از حق را مذمت می‌کند، از او می‌طلبد تا جبران مافات نماید، و اطمینان می‌دهد که از او کینه ای در دل ندارد.[۷۳] نقل قول زیر بخشی از این اثر است. قل یا قوم قد ارتدت إلیکم لحظات اللّه وأنتم لا ترتدون البصر إلیه إذا تکوننّ فی غفلة عظیم وقد أشرق وجه اللّه فوق رؤسکم إیّاکم لا تمنعوا أبصارکم عن النّظر إلیه وإنّ هذا فضل قد کان لدی العرش کبیر وقامت ملکوت اللّه أمام وجوهکم إیّاکم أن لا تحرموا أنفسکم عن ظلّها ولا تکوننّ من الغافلین کذلک یأمرکم سلطان الأمر بما هو خیر لکم عمّا خلق فی العالمین.[۱۵۵]
- سوره وفا: این اثر به زبان عربی ست و در آن بهاءالله مخاطب را وصیت می‌نماید تا برای رسیدن به «اصل وفا» تلاش کند. او همچنین به سوالات مخاطب در مورد رجعت و معاد، عوالم الهی، اوامر الهی، و بهشت پاسخ می‌گوید. به‌علاوه او به وحدت ذاتی خویش با باب شهادت می‌دهد و در ضمن تأکید می‌نماید که همانگونه که در «لوح ایوب» در اواخر ایام عراق پیش‌بینی نموده بود «طیور لیل» تحرکات خویش را آغاز نموده‌اند.[۷۳] قسمتی از این اثر ذیلاً درج شده. فَطُوَبی لَکَ یَا وَفَا بِمَا وَفَیْتَ بِمِیْثَاقِ اللّهِ وَعَهْدِهِ بَعْدَ الَّذِی کُلٌّ نَقَضُوا عَهْدَ اللّهِ وَکَفَرُوا بِالَّذِی آمَنُوا بَعْدَ الَّذِی ظَهَرَ بِکُلِّ الآیَاتِ وَأَشْرَقَ عَنْ أُفُقِ الأَمْرِ بِسُلْطَانٍ مُبِینٍ * وَلَکِنْ فَاسْعَ بِأَنْ تَصِلَ إِلَی أَصْلِ الوَفَا وَهُوَ الإِیْقَانُ بِالقَلْبِ وَالإِقْرَارُ بِاللِّسَانِ بِمَا شَهِدَ اللّهُ لِنَفْسِهِ الأَعْلَی بِأَنِّی أَنَا حَیٌّ فِی أُفُقِ الأَبْهَی.[۱۵۶]
- سوره ظهور: در این اثر عربی بهاءالله به بلایایی که از هر جهت او را احاطه نموده اشاره می‌نماید و همچنین امر خویش را حجتی اعلان می‌دارد که حق را از باطل تمیز می‌دهد. او عمق فهم مردمان از امر خداوند را در حد کسی تعبیر می‌نماید که تنها به عبا و لباس می‌نگرد و نه به صاحب آنها و در ادامه توضیح می‌دهد که به همین دلیل است که ایشان توانایی شناخت او را در لباس جدید، تنها به فاصله چند سال از ظهور قبلش (ظهور باب)، ندارند.[۱۵۳] نقل قول زیر برگرفته از این اثر است. تلک آیات الکتاب قد نزّلت علی أحسن النّغمات وإنّها بنفسها لیکون حجّة علی من فی السّموات والأرض وإنّ بها قد خلقت ملکوت الأسماء والصّفات ولکلّ حرف منهما قدّر لسان ینطق بین الأرض والسّماء بأنّ هذا لهو المحبوب بین ملأ الأعلی والمقصود بین ملأ الإنشاء والمستور فی کبد البهاء بأبدع الرّبوات ومن عرف ربّه وآمن به فقد فاز بعرفان اللّه ولقائه.[۱۵۷]

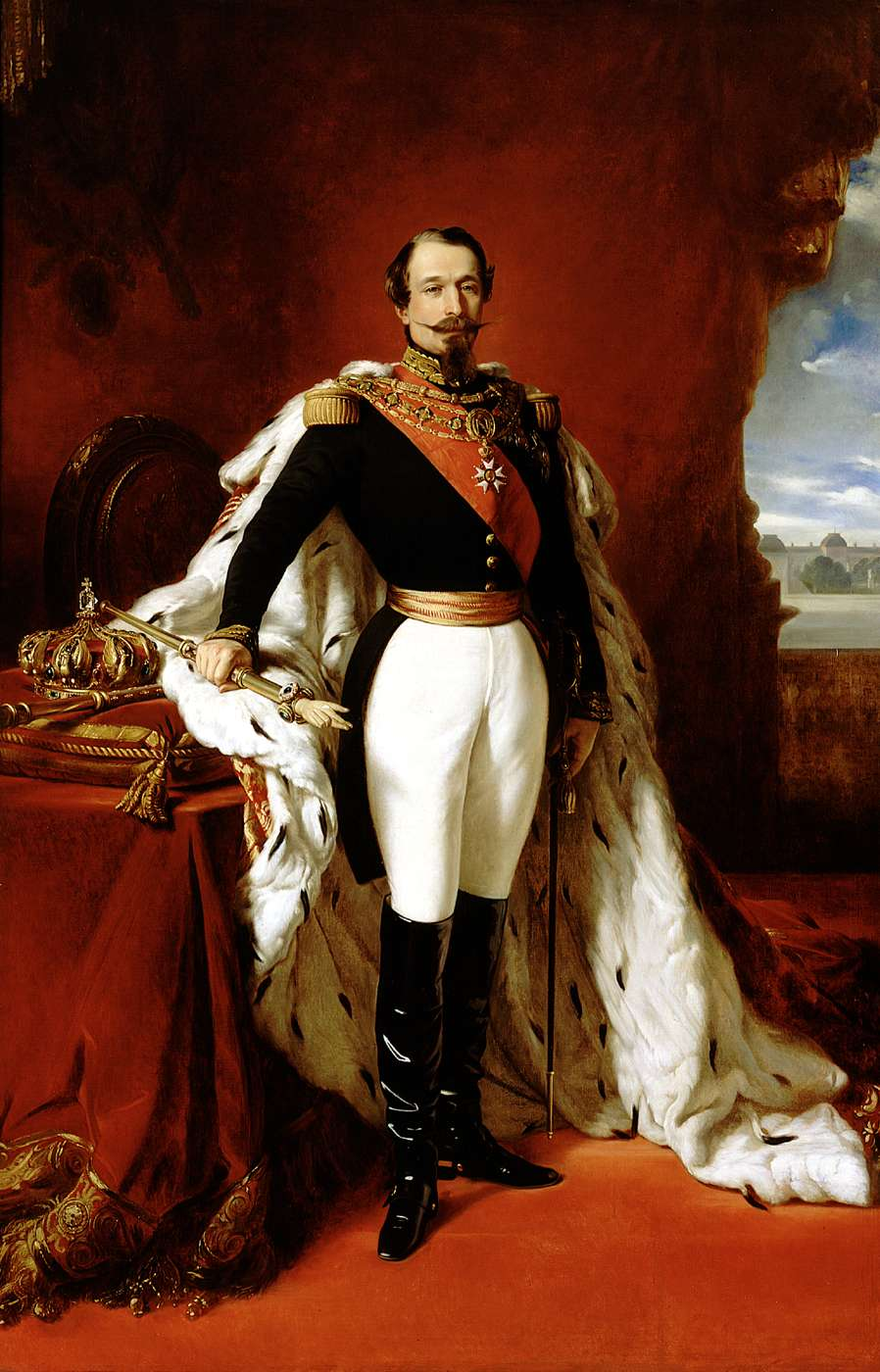
ناپلئون سوم

- ناپلئون سوم لوح اوّلِ ناپلئون: بهاءالله دو نامه خطاب به شارل لوئی ناپلئون بناپارت (ناپلئون سوم) نگاشته که یکی در ادرنه و دیگری در عکا به رشته تحریر درآمده است و به ترتیب به لوح اول ناپلئون و لوح دوم ناپلئون مشهورند. در این قسمت از این مقاله به بررسی لوح اول ناپلئون پرداخته شده. در این اثر که قسمتی به عربی و بخشی به فارسی نوشته شده بهاءالله از مصائب و مظالمی که بر او و پیروانش وارد گشته سخن می‌گوید و بر بیگناهی ایشان و خویش تأکید می‌نماید. به‌علاوه او دو گزاره از سخنان ناپلئون را به او یادآور می‌شود که از قول مظلومان سخن گفته بوده و به دفاع از ایشان قیام نموده بوده‌است و از او می‌خواهد تا این بار در حال این مظلومان (بهائیان) تفحصی نماید و تدبیری بیندیشد.[۱۵۸] بخشی از این اثر در زیر درج شده. ... عرض این بنده آنکه بیست و پنج سنه می‌شود که جمعی از عباد شبی نیاسوده اند و آنی مستریح نبوده‌اند. لازال به سطوت غضب مبتلی و به شوؤنات قهر معذب. بسا از اطفال که بی پدر مانده‌اند و بسا از آباء که بی فرزند شده‌اند. چه مقدار از امهات که در فراق ابناء خود گریسته‌اند و چه مقدار از اطفال که از فقدان امهات نوحه و ندبه نموده‌اند و چه مقدار از رضیع که شربت شهادت نوشیده‌اند. نه بر رجال ترحم نموده‌اند و نه بر نساء. بسا از لیالی که جمیع وحوش و طیور در ایکات خود آسوده و آرمیده‌اند، و این عباد در وحشت و اضطراب مقر امنی نیافته‌اند و مقام امانی نجسته‌اند. چه بسیار از رجال که در شب صاحب غنا و ثروت بوده و در صبح به کمال فقر و ذلت مشاهده شده. چه که مالش به تاراج رفت و اسباب زندگانی اش به یغما. ارضی نمانده مگر آنکه خون این مظلومان بر او ریخته شده و محلی نمانده مگر آنکه مشهد این بی معینان گشته.[۱۵۹]

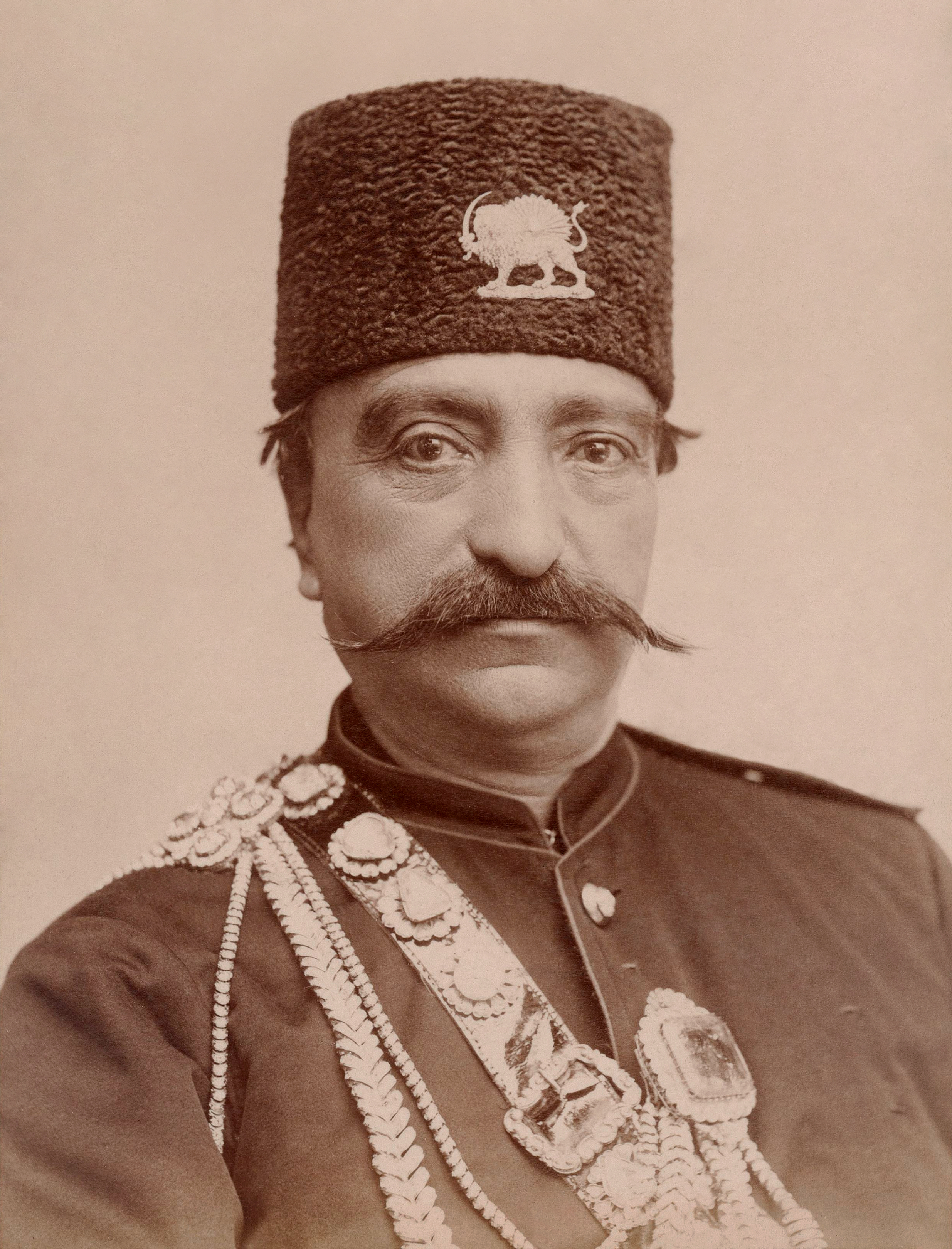
ناصر الدین شاه قاجار

- ناصر الدین شاه قاجارلوح سلطان: این اثر که به تلفیقی از دو زبان فارسی و عربی نگاشته گشته خطاب به ناصر الدین شاه قاجار است که، به قیمت جان پیک بهاءالله، شخصاً به او تحویل داده شد. این لوح طولانی‌ترین نامه بهاءالله به یک تاجدار است که در آن از شاه قاجار می‌خواهد تا در امر و رسالت او به دیده انصاف بنگرد و به او اطمینان می‌دهد که هرگز در خیال تصاحب قدرت و سلطنت نبوده و نیست. او همچنین از سختی‌ها و شدائدی که به او و پیروانش در طول دو دهه گذشته و در جریان تبعیدهای پی در پی وارد گشته به تفصیل سخن می‌گوید و از علماء اسلام در ایران می‌خواهد که به نقش خویش در ایجاد استیحاش و دوری جستن از بهاءالله اعتراف کنند. او در ادامه دشمنی مردم و دلیل اعتراض ایشان نسبت به پیامبران پیشین همچون مسیح و محمد را به پادشاه ایران یادآور می‌شود و در نتیجه از او می‌خواهد تا در مورد امکان ظهور پیامبری جدید برای این عصر و زمان منصفانه بیندیشد.[۱۵۸] بهاءالله در این نامه[۱۶۰] از ناصرالدین‌شاه می‌خواهد که فرصتی به او داده شود تا در حضور شاه و در مقابله با علماء حقیقت رسالتش را به اثبات برساند. بهاءالله در این نامه خواستار رعایت عدالت و رواداری مذهبی نسبت به بهائیان می‌شود. او همچنین به شاه اطمینان داد که بنابر تعالیم او بهائیان از هرگونه خشونت و فسادی پرهیز می‌کنند.[۱۶۱] بدیع نیشابوری، قاصد نامه که نوجوانی ۱۷ ساله بود، به دستور ناصرالدین شاه شکنجه و کشته می‌شود.[۱۶۰] نقل قول زیر بخشی از این اثر است. ای پادشاه زمان چشمهای این آوارگان به شطر رحمت رحمن متوجّه و ناظر و البتّه این بلایا را رحمت کبری از پی و این شدائد عظمی را رخاء عظیم از عقب ولکن امید چنانست که حضرت سلطان بنفسه در امور توجّه فرمایند که سبب رجای قلوب گردد و این خیر محض است که عرض شد و کفی باللّه شهیدا… طوائف متعدّده و ملل مختلفه در ظلّ سلطان مستریحند یک طائفه هم این قوم باشند بلکه باید علوّ همّت و سموّ فطرت ملازمان سلطانی به شأنی مشاهده شود که در تدبیر آن باشند که جمیع ادیان در سایه سلطان درآیند و مابین کلّ به عدل حکم رانند… در ظهور خاتم انبیا و سلطان اصفیا روح العالمین فداه ملاحظه فرمائید که بعد از اشراق شمس حقیقت از افق حجاز چه مقدار ظلم از اهل ضلال بر آن مظهر عزّ ذی الجلال وارد شده به شأنی عباد غافل بودند که اذیّت آن حضرت را از اعظم اعمال و سبب وصول به حقّ متعال می‌دانسته‌اند چه که علمای آن عصر در سنین اوّلیّه از یهود و نصاری از آن شمس افق اعلی اعراض نمودند و به اعراض آن نفوس جمیع ناس از وضیع و شریف بر اطفای نور آن نیّر افق معانی کمر بستند… نسئله تعالی ان یجعلک ناصرا لأمره و ناظرا الی عدله لتحکم علی العباد کما تحکم علی ذوی قرابتک و تختار لهم ما تختاره لنفسک انّه لهو المقتدر المتعالی المهیمن القیّوم.[۱۶۲]

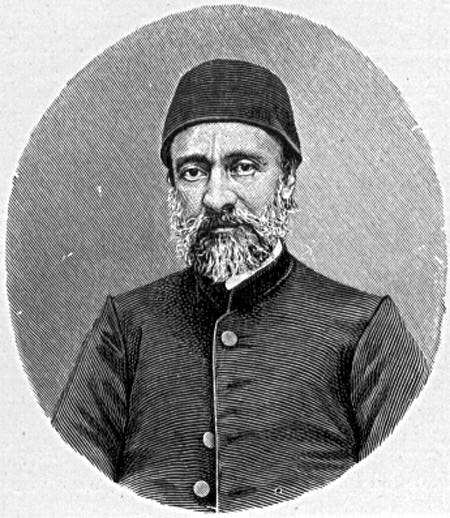
محمد امین عالی پاشا

- محمد امین عالی پاشاسوره رئیس: بهاءالله این اثر را در مسیر شهر گلیپولی، در راه تبعیدش از ادرنه به عکا، خطاب به محمد امین عالی پاشا صدر اعظم وقت امپراتوری عثمانی نوشته‌است. او عالی پاشا را به دلیل سوء استفاده از قدرت سرزنش می‌نماید و افول سلطان عبدالعزیز را پیش‌بینی می‌کند. او همچنین اعلان می‌دارد که هدفش چیزی جز احیاء عالم و اتحاد من علی الأرض نبوده و نیست. در ادامه او از شرایط و وقایع منتهی به تبعید مجددش از ادرنه حکایت می‌کند و در ضمن همین اثر به سؤال یکی از پیروانش در باب طبیعت و خاستگاه روح انسان پاسخ می‌گوید.[۱۵۸] در زیر قسمتی از این اثر درج گردیده.أَنْ یَا رَئِیسُ اسْمَعْ نِدَاءَ اللهِ المَلِکِ المُهَیْمِنِ القَیُّومِ، إِنَّهُ یُنادِی بَیْنَ الأَرْضِ وَالسَّمَاءِ وَیَدْعُ الکُلَّ إِلَی المَنْظَرِ الأَبْهَی، وَلا یَمْنَعُهُ قِبَاعُکَ وَلا نِباحُ مَنْ فِی حَوْلِکَ وَلا جُنُودُ العالَمِینَ، قَدِ اشْتَعَلَ العالَمُ مِنْ کَلِمَةِ رَبِّکَ الأَبْهَی وَإِنَّها أَرَقُّ مِنْ نَسِیْمِ الصَّبَا قَدْ ظَهَرَتْ عَلَی هَیْئَةِ الإِنْسَانِ وَبِهَا أَحْیَی اللهُ عِبَادَهُ المُقْبِلِینَ…[۱۶۳]

## فصل اثمار بهیّه: عکا (۱۸۶۸–۱۸۹۲ میلادی)

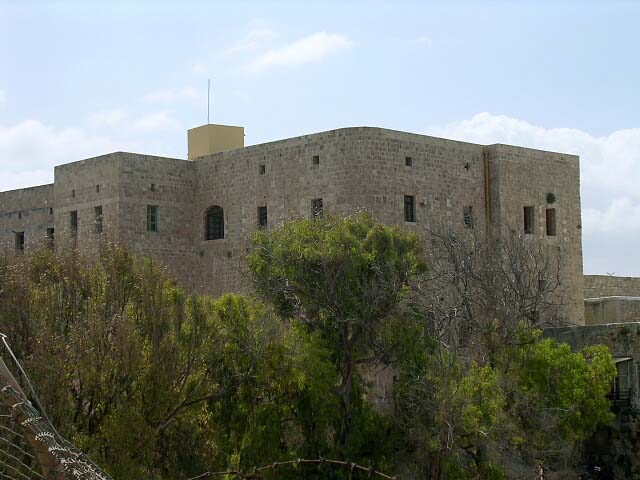
زندان عکا، محل حبس دو ساله بهاءالله

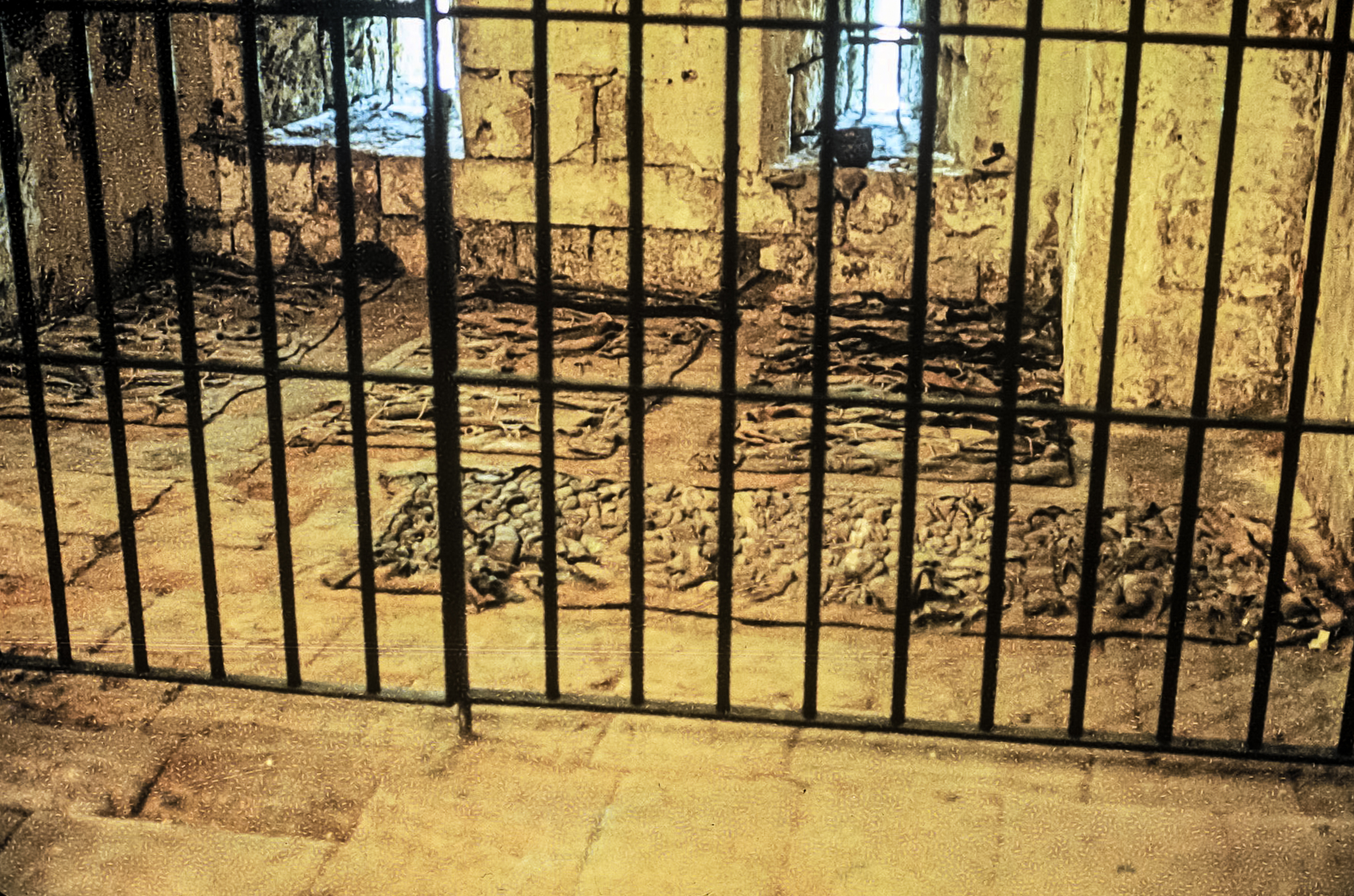
یکی از سلول‌های زندان عکا

دوران اقامت بهاءالله در عکا طولانی‌ترین دوره رسالت اوست که شاهد بلوغ تدریجی و به ثمر رسیدن نهال این رسالت نیز هست. بلوغی که خود را در آینه وسعت هر چه بیشتر و شمول جهانی دایره آثار او متجلی می‌سازد. تا بدینجا بهاءالله توانسته بود تا اکثریت جامعه بابی را در صف پیروان خویش درآورد و حال می‌توانست توجه خود را بیش از پیش به تأثیرات جهانی و فرهنگی آیین جدید التأسیسش معطوف سازد. در این بیست و چهار سال او ابتدا به تکمیل اعلان رسالت خویش به تاجداران و زمامداران عالم پرداخت و سپس فرائض و احکام دیانت بهائی را تشریع نمود و سرانجام برای درانداختن طرحی نو در عالم به تشریح تعالیم اجتماعی جهان شمول آیینش پرداخت.

### سالهای اولیه در عکا (۱۸۶۸–۱۸۷۳ میلادی)
آثار بهاءالله در این سالها، که شامل دو سال اولی که او و خانواده او در زندان عکا تحت سخت‌ترین شرایط می‌زیستند نیز هست، عمدتاً در تکمیل رسائل او خطاب به سلاطین و امرای عالم، که با نگاشتن «سوره ملوک» در ادرنه آغاز شده بود، به رشته تحریر درآمده. نکته قابل ملاحظه در سرتاسر این رسائل این که بهاءالله به صورت تدریجی اما منسجم و با در نظر گرفتن شرایط زمانه و ظرفیت مخاطب مطالبش را در باب حکمرانی بیان می‌کند تا حکمرانان به صورت تدریجی گام‌هایی برای حرکت به سوی الگوی ایدئال حکومت بردارند. به عنوان مثال وی ایده دموکراسی را به مرور مطرح می‌کند تا مورد سوء برداشت قرار نگیرد و رد نشود. از طرف دیگر بهاءالله هیچ‌کدام از نظامهای سیاسی موجود من جمله نظامهای غربی را به معنی واقعی عادل نمی‌داند. به عنوان مثال دموکراسی مورد نظرِ بهاءالله رقابت‌های سیاسی احزاب و پیشبردِ منافعِ خاصِ گروهی توسط منتخبان را رد می‌کند. لازمه عدالت از دیدگاهِ بهاءالله تحولِ روحانیِ اجتماع و ایجاد تمدنی است که بر اساس آموزه‌های آئین او بنا شده‌است. در این فاصله اما او پیشنهاداتی کوتاه مدت برای بهبود شرایط موجود برای جوامع امروزی ارائه می‌دهد تا بشر را به صلحی سیاسی و عرفی برساند.

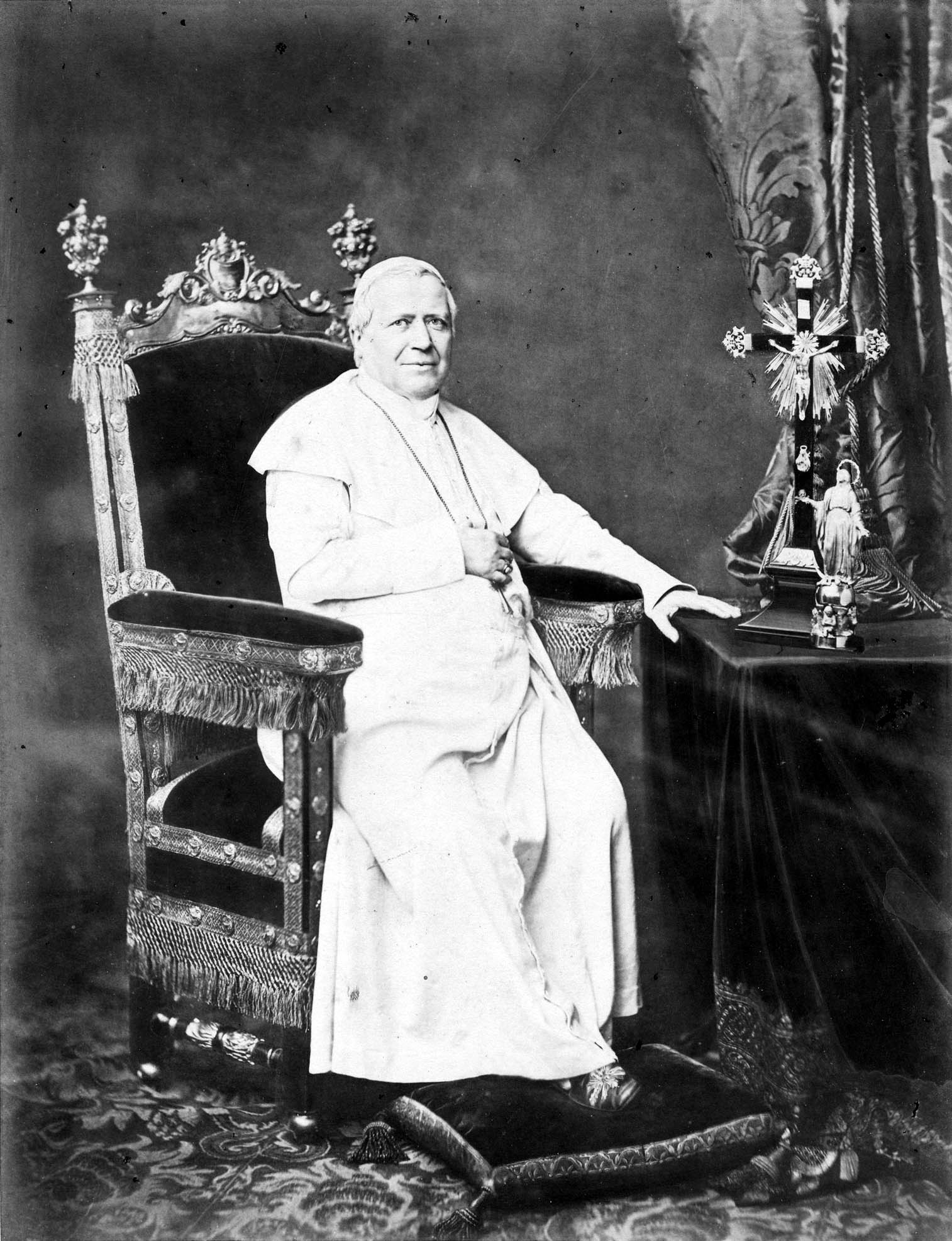
پاپ پیوس نهم

- لوح پاپ: در این اثر که خطاب به پاپ پیوس نهم نوشته شده، بهاءالله رجعت میسح را با بیان «إنّه أتی من السّماء مرّة أخری کما أتی منها أوّل مرّة» اعلان می‌دارد و به پاپ انذار می‌دهد که مبادا «سبحات علوم» او را از «قیّوم» بازدارد. او راهبان مسیحی را مخاطب قرار داده و از ایشان می‌خواهد تا کنج عزلت را رها نمایند، و از اهل تمامی ادیان دعوت می‌کند تا به ساحل بحر اعظم ظهور او درآیند، و همچنین اطمینان می‌دهد که قوای مکنون در ظهور او بر هر مانعی قلبه خواهد کرد. او از پاپ می‌خواهد تا ثروت و زخارف دنیا را رها نماید، و به پیروان مسیح بشارت می‌دهد که یحیی تعمید دهنده در شخص باب رجعت نموده و آن پدر آسمانی که اشعیا به او بشارت داده، و آن «روح تسلی بخش» که مسیح وعده نموده در شخص بهاءالله ظهور نموده‌است.[۱۵۸] بخشی از این اثر ذیلاً نقل قول شده. پاپ پیوس نهمأن یا پاپا أخرق الأحجاب قد أتی ربّ الأرباب فی ظلل السّحاب وقضی الأمر من لدی اللّه المقتدر المختار اکشف السّبحات بسلطان ربّک ثمّ اصعد إلی ملکوت الأسماء والصّفات کذلک یأمرک القلم الأعلی من لدن ربّک العزیز الجبّار إنّه أتی من السّماء مرّة أخری کما أتی منها أوّل مرّة إیّاک أن تعترض علیه کما اعترض الفرّیسیّون من دون بیّنة وبرهان قد جری عن یمینه کوثر الفضل وعن یساره سلسبیل العدل ویمشی قدّامه ملائکة الفردوس برایات الآیات.[۱۶۵]
- لوح دوّمِ ناپلئون: در این اثر بهاءالله برای دومین بار ناپلئون سوم را مخاطب قرار می‌دهد و با این جملات آغاز می‌نماید که ای مَلِک پاریس، قسیس را خبر کن تا دیگر ناقوسها را به صدا درنیاورد چه که ناقوس افخم در هیکل اسم اعظم ظاهر گشته. او تأکید می‌نماید که ظهور مسیح موعود است و از قسیسان و راهبان دعوت می‌نماید تا به صومعه نشینی و ریاضت خویش پایان دهند. او همچنین از آینده و سرنوشت امپراتوری فرانسه خبر می‌رساند و به ناپلئون انذار می‌دهد که مملکت او دچار سردرگمی و اختلاف خواهد شد و مُلک از کف او خواهد رفت چرا که او رساله اول بهاءالله را به هیچ انگاشته‌است.[۱۵۸] در ادامه او شرحی از مصائب وارده بر خود به علت تبعیدهای پی در پی اش به ناپلئون ارائه می‌کند و او را نصیحت می‌نماید تا در میان مردمان به عدل و داد حکم راند. او ناپلئون و به‌طور کلی مردم جهان را به انتشار پیام و تعالیم خداوند، با استفاده از قوهٔ بیان، دعوت می‌نماید و ایشان را به امانت و چشم پوشی از خطای دیگران فرا می‌خواند.[۱۵۸] دو سال بعد از ارسال این اثر ناپلئون در جنگ سدان شکست خورد و سلطنتش دچار اغتشاش گشت و از سرزمین مادری تبعید گشت، و حکومت فرانسه به جمهوری تبدیل شد.[۱۶۱] این اثر به زبان عربی نوشته شده که قسمتی از آن ذیلاً درج می‌شود.قُلْ یا مَلِکَ البارِیسِ نَبِّئِ القِسِّیسَ بِأَنْ لا یَدُقَّ النَّواقِیسَ تَاللهِ الحَقِّ قَدْ ظَهَرَ النَّاقُوسُ الأَفْخَمُ عَلَی هَیْکَلِ الاسْمِ الأَعْظَمِ وَتَدُقُّهُ أَصَابعُ مَشِیَّةِ رَبِّکَ العَلِیِّ الأَعْلَی فِی جَبَرُوتِ البَقاءِ بِاسْمِهِ الأَبْهَی، کَذلِکَ نُزِّلَتْ آیاتُ رَبِّکَ الکُبْری تارَةً أُخْری لِتَقُومَ عَلی ذِکْرِ اللهِ فاطِرِ الأَرْضِ وَالسَّماءِ فی تِلْکَ الأَیَّامِ الَّتی فِیها ناحَتْ قَبائِلُ الأَرْضِ کُلُّها وَتَزَلْزَلَتْ أَرْکَانُ البِلادِ وَغَشَتِ العِبادَ غُبْرَةُ الإِلْحادِ إِلاّ مَنْ شاءَ رَبُّکَ العَزِیزُ الحَکِیمُ[۱۶۶]

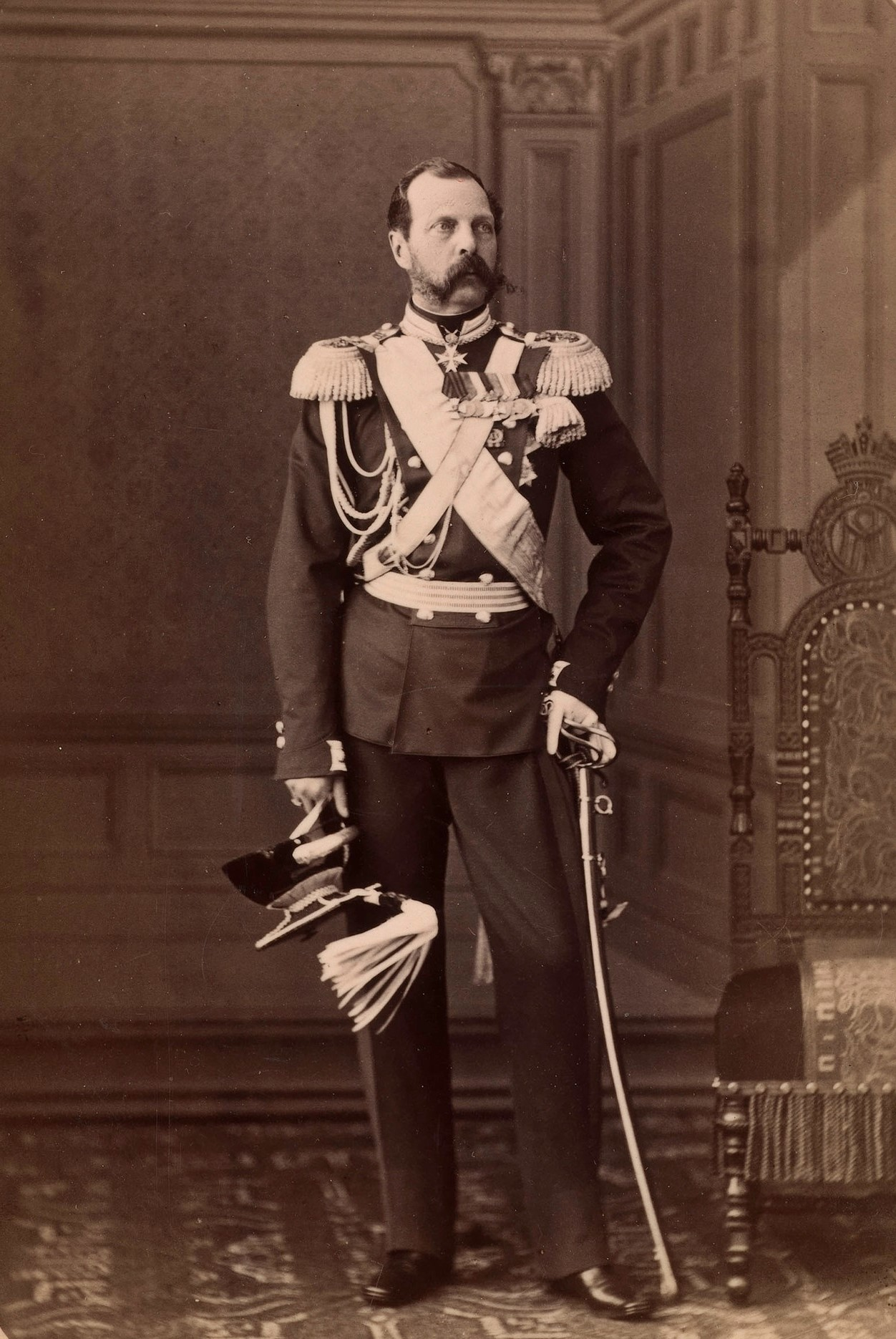
الکساندر دوم امپراتور روسیه

- الکساندر دوم امپراتور روسیهلوح مَلک روس: بهاءالله این اثر را خطاب به الکساندر دوم امپراتور روسیه نگاشته و در ابتدای آن از شنیدن و اجابت دعایی سخن می‌گوید که تزار روس در خلوت راز و نیاز با خدای خویش نجوا نموده بوده. او از تزار می‌خواهد تا این بار ندای امر خداوند را در میان مردمان و ملل مختلف بلند کند. همچنین اظهار می‌دارد که اوست (بهاءالله) که زبان اشعیا به ذکرش ذاکر بوده، و اوست که به نامش تورات و انجیل مزیّن گشته. به‌علاوه او تزار را به فنای دنیا و زرق و برق آن یادآور می‌گردد و هشدار می‌دهد که مبادا سلطنت او را از سلطان احدیّت بازدارد.[۱۵۸] این اثر به زبان عربی به رشته تحریر درآمده که نقل قول زیر بخشی از آن است. أَنْ یَا مَلِکَ الرُّوسِ أَنِ اسْتَمِعْ نِدَاءَ اللهِ المَلِکِ القُدُّوسِ ثُمَّ أَقْبِلْ إِلَی الفِرْدَوْسِ المَقَرِّ الَّذِی فِیهِ اسْتَقَرَّ مَنْ سُمِّیَ بِالأَسْمَاءِ الحُسْنَی بَیْنَ مَلإِ الأَعْلَی وَفِی مَلَکُوتِ الإِنْشآءِ بِاسْمِ اللهِ البَهِیِّ الأَبْهی، إِیَّاکَ أَنْ یَحْجُبَکَ هَواکَ عَنِ التَّوَجُّهِ إِلَی وَجْهِ رَبِّکَ الرَّحْمنِ الرَّحِیمِ، إِنَّا سَمِعْنا ما نادَیْتَ بِهِ مَوْلاکَ فِی نَجْواکَ لِذا هَاجَ عَرْفُ عِنایَتِی وَمَاجَ بَحْرُ رَحْمَتِی وَأَجَبْناکَ بِالحَقِّ إِنَّ رَبَّکَ لَهُوَ العَلِیمُ الحَکِیمُ[۱۶۷]

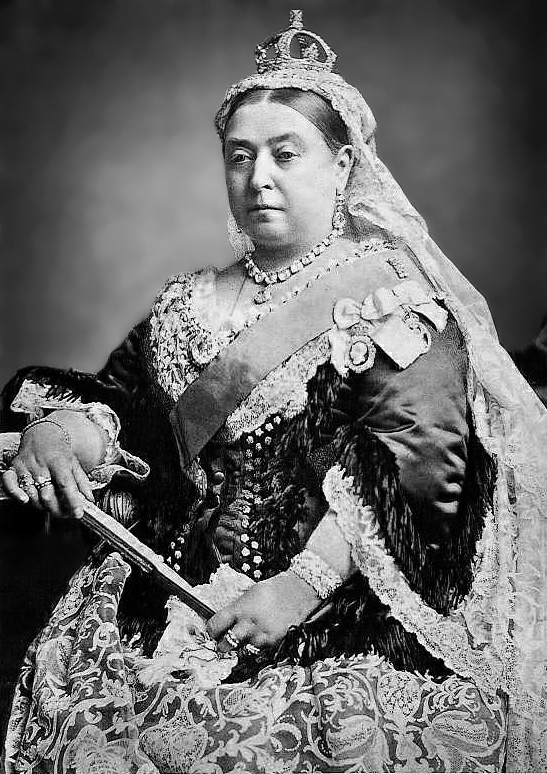
ملکه ویکتوریا

- ملکه ویکتوریالوح ملکه: این اثر خطاب به ملکه ویکتوریا، ملکهٔ پادشاهی متحد بریتانیای کبیر و ایرلند، نوشته شده و از تحقق تمامی وعود مندرجه در انجیل خبر می‌رساند. بهاءالله در ادامه ملکه را برای فرمان منع تجارت برده می‌ستاید. او همچنین ملکه را برای سپردن زمام مشورت به دست نمایندگان مردم تحسین می‌نماید و ایشان را تشویق می‌کند تا در حین مشورت خیر عموم اهل عالم را در نظر داشته باشند. او نمایندگان مردم در سراسر کره زمین را به تدبیر و مشورت برای اصلاح عالم دعوت می‌کند و داروی اعظم برای صحّت عالم را اتحاد مردمان در زیر خیمه یک امر واحد و یک شریعت واحد اعلان می‌دارد. او به‌علاوه پادشاهان عالم را از تحت فشار قراردادن مردم برای تأمین مخارج بیش از حد خویش برحذر می‌دارد و ایشان را به حل اختلافات و صلح دعوت می‌کند. صلحی که تمامی کشورها باید پاسپان آن باشند و با تمام قوا در برابر هر کشوری که آغازگر جنگ باشد بایستند.[۱۵۸] این اثر به زبان عربی ست که قسمتی از آن ذیلاً درج شده. یَا أَیَّتُهَا المَلِکَةُ فِی اللُّونْدْرَةِ أَنِ اسْتَمِعِی نِدَاءَ رَبِّکِ مَالِکِ البَرِیَّةِ مِنَ السِّدْرَةِ الإِلهِیَّةِ إِنَّهُ لا إِلهَ إِلاَّ أَنا العَزِیزُ الحَکِیمُ، ضَعِی ما عَلَی الأَرْضِ ثُمَّ زَیِّنِی رَأْسَ المُلْکِ بِإِکْلِیلِ ذِکْرِ رَبِّکِ الجَلِیلِ إِنَّهُ قَدْ أَتَی فِی العَالَمِ بِمَجْدِهِ الأَعْظَمِ وَکَمُلَ مَا ذُکِرَ فِی الإِنْجِیلِ، قَدْ تَشَرَّفَ بَرُّ الشَّامِ بِقُدُومِ رَبِّهِ مَالِکِ الأَنامِ وَأَخَذَ سُکْرُ خَمْرِ الوِصالِ شَطْرَ الجَنُوبِ وَالشِّمَالِ، طُوبَی لِمَنْ وَجَدَ عَرْفَ الرَّحْمنِ وَأَقْبَلَ إِلَی مَشْرِقِ الجَمَالِ فِی هذا الفَجْرِ المُبِینِ.[۱۶۸]
- سوره هیکل: این اثر که یکی از آثار محوری بهاءالله در زمینه اعلان امرش محسوب می‌شود ابتدا در ادرنه به رشته تحریر درآمده و بعدها در عکا توسط خود او بازنویسی شده‌است. او در این اثر، خود را تجسم آن هیکل (معبد) نوینی معرفی می‌نماید که تورات (زکریا ۶:۱۲) بدان بشارت داده‌است. هیکلی که توسط روح قدسی الهی مبعوث گشته و برای هر عضوی از اعضایش مأموریتی نمادین مقرر شده‌است. در پایان او رسائلش خطاب به پاپ پیوس نهم، ناپلئون سوم، الکساندر دوم، ملکه ویکتوریا، و ناصرالدین شاه را نیز ضمیمه این اثر نموده‌است.[۱۵۸] نقل قول زیر طلیعه این اثر است. سبحان الّذی نزّل الآیات لقوم یفقهون سبحان الّذی ینزّل الآیات لقوم یشعرون سبحان الّذی یهدی من یشآء الی صراطه قل انّی لصراط اللّه لمن فی السّموات و الأرض طوبی لقوم یسرعون. سبحان الّذی ینزّل الآیات لقوم یعلمون سبحان الّذی ینطق من جبروت الأمر لا یعرفه الّا عباد مکرمون سبحان الّذی یحیی من یشآء بقوله کن فیکون سبحان الّذی یرفع من یشآء الی سمآء الفضل و ینزّل منها ما آراد علی قدر مقدور.[۱۶۹]

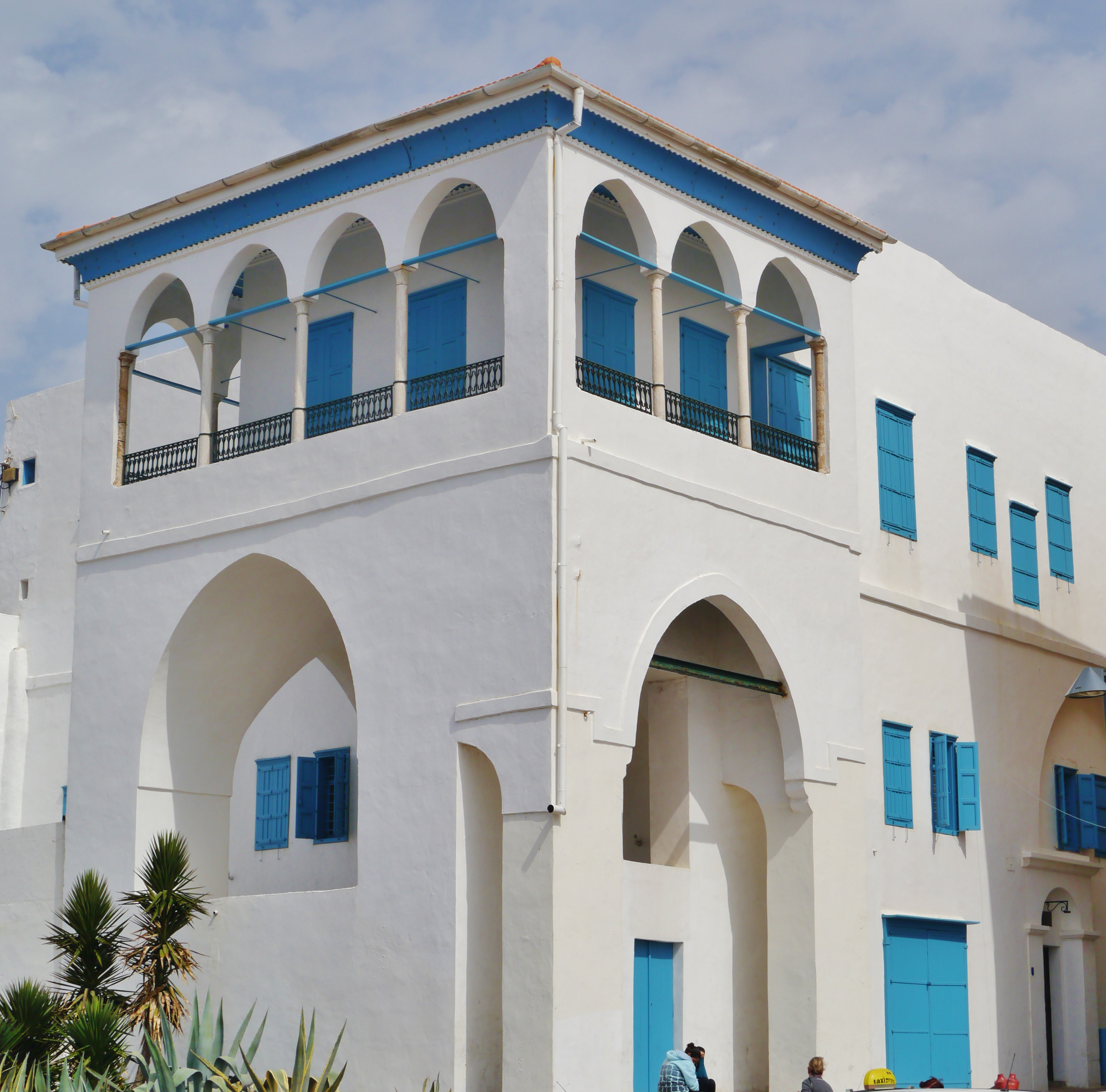
بیت عبود

- فرانتس یوزف یکمویلهلم یکمبیت عبودکتاب اقدس: اما نقطه عطف خطابات بهاءالله به پادشاهان و امرای عالم، و همچنین منبع اصلی احکام و تعالیم آیین بهائی در اثری نهفته‌است که اهمیت فوق‌العاده آن تحت الشعاع اختصارش قرار گرفته. کتاب اقدس، ام الکتاب دیانت بهایی، ظهور «ناموس اکبر» (قانون اکبر) را به پادشاهان عالم اعلان می‌دارد؛ به جانشینی عبدالبهاء اشاره می‌نماید؛ از تأسیس «نظم اداری بهائی» و «بیت العدل اعظم» سخن می‌گوید؛ احکام و شرایط مربوط به نماز، روزه، ازدواج، و ارث را تبیین می‌کند؛ از مؤسسهٔ «مشرق الاذکار» و «ضیافت نوزده روزه» سخن می‌گوید؛ انحلال مفهوم «علمای دین» را اعلان می‌دارد؛ و مجازات اعمالی چون قتل، زنا، و سرقت را مشخص می‌نماید.[۱۷۰] به‌علاوه بهاءالله در این کتاب شناخت خداوند و عمل به موجب تعالیم او را از وظایف هر انسانی تعریف می‌کند و کل را به معاشرت صمیمانه با اهل جمیع ادیان دعوت می‌دارد؛ از دگم اندیشی، فتنه و فساد، غرور، و نزاع و جدال بر حذر می‌دارد؛ به نظافت و لطافت، صدق و صفا، عفت و عصمت، میهمان نوازی، امانت و وفا، ادب و نزاکت، عدل و انصاف، و صبر فرا می‌خواند؛ و از عالمیان می‌خواهد تا خود را مانند انگشتان یک دست و ارکان یک بدن ببینند.[۱۵۸] بهاءالله پادشاهان جهان را به امر خداوند که توسط او آورده شده دعوت می‌کند. آنان را از مال اندوزی برحذر می‌دارد و به پاکی دل و حمایت از ستمدیدگان دعوت می‌کند[۱۷۱] و متذکر می‌شود که برای «تصرف ممالک» آن‌ها نیامده بلکه برای «تصرف قلوب» آمده‌است.[۱۷۱] وی بعضی از این پادشاهان همچون فرانتس یوزف یکم امپراتور اتریش-مجارستان[۱۷۲] و ویلهلم یکم پادشاه پروس و امپراتور آلمان[۱۷۳] را مستقیماً مورد خطاب قرار می‌دهد، روسای جمهور قاره آمریکا را به اجرای عدالت دعوت می‌کند[۱۵][۳۰][۱۷۴] و اعضای پارلمان‌های دنیا را به انتخاب یک خط و زبان بین‌المللی برای ایجاد اتحاد و صلح تشویق می‌کند،[۱۵] و از ظلم و ناکارآمدی حکومت عثمانی و سقوط آن در آینده می‌گوید.[۱۵][۱۷۵] به باور بهائیان کتاب اقدس همچنین به جنگهای جهانی در جایی که آلمان را مخاطب قرار می‌دهد اشاره می‌کند[۲۸] و چشم‌اندازی از ظهور دموکراسی در ایران ارائه می‌دهد.[۱۷۶] بهاءالله از تهران، خراسان و کرمان نیز در کتاب اقدس یاد می‌کند. او تهران (طهران) را با عنوان‌های «ارض طا»، «افق النور» و «مطلع فرح العالمین» مورد خطاب قرار می‌دهد و به او می‌گوید به زودی امور در تو دگرگون می‌شود و زمام امور در دست «جمهور الناس» (جمهور مردمان) می‌افتد و به او اطمینان می‌دهد که اضطرابش به آرامش تبدیل خواهد شد.[۱۷۷] کتاب اقدس در سال ۱۸۷۳ میلادی، به زبان عربی و در بیت عبود نوشته شده[۱۷۰] که طلیعهٔ آن ذیلاً درج می‌گردد. انّ اوّل ما کتب اللّه علی العباد عرفان مشرق وحیه و مطلع امره الّذی کان مقام نفسه فی عالم الأمر و الخلق من فاز به قد فاز بکلّ الخیر و الّذی منع انّه من اهل الضّلال ولو یأتی بکلّ الأعمال اذا فزتم بهذا المقام الأسنی و الأفق الأعلی ینبغی لکلّ نفس ان یتّبع ما امر به من لدی المقصود لأنّهما معاً لا یقبل احدهما دون الآخر هذا ما حکم به مطلع الالهام… یا ملأ الأرض اعلموا انّ اوامری سرج عنایتی بین عبادی و مفاتیح رحمتی لبریّتی کذلک نزّل الأمر من سمآء مشیّة ربّکم مالک الأدیان لو یجد احد حلاوة البیان الّذی ظهر من فم مشیّة الرّحمن لینفق ما عنده ولو یکون خزائن الأرض کلّها لیثبت امراً من اوامره المشرقة من افق العنایة و الألطاف. قل من حدودی یمرّ عرف قمیصی و بها تنصب اعلام النّصر علی القنن و الأتلال قد تکلّم لسان قدرتی فی جبروت عظمتی مخاطباً لبریّتی ان اعملوا حدودی حبّاً لجمالی طوبی لحبیب وجد عرف المحبوب من هذه الکلمة الّتی فاحت منها نفحات الفضل علی شأن لا توصف بالأذکار لعمری من شرب رحیق الانصاف من ایادی الألطاف انّه یطوف حول اوامری المشرقة من افق الابداع.[۱۷۰][۱۷۸]

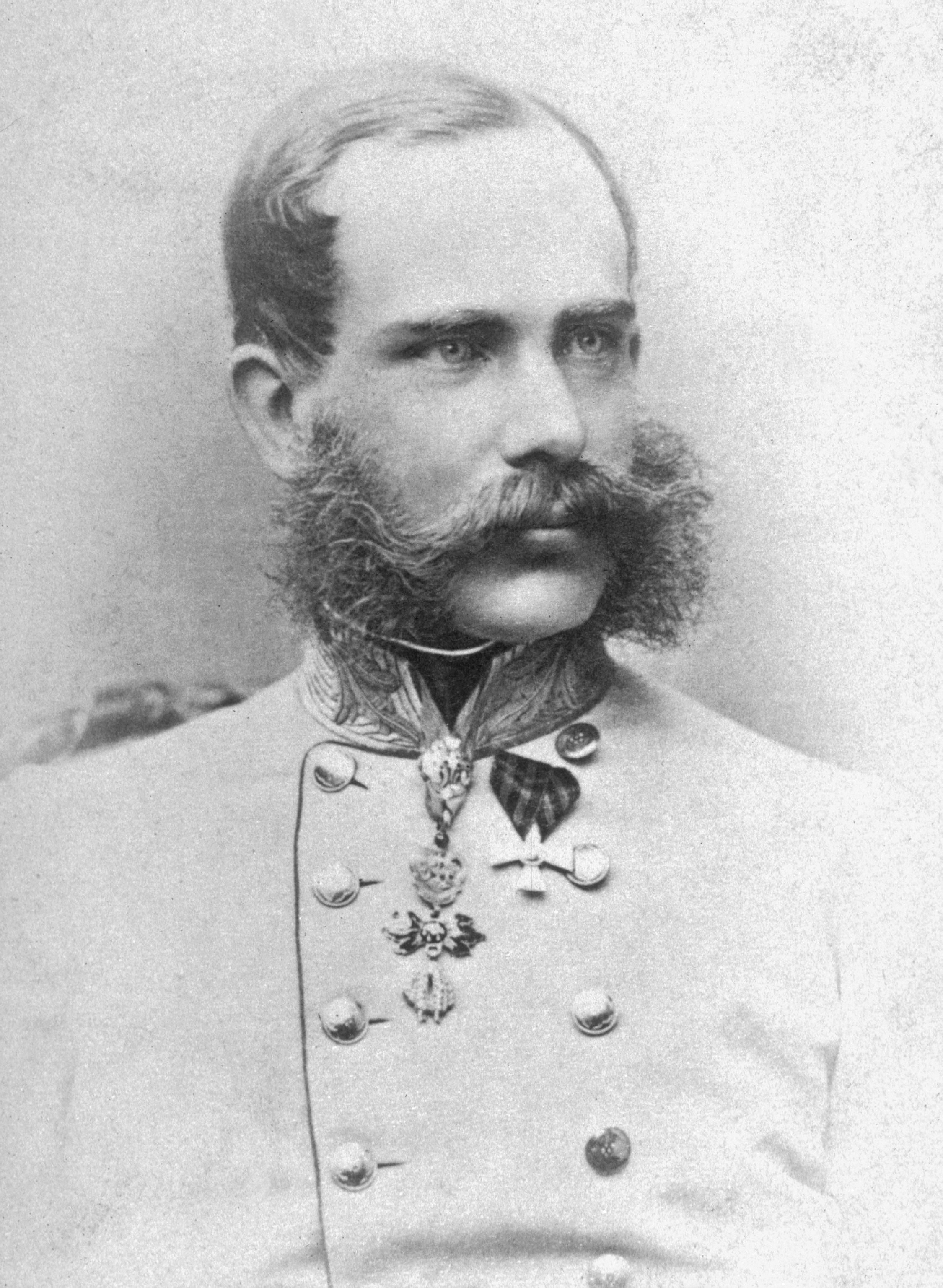
فرانتس یوزف یکم

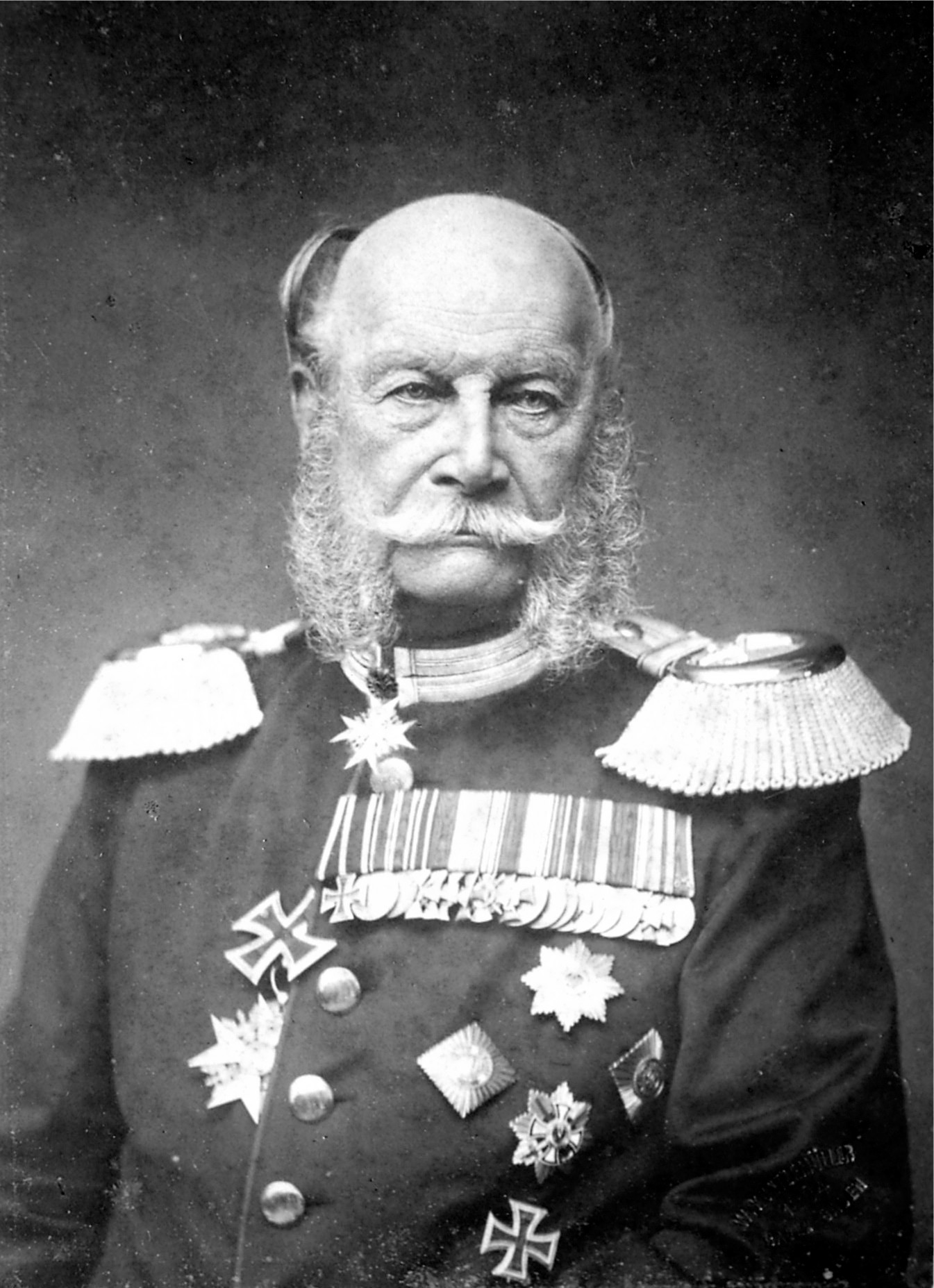
ویلهلم یکم

- لوح رئیس: این دومین اثری ست که بهاءالله خطاب به صدر اعظم دربار عثمانی، عالی پاشا، نگاشته. او عالی پاشا را به دلیل تصمیم «ظالمانه اش» برای تبعید مجدد او به زندان عکا مذمت می‌نماید. او همچنین فنای قدرت و ثروت مادی را، با وصف خاطره ای از دوران کودکی خویش از یک نمایش خیمه شب بازی، به عالی پاشا یادآور می‌شود و از او می‌خواهد تا با درایت و انصاف رفتار کند. به علاوه او مجدداً درخواست خود برای ملاقاتی هرچند کوتاه با سلطان عبدالعزیز را مطرح می‌نماید.[۱۵۳] این اثر به فارسی نگاشته شده که قطعه ای از آن ذیلاً درج می‌گردد. این ذکر نه برای آن است که متنبّه شوید چه که غضب الهی آن نفوس را احاطه نموده ابداً متنبّه نشده و نخواهید شد و نه به جهت آن است که ظلمهای وارده بر انفس طیبه ذکر شود چه که این نفوس از خمر رحمن به هیجان آمده‌اند و سکر سلسبیل عنایت الهی چنان اخذشان نموده که اگر ظلم عالم بر ایشان وارد شود در سبیل حقّ راضی بل شاکرند ابداً شکوه‌ای نداشته و ندارند بلکه دمائشان در ابدانشان در کلّ حین از ربّ العالمین آمل و سائل است که در سبیلش بر خاک ریخته شود و همچنین رؤوسشان آمل که بر کلّ اسنان در سبیل محبوب جان و روان مرتفع گردد چند مرتبه بلا بر شما نازل و ابداً التفات ننمودید یکی احتراق که اکثر مدینه به نار عدل سوخت چنانچه شعرا قصاید انشاء نمودند و نوشته‌اند که چنین حرقی تا حال نشده مع‌ذلک بر غفلتتان افزود و همچنین وبا مسلّط شد و متنبّه نشدید ولکن منتظر باشید که غضب الهی آماده شده زود است که آنچه از قلم امر نازل شده مشاهده نمائید آیا عزّت خود را باقی دانسته‌اید یا ملک را دائم شمرده‌اید لا ونفس الرّحمن نه عزّت شما باقی و نه ذلّت ما این ذلّت فخر عزّتها است ولکن نزد انسان.[۱۷۹]
- لوح احباب: این اثر به زبان عربی نوشته شده که در آن بهاءالله با مخاطب قرار دادن فرد به فرد برخی از پیروانش به تشویق و نصایح مشفقانه می‌پردازد و به اتحاد، انقطاع، و انتشار امر خداوند دعوت می‌کند. او همچنین بابیان و دیگرانی که دعوت او را نپذیرفته‌اند را مخاطب قرار داده و تأسف خویش از این انتخاب را ابراز می‌دارد.[۱۵۳] نقل قول زیر برگرفته از این اثر است.أن یا قلم الإقتدار أن اذکر عبادک الأخیار الّذین ما ذکرت أسمائهم فی اللّوح لیشکروا اللّه ربّهم فی اللّیالی والأیّام. یا أحبّائی فی هناک لعمری أنتم تحت لحاظ ربّکم ویتحرّک لسان العظمة علی ذکرکم یا ملأ الأصحاب. أنتم الّذین أقبلتم إلی الوجه فی الیوم الّذی فیه شاخصت الأبصار وعرفتم مولیکم إذ کان النّاس فی غفلة وحجاب سوف یفتخرون من علی الأرض بأسمائکم وینوحون علی ما ورد علیکم من الّذین کفروا باللّه فالق الأصباح.[۱۸۰]
- لوح اقدس: بهاءالله در این اثر، که خطاب به یک فرد مسیحی و به زبان عربی به رشته تحریر درآمده، ظهور خویش را تحقق تمامی وعود مسیحیت اعلان می‌دارد. به علاوه او مسیحیان و بالاخص علماء و رؤسا مسیحیت را مخاطب قرار داده، ایشان را برای عدم شناسایی این حقیقت ملامت می‌کند و به تفکر در رفتار مشابه اکثریت مردمان در زمان ظهور مسیح فرا می‌خواند. او این اثر را با ذکر جملاتی متعدد که همگی با اصطلاح «خوشا به حال» (ترجمه) آغاز می‌شوند به پایان می‌برد. جملاتی که بخشی مشابه در موعظه سر کوه مسیح را به خاطر متبادر می‌نماید.[۱۵۳] بخش ذیل برگرفته از قسمت پایانی این اثر است.قل طوبی لراقد إنتبه من نسماتی طوبی لمیّت حیّ من نفحاتی طوبی لعینٍ قرّت بجمالی طوبی لقاصد قصد خباءَ عظمتی وکبریائی طوبی لخائف هرب إلی ظلّ قبابی طوبی لعطشان سرع إلی سلسبیل عنایتی طوبی لجائعٍ هرع عن الهوی لهوائی وحضر علی المائدة الّتی نزّلتها من سماء فضلی لأصفیائی…[۱۸۱]
- لوح بقاء: اثریست کوتاه به زبان عربی که در آن بهاءالله مخاطب را به احراز مقامی عظیم در عالم بعد بشارت می‌دهد و همچنین به انقطاع، حکمت، و خدمت و تبلیغ امر خداوند وصیت می‌نماید.[۱۵۳] قسمتی از این اثر ذیلاً درج شده. ثمّ اعلم بأنّا ألقینا علی الّذی ظلم کلمة من عندنا إنّه أعرض عنها سوف نجعله عبرة للعالمین * بعثنا أحدا من عبادنا وألبسناه قمیص الإنقطاع وزیّنّاه بطراز القوّة والإطمینان وأرسلناه إلیه بکتاب مبین وبلّغناه رسالات ربّه لعلّ یتذکّر ویخشی إنّ ربّک لهو الحاکم علی ما یشاء…[۱۸۲]
- لوح بسیط الحقیقة: این اثر که در نگارش آن از هر دو زبان عربی و فارسی استفاده شده در جواب سؤال یکی از پیروان بهاءالله به رشته تحریر درآمده و توضیحی ست بر این جمله از ملا صدرا که «بسیط الحقیقة کلّ الأشیاء». بهاءالله به شرح دو نظریه «توحید وجودی» و «توحید شهودی» می‌پردازد و هر دو را به استناد آیات کتب مقدسه قابل قبول می‌داند. او اما در نهایت این گونه مباحث را اگر منجر به شناسایی ظهور جدید الهی (خود او) نشود بیهوده و بیثمر می‌انگارد.[۱۵۳] ذیلاً قسمتهایی از بخش فارسی این اثر نقل شده. دو مقام در توحید مشاهده می‌شود توحید وجودی و آن اینست که کلّ را به لا نفی می‌کنند و حق را به الّا ثابت؛ یعنی غیر حقّ را موجود نمی‌دانند باین معنی که کل نزد ظهور و ذکر او فنای محض بوده و خواهند بود. کلّ شیء هالک إلّا وجهه… و توحید شهودی آنست که در کلّ شیء آیات احدیّه و ظهورات صمدانیّه و تجلّیات نور فردانیّه مشاهده شود. چنآنچه در کتاب الهی نازل سَنُرِیْهِم آیَاتِنَا فِی الآفَاقَ وَ فِی أَنْفُسِهِم. در این مقام در کلّ شیء تجلّیات آیات بسیط الحقیقة مشهود و هویدا. مقصود حکیم این نبوده که حقّ منحلّ بوجودات نامتناهیه شده… و دیگر الیوم یومی نیست که انسان مشغول بادراک این بیانات شود چه که علم باین بیان و امثال آن انسانرا غنی ننموده و نخواهد نمود مثلاً حکیمی که باین کلمه تکلّم نموده لو کان موجودا و الّذین أقرّوا له فیما قال ثمّ الّذین اعترضوا علیه کلّ در صقع واحد مشاهده می‌شوند هر یک بعد از ارتفاع نداء مالک اسماء از یمین بقعه نورآء بکلمه بلی فائز شد مقبول و محمود و دون آن مردود.[۱۸۳]

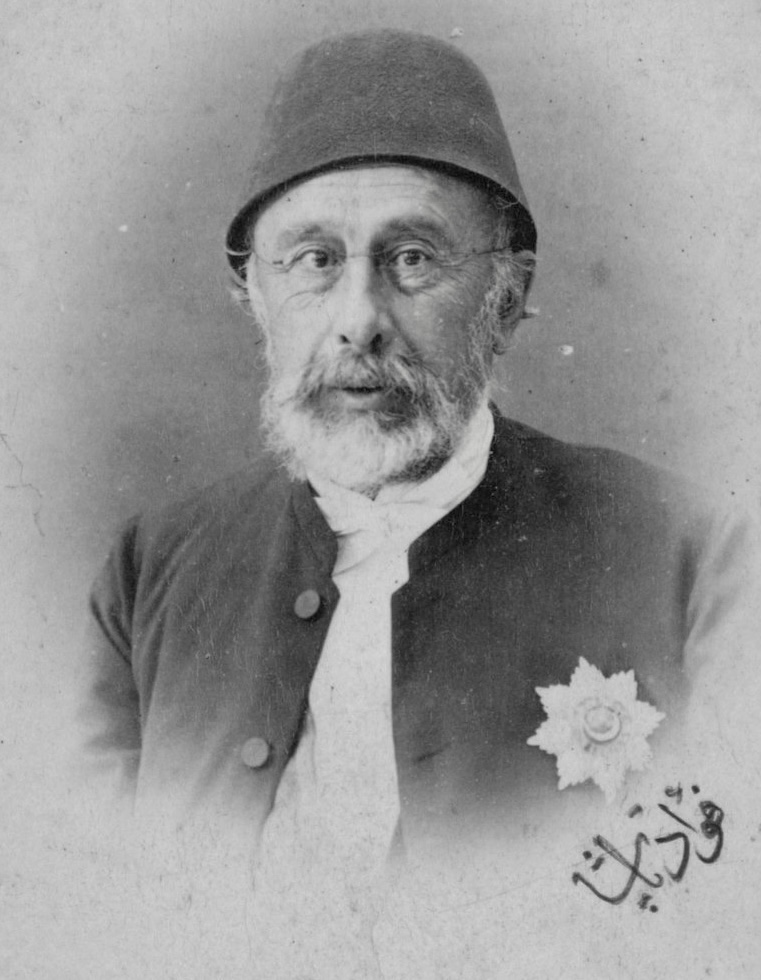
محمد فؤاد پاشا

- محمد فؤاد پاشالوح فؤاد: این اثر اندکی پس از مرگ محمد فؤاد پاشا، وزیر امور خارجه و در دو مقطع صدر اعظم امپراتوری عثمانی، در باب عواقب روحانی سوء استفاده او از قدرت به رشته تحریر درآمده که در آن بهاءاللّه به دسیسه‌های او نیز اشاره نموده، سقوط قریب‌الوقوع همکار وی عالی‌پاشا و نیز سرنگونی شخص سلطان (سلطان عبدالعزیز) و از دست رفتن متصرفات اروپایی امپراتوری را اِخبار می‌نماید.[۱۵۸][۱۶۱] مرگ زودهنگام دو وزیر کمی بعد در سالهای ۱۸۶۹ و ۱۸۷۱ میلادی در حالی که هنوز در دهه پنجم زندگی خود بودند به وقوع پیوست. سلطان عبدالعزیز از قدرت معزول شد و در سال با ۱۸۷۶میلادی خودکشی کرد یا به قتل رسید و در نهایت جنگ مصیبت بار عثمانی با روسیه در بین سالهای ۱۸۷۷ و ۱۸۷۸ میلادی باعث از دست دادن بعضی متصرفات اروپایی عثمانی شد.[۱۶۱] بهاءالله در کتاب اقدس نیز به ظلم و ناکارآمدی حکومت عثمانی و سقوط آن در آینده اشاره می‌کند.[۱۵][۱۷۵]
- نقل قول زیر قسمتی از این اثر است. ناداه ملک عن یمین العرش هذه ملائکة شداد هل لک من مفرّ قیل الّا جهنّم الّتی منها یغلی الفؤاد و استقبل روحه ملائکة العذاب قیل ادخل هذه هاویة الّتی وعدت بها فی الکتاب و کنت تنکرها فی اللّیالی و الأیّام. سوف نعزّل الّذی کان مثله و نأخذ امیرهم الّذی یحکم علی البلاد و انا العزیز الجبّار.[۱۸۴]

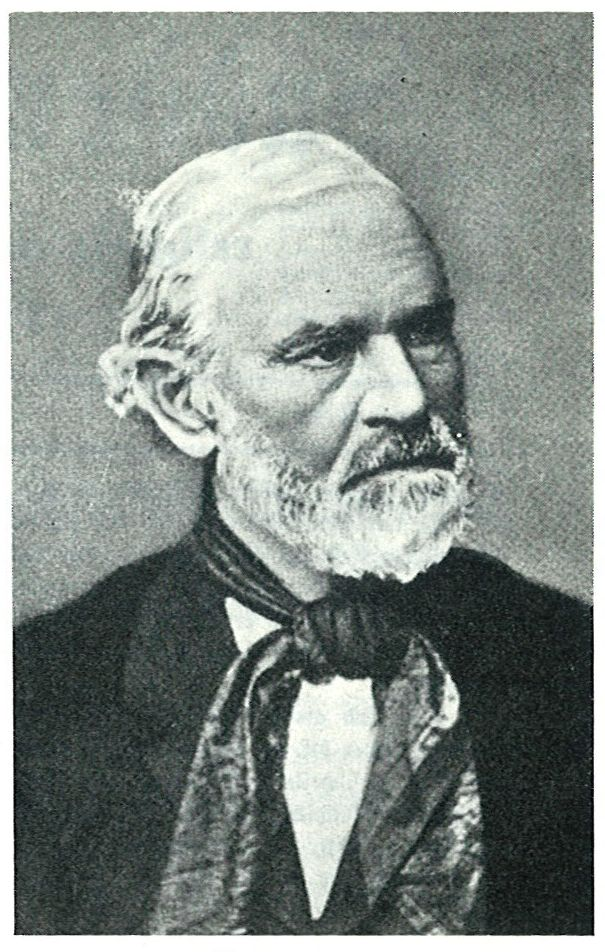
جورج دیوید هاردگ

- جورج دیوید هاردگلوح هرتیک: این اثر خطاب به جورج دیوید هاردگ، رهبر جمعیت مسیحیان آلمانی حیفا که در انتظار ظهور قریب‌الوقوع مسیح موعود به اراضی مقدسه مهاجرت کرده بودند، نوشته شده. بهاءالله مخاطب را به تدقیق در عظمت و ملاحت کلام خداوند دعوت می‌نماید و از او می‌خواهد تا در معنای «جَعَلَ أَعْلیهُمْ أَسْفَلَهُمْ وَأَسْفَلَهُمْ أَعْلیهُمْ» تفکر کند تا شاید به رمز انکار امر خداوند توسط بزرگان و علمای قوم و قبول آن توسط انسانهای به ظاهر دون جامعه پی برد و از گذشتگان درس گیرد. او به علاوه با استفاه از علم حروف و ابجد توجه مخاطب را به برخی از اسماء موعود از جمله «معزّی» (تسلی دهنده) جلب می‌نماید. در پایان بهاءالله به هاردگ اطمینان می‌دهد که هر دو ایشان از یک روح الهی زنده اند، که در هر انسانی به گونه ای تجلی می‌نماید.[۱۸۵] قسمتی از این اثر در ذیل این خطوط درج شده. یا حَبِیْبُ لَوْ یَنْکَشِفُ رَمْزٌ مِنْ سِرِّ الَّذِیْ کانَ مُقَنَّعًا بِالسِّرِّ لَتَضْطَرِبُ أَفْئِدَةُ الَّذِیْنَ أَخَذُوا ما عِنْدَهُمْ وَنَبَذُوا ما عِنْدَ الرَّبِّ، إِنَّ حَضْرَتَکَ لَوْ تَتَفَکَّرُ فِیْما أَلْقَیْناکَ وَتَقُوْمُ عَلی ما ذُکِرَ بِالاسْتِقامَةِ الْکُبْری لَیَظْهَرُ مِنْکَ ما ظَهَرَ مِنْ قَبْلُ. یا حَبِیْبُ إِنَّ الطَّیْرَ بَیْنَ مَخالِیْبِ الظُّلْمِ وَالنِّفاقِ لا تَری لِنَفْسِها مِنْ وَکْرٍ لِتَسْکُنَ فِیْهِ وَلا مِنْ فَضاءٍ لِتَطِیْرَ إِلَیْهِ وَفِیْ مِثْلِ تِلْکَ الْحالَةِ تَدْعُ الْبَرِیَّةَ إِلی الْحَیوةِ الأَبَدِیَّةِ طُوْبی لأُذُنٍ واعِیَةٍ، نَسْئَلُ اللهَ أَنْ یَجْمَعَنا فِیْ بِساطٍ واحِدٍ وَیُؤَیِّدَنا عَلی ما یُحِبُّ وَیَرْضی.[۱۸۶]
- لوح حسین: این اثر به زبان فارسی ست و مخاطب را به انس با خداوند و راز و نیاز با او دعوت می‌نماید. انذار می‌دهد که در این ایام جوهر وجود هر فردی آشکار خواهد شد و تمام ممکنات را به آینه‌هایی تشبیه می‌نماید، که به هر میزان که به سوی خداوند (شمس حقیقت) روی آورند، نور او را منعکس خواهند کرد. بهاءالله همچنین در این اثر به قوه شفاء بخش و مطهِر عشق الهی شهادت می‌دهد، و به علاوه بیان می‌دارد که اگر زندگی انسان به این دنیا محدود بود پیامبران الهی هرگز خود را به این میزان از زحمت و مشقت دچار نمی‌نمودند.[۱۵۳] قسمتی از این اثر به قرار زیر است. ای حسین بذکر اللّه مأنوس شو و از دونش غافل چه که ذکرش انیسیست بی‌نفاق و مونسیست با کمال وفاق میهمانیست بی‌خیانت و همدمیست بی ضرّ و جنایت مجالسیست امین و مصاحبی است با ثبات و تمکین رفیقیست باوفا بشأنیکه هر کجا روی با تو آید و هرگز از تو نگسلد غم را بسرور تبدیل نماید و زنگ غفلت بزداید الیوم یومیست که کلمهٔ جذبیّهٔ الهیّه مابین سموات و ارض معلّق و جذب می‌فرماید جواهر افئدهٔ ممکنات را… پس تو ای عبد موقن باللّه حمد کن که از حروفات باقیه عنداللّه مذکوری سحاب رحمت رحمانیش بر تو باریده و غمام مکرمت سبحانیش بر تو امطار مرحمت مبذول داشته در وطن اصلی و مقام محمود که مدینهٔ حبّ الهیست مقرّ گرفته‌ای انشآءاللّه جهد نما که در کلّ حین از رحمت بدیعش که مخصوص آن حین است فائز شوی و مرزوق گردی.[۱۸۷]
- لوح پسر عم: بهاءالله این اثر را خطاب به یکی از پسرعموهای خویش نگاشته که او را به خاطر ایمان و استقامتش در دین بهائی می‌ستاید. او همچنین یکی دیگر از بستگانش را مخاطب قرار می‌دهد و تصمیم او در دوری گزینی از خویش را مورد سؤال قرار داده از او می‌پرسد که آیا خوشتر می‌داند که در راه خداوند جان فدا نماید یا که در بستر بیماری به زحمت از این عالم برود. در پایان او استقامت پیروانش در روستایی خاص که نامی از آن برده نشده را می‌ستاید و از ایشان می‌خواهد تا در مواجهه با بلایا و مشکلات محزون نباشند و به انتقام قیام نکنند، نزاع و جدال را از سر بیرون کنند و به اخلاق و صفات الهی متصف گردند.[۱۵۳] بخش پایانی این اثر ذیلاً درج گردیده. بشنوید وصیّت جمال قدم را که از شطر سجن اعظم شما را ندا می‌فرماید. بغی و طغی را بگذارید و بتقوی متمسّک شوید نفوس خود را از اعمال شیطانیّه مقدّس نمائید و بطراز الهیّه مزیّن دارید فساد و نزاع شأن اهل حقّ نبوده و نخواهد بود از اعمال شنیعه اجتناب نمائید و در مسالک تقدیس و تسلیم و رضا سالک شوید جهد نمائید تا صفات و اخلاق الهیّه از شما ظاهر شود و بکمال استغنا و سکون مابین بریّه مشی نمائید و با کمال عدل و انصاف با یکدیگر معامله کنید خیانت را بامانت و غیبت را بتزکیه نفس و ظلم را بعدل و غفلت را بذکر تبدیل نمائید. اینست نصح رحمانی که از فم بیان مشیّت ربّانی ظاهر شده سعی نمائید که بلکه باعانت الهیّه آنچه در ملکوت تقدیر مقدّر شده باعمال شنیعه تغییر نیابد و تبدیل نشود در کلّ احیان از مقصود عالمیان آمل و سائل باشید که شما را از فضل و عنایت خود محروم نفرماید و در ظلّ شجره اثبات و سدره اسما و صفات منزل دهد و السّلام علیکم من لدی اللّه مولیکم القدیم و الحمد للّه العلیّ العظیم.[۱۸۸]
- لوح رؤیا: در این اثر بهاءالله، به شادباش سالروز تولد باب، شرحی از یکی از رؤیاهای خویش ارائه می‌دهد. رؤیایی سرورانگیزی که در آن روح القدس در قالب «وَرَقَةٌ نَوْرَاءُ» (حوریه الهی) به دیدار بهاءالله می‌آید، او را در آغوش می‌گیرد، و از او درخواست می‌نماید تا عکا را ترک نموده و به ممالک آسمانی خویش بازگردد. ممالکی که حتی چشم اهل آسمان بدان نیفتاده است.[۱۵۳] این اثر به زبان عربی به رشته تحریر درآمده که قسمتی از آن زیر این خطوط نقل می‌گردد. یَا إِسْمِی إِسْمَعْ نِدَائِی مِنْ حَوْلِ عَرْشِی لِیُبَلِّغَکَ إِلَی بَحْرٍ مَا لَهُ سَاحِلٌ وَمَا بَلَغَ قَعْرَهُ سَابِحٌ إِنَّ رَبَّکَ لَهُوَ العَلیمُ الکَرِیمُ * قَد أَرَدْنَا أَنْ نَمُنَّ عَلَیکَ بِذِکْرِ مَا رَأَینَاهُ لِتَرَی العَالَمَ النُّورَانِی فِی هَذَا العَالَمِ الظُّلْمَانِی وَتُوقِنَ بِأَنَّ لَنَا عَوَالِمَ فِی هَذَا العَالَمِ وَتَشَکُّر رَبَّکَ الخَبیرَ * إِنَّهُ لَو أَرَادَ أَنْ یُظْهِرَ مِنَ الذَّرَّةِ أَنْوَارَ الشَّمْسِ وَمِنَ القَطْرَةِ أَمْوَاجَ الْبَحْرِ لِیَقْدِرُ کَمَا فَصَّلَ مِنَ النُّقْطَةِ عِلْمَ مَا کَانَ وَمَا یَکُونُ.[۱۸۹]
- لوح سحاب: اثری ست به زبان عربی که بهاءالله در باب اعلان امر خویش نگاشته که در آن به دو رساله خویش خطاب به ناصرالدین شاه و ناپلئون سوم اشاره می‌نماید؛ به اهمیت اراضی مقدسه، در آینه وعود کتب الهی، و تبعید خویش به این خطه اشاره می‌نماید؛ از پیروانش می‌خواهد تا امر او را با حکمت، اعمال طاهر، و تقوا انتشار دهند؛ و ایشان را کسانی توصیف می‌نماید که از سرزمینی از طلا آنچنان می‌گذرند که ابر می‌گذرد.[۱۵۳] اصل این توصیف در متن زیر نقل قول شده‌است.  قل الّذین ارتکبوا الفحشاء وتمسّکوا بالدّنیا إنّهم لیسوا من أهل البهاء هم عباد لو یردون وادیا من الذّهب یمرّون عنه کمرّ السّحاب ولا یلتفتون إلیه أبدا أَلَا إنّهم منّی لیجدنّ من قمیصهم الملأ الأعلی عرف التّقدیس ویشهد بذلک ربّک ومن عنده علم الکتاب ولو یردن علیهم ذوات الجمال بأحسن الطّراز لا ترتدّ إلیهنّ أبصارهم بالهوی أولئک خلقوا من التّقوی کذلک یعلّمکم قلم القدم من لدن ربّکم العزیز الوهّاب.[۱۹۰]
- لوح دوّمِ سلمان: این دومین اثر بهاءالله خطاب به سلمان (یکی از پیروانش) است که در این فهرست درج می‌شود. بهاءالله او را به فنا و زودگذر بودن دنیا یادآور می‌شود و اشتغال بیش از حد به آن را به سبب غفلت انسان از این حقیقت می‌داند. او همچنین در باب علائم بلوغ عالم از زمانی در آینده سخن می‌گوید که هیچ انسانی به تنهایی حاضر به قبول مسولیت عظیم سلطنت نخواهد شد.[۱۵۳] بخشی از این اثر ذیلاً درج گردیده. اینکه مشاهده مینمائی که بعضی از ناس بعزّت دنیا مسرورند و بعلوّ آن مغرور این از غفلت آن نفوس است و هر ذی بصر و ذی نظری شهادت می‌دهد که این قول حق است و این بیان از مشرق تبیان اشراق نموده چه که کلّ عالمند باینکه جمیع این امورات غیر معتبر و غیر ثابت است و چون رسول موت وارد شود جمیع متغیّر لذا معلوم و محقّق است نفوسیکه باین امور دل بسته‌اند غافلند و از غفلت است که باین أسباب ظاهره مشغول شده‌اند. در لوحی از الواح نازل که از جمله علامت بلوغ دنیا آن است که نفسی تحمل امر سلطنت ننماید. سلطنت بماند و احدی اقبال نکند که وحده تحمّل آن نماید. آن أیّام أیّام ظهور عقل است ما بین بریّه. مگر آنکه نفسی لإظهار أمر اللّه و انتشار دین او حمل این ثقل عظیم نماید و نیکو است حال او که لحبّ اللّه و أمره و لوجه اللّه و إظهار دینه خود را باین خطر عظیم اندازد و قبول این مشقّت و زحمت نماید. این است که در الواح نازل که دعای چنین سلطان و محبّت او لازم است.[۱۹۱]
- لوح شیخ فانی: در این اثر فارسی بهاءالله بر وجود اختلافی بنیادین میان ذات غیب خداوند و آیات او در عالم وجود تأکید می‌نماید و برای مثال از مفاهیم «فنای از نفس» و «بقای بالله» استفاده مکند؛ مفاهیمی که باید به عنوان فراموشی اراده خود و تسلیم و رضای محض در برابر اراده الهی فهمیده گردد، و نه با بالا بردن اراده انسان در سطح اراده خداوند.[۱۵۳] قسمتی از این اثر ذیلاً درج شده. قلم أعلی من فی الإنشاء را ندا می‌فرماید و به حقّ واحد هدایت می‌نماید ای شیخ فانی حمد کن محبوب عالمیان را که تأیید فرمود ترا که مرّة أُخری به ساحت اقدس فائز شدی و طواف کعبه مقصود نمودی الیوم باید آن جناب ناس را به کلمه واحده دلالت نمایند آن کلمه به هیکل محبوب ظاهر و او است مهیمن بر عالم و ما فیه آن کلمه بنفسها قائم بوده و خواهد بود کلّ از او ظاهر و به او راجع او است آیه لیس کمثله شیء موحّد الیوم نفسی است که حقّ را مقدّس از أشباح و أمثال ملاحظه نماید نه آنکه امثال و أشباح را حقّ داند… ای شیخ فانی معنی فنای از نفس و بقای باللّه آنست که هر نفسی خود را در جنب اراده حقّ فانی و لا شیء محض مشاهده نماید مثلاً اگر حق بفرماید افعل کذا بتمام همّت و شوق و جذب قیام بر آن نماید نه آنکه از خود توهّمی کند و آن را حق داند.[۱۹۲]
- قد احترق المخلصون (لوح احتراق): این اثر که به زبان عربی و در قالب نثر مسجع به رشته تحریر درآمده مکالمه ای ست بین بهاءالله و خداوند که سبک و سیاق شاعرانهٔ سفر ایوب از عهد عتیق را به خاطر متبادر می‌نماید. در این مکالمه بهاءالله در مقام راز و نیاز از ستمهای وآرده بر خود و غیبت ظاهری خداوند با او سخن می‌گوید، و پاسخ خداوند را در باب حکمت بلایای وآرده بر خود به گوش جان می‌شنود.[۷۶] قسمتی از این اثر به قرار ذیل است. قد احترق المخلصون من نار الفراق این تشعشع انوار لقآئک یا محبوب العالمین؛ قد ترک المقرّبون فی ظلمآء الهجران این اشراق صبح وصالک یا مقصود العالمین؛ قد تبلبل اجساد الاصفیآء علی ارض البعد این بحر قربک یا جذّاب العالمین؛ قد ارتفعت ایادی الرّجآء الی سمآء الفضل و العطآء این امطار کرمک یا مجیب العالمین؛ قد قام المشرکون بالاعتساف فی کلّ الاطراف این تسخیر قلم تقدیر ک یا مسخّر العالمین؛ قد ارتفع نباح الکلاب من کلّ الجهات این غضنفر غیاض سطوتک یا قهّار العالمین؛[۱۹۳]
- صلات میّت: این اثر نمازی ست به زبان عربی مشتمل بر شش آیه که هر کدام نوزده مرتبه تکرار می‌گردد و باید بعد از دفن بر مزار متوفی خوانده شود. بهاءالله، در کتاب اقدس، این نماز را از حکم کلی منع نماز جماعت مستثنا نموده‌است.[۷۶] بخش آغازین این اثر ذیلاً درج شده. یَا إِلَهِی هَذَا عَبْدُکَ وَابْنُ عَبْدِکَ الَّذِی آمَنَ بِکَ وَبِآیَاتِکَ وَتَوَجَّهَ إِلَیْکَ مُنْقَطِعًا عَنْ سِوَاکَ * إِنَّکَ أَنْتَ أَرْحَمُ الرَّاحِمِینَ. أَسْئَلُکَ یَا غَفَّارَ الذُّنُوبِ وَسَتَّارَ العُیُوبِ بِأَنْ تَعْمَلَ بِهِ مَا یَنْبَغِی لِسَمَاءِ جُوْدِکَ وَبَحْرِ إِفْضَالِکَ وَتُدْخِلَهُ فِی جِوَارِ رَحْمَتِکَ الکُبْرَی الَّتِی سَبَقَتِ الأَرْضَ وَالسَّمَاءَ. لَا إِلَهَ إِلَّا أَنْتَ الغَفُورُ الکَرِیمُ.[۱۹۴]
- رساله سؤال و جواب: این اثر مجموعه ای از جوابها و رفع ابهاماتی است که بهاءالله در پاسخ به بیش از صد سؤال در مورد قوانین و احکام کتاب اقدس به فارسی نگاشته‌است.[۷۶] ذیلاً قسمتی از این اثر درج گردیده. هو اللّه تعالی شأنه العظمة و الاقتدار جمیع انبیا و اولیا از نزد حقّ جلّ جلاله مأمور بوده‌اند که اشجار وجود انسانی را از فرات آداب و دانائی سقایه نمایند تا از کل ظاهر شود آنچه که در ایشان بنفس ایشان من عند اللّه ودیعه گذاشته شده. هر درختی را ثمری مشهود چنانچه مشاهده می‌شود. شجر بی‌ثمر لایق نار است و مقصود از آنچه فرموده‌اند و تعلیم داده‌اند حفظ مراتب و مقامات عالم انسانی بوده طوبی از برای نفسی که در یوم الهی باصول اللّه تمسّک جست و از قانون حقیقی انحراف نجست. اثمار سدرهٔ وجود امانت و دیانت و صدق و صفا و اعظم از کل بعد از توحید حضرت باری جلّ و عزّ مراعات حقوق والدین است. در جمیع کتب الهی این فقره مذکور و از قلم اعلی مسطور…[۱۹۵]

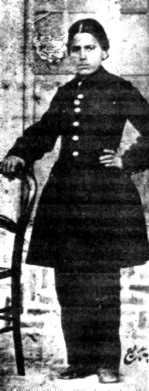
بدیع در سن پانزده سالگی

- بدیع در سن پانزده سالگیسوره امین: بهاءالله در این اثر که به زبان عربی نوشته شده استقامت مخاطب در امر خداوند را می‌ستاید. به علاوه او پیروان قرآن را مخاطب قرارداده، سؤال می‌نماید که آیا «صوت الصّارخ» که در میانه آسمان و زمین ندا می‌نماید و ایشان را به این ظهور بشارت می‌دهد را نشنیده‌اند؟ بهاءالله همچنین از وضع اسفناک فؤاد پاشا و ندامت روح او پس از مرگ خبر می‌رساند تا سبب پند مردمان گردد. و در آخر از فداکاری و شهامت میرزا آقا بزرگ نیشابوری، ملقب به بدیع، یاد می‌نماید که به قیمت جان شیرین «لوح سلطان» را شخصاً به دست ناصرالدین شاه رسانید.[۱۵۳] بخش پایانی این اثر ذیلاً درج شده.  ثمّ اعلم قد أخذنا قبضة من التّراب وعجّناه بمیاه القدرة والإقتدار ونفخنا فیه روح الإطمینان وإذا کبر أشدّه أرسلناه إلی رئیس الظّالمین بکتاب منیر وفیه بلّغنا الملکین ما أراد ربّک العزیز الحکیم. قل إنّه لآیة أخری من لدی اللّه مالک الأسماء قد بعثناها بالحقّ وأرسلناها بسلطان مبین. إنّا قوّینا قلبه بکلمة من عندنا علی شأن لو أمرناه لیقابل من فی السّموات والأرض. إنّ ربّک لهو المقتدر القدیر.[۱۹۶]
- سوره حفظ: این اثر نیز کاملاً به زبان عربی نوشته شده و در آن بهاءالله از مشاکلی که برادر او میرزا یحیی برای مقابله و رقابت با ادعای پیامبری او ایجاد می‌نموده سخن می‌گوید و مجدداً به سوءقصد او به جان خویش اشاره می‌نماید. سوءقصدی که به گفتهٔ او با ظهور «طلایع حفظ» خداوند نافرجام ماند. او در ادامه و به صورت دعوتی سرگشاده به میرزا یحیی اعلان می‌دارد که در صورت اظهار پشیمانی از کرده خویش او را خواهد بخشید.[۱۵۳] بخشی از این اثر ذیلاً درج شده. قدّسوا یا قوم صدورکم عن الغل والحسد ثمّ أنظارکم عن کلّ حجب ورمد لتشهدوا صنع الله الّذی اتقن خلق کلّ شیء فی هذا اللّوح المقدّس المطهّر المجد. کذالک أشرقت عن أفق التّبیان شمس الحکمة والبیان لتعرفوا سبل الحقّ وتشهدوا فی سرّکم وجهرکم بأنّه لا إله إلّا هو الواحد آلفرد الوتر الأحد الصّمد. والرّوح والعزّ والبها علیک وعلی الّذینهم أخذوا کتاب الله بقوّة من عنده وکانوا ممّن رکع و سجد.[۱۹۷]

### سالهای میانی تا پایان دوره عکا (۱۸۷۳–۱۸۹۲ میلادی)
در طول این دوره بیست ساله از سومین تبعید بهاءالله، او تدریجاً شاهد سختگیری‌های کمتر و آزادی عمل بیشتری در زندگی بوده‌است، خصوصاً بعد از سال ۱۸۷۸ میلادی که وی اجازه می‌یابد تا در حومه شهر عکا سکنا بگزیند. آثار بیشتر شناخته شده او در این دوره غالباً در بسط هر چه بیشتر تعالیم جهان شمول آیینش به رشته تحریر درآمده که در این میان مجموعه زیر از این آثار را می‌توان شالوده تمامی تعالیم اجتماعی دیانت بهائی محسوب کرد.
- اشراقات: در این اثر که بخشی به عربی و بخشی به فارسی نوشته شده بهاءالله در مورد مفهوم عصمت پیامبران الهی و طبیعت قدرت و اراده ایشان توضیحاتی ارائه می‌نماید؛ ظهور و بروز وعود مندرجه در برخی از آیات قرآن را اعلان می‌دارد؛ و رؤیای خویش از مشاهده مفهوم امانت که در قالب هیکل انسانی بر او ظاهر شده‌است را نقل می‌کند. او همچنین این نه (۹) اشراق را برای اصلاح امور عالم شرح می‌دهد: «دین نوریست مبین و حصنی است متین از برای حفظ و آسایش اهل عالم…»؛ «جمیع را بصلح اکبر که سبب اعظم است از برای حفظ بشر امر نمودیم…»؛ «اشراق سوّم اجرای حدود است چه که سبب اوّل است از برای حیات عالم…»؛ «جنود منصوره در اینظهور اعمال و اخلاق پسندیده‌است و قائد و سردار این جنود تقوی اللّه بوده…»؛ «معرفت دول بر احوال مأمورین و اعطاء مناصب باندازه و مقدار…»؛ «اتّحاد و اتّفاق» عالم به واسطهٔ خط و زبانی واحد؛ «تعلیم و تربیت اطفال…»؛ «امور ملّت معلّق است برجال بیت عدل الهی…»؛ «دین اللّه و مذهب اللّه محض اتّحاد و اتّفاق اهل عالم از سماء مشیّت مالک قدم نازل گشته و ظاهر شده آن را علّت اختلاف و نفاق مکنید…».[۱۵۳] بخشی از این اثر ذیلاً درج شده. یا جلیل مظلوم عالم می‌فرماید نیّر عدل مستور آفتاب انصاف خلف سحاب مقام حارس و حافظ سارق قائم مکان امین خائن جالس در سنهٔ قبل ظالمی بر دست حکومت این مدینه جالس در هر حین از او ضرّی وارد لعمر اللّه عمل نمود آنچه را که سبب فزع اکبر بود ولکن قلم اعلی را ظلم عالم منع ننموده و نمی‌نماید محض فضل و رحمت مخصوص امرا و وزرای ارض مرقوم داشتیم آنچه را که سبب حفظ و حراست و امن و امانست که شاید عباد از شرّ ظالمین محفوظ مانند انّه هو الحافظ النّاصر المعین رجال بیت عدل الهی باید در لیالی و ایّام بآنچه از افق سماء قلم اعلی در تربیت عباد و تعمیر بلاد و حفظ نفوس و صیانت ناموس اشراق نموده ناظر باشند. اشراق اوّل چون آفتاب حکمت از افق سماء سیاست طلوع نمود باین کلمهٔ علیا نطق فرمود اهل ثروت و اصحاب عزّت و قدرت باید حرمت دین را به احسن ما یمکن فی الابداع ملاحظه نمایند دین نوریست مبین و حصنی است متین از برای حفظ و آسایش اهل عالم چه که خشیة اللّه ناس را بمعروف امر و از منکر نهی نماید اگر سراج دین مستور ماند هرج و مرج راه یابد نیّر عدل و انصاف و آفتاب امن و اطمینان از نور بازمانند هر آگاهی بر آنچه ذکر شد گواهی داده و می‌دهد.[۱۹۸]

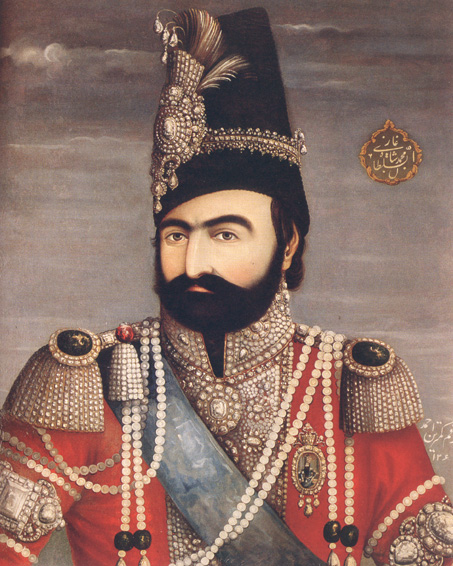
محمد شاه قاجار

- محمد شاه قاجارکلمات فردوسیّه: در این اثر بهاءالله به یازده «ورق» ذیل از اوراق فردوس که سبب نظم عالم خواهند بود اشاره می‌نماید: خشیت الله به معنای ترس از محروم نمودن خویش از عشق الهی؛ اهمیت دین در نظام عالم؛ قاعده طلایی در اخلاق؛ لزوم دارا بودن اخلاق حسنه و مراعات عدالت توسط حکام و سلاطین (او این فقره را در مقایسه با رفتار سوء محمد شاه قاجار بیان می‌دارد)؛ مجازات و مکافات به عنوان دو رکن اصلی نظم در عالم؛ عدالت؛ وحدت و یگانگی نوع بشر؛ تعلیم و تربیت اطفال؛ اعتدال؛ رد ریاضت مذهبی و رهبانیت؛ و منع از نزاع و جدال مذهبی.[۱۵۳] این اثر به تلفیقی از دو زبان عربی و فارسی به رشته تحریر درآمده که بخشی از آن ذیلاً درج گردیده.اهل ایران از حافظ و معین گذشته‌اند و باوهام جهلا متمسّک و مشغول بشأنی باوهام متشبّثند که فصل آن ممکن نه مگر بذراعی قدرت حقّ جلّ جلاله از حقّ بطلب تا حجبات احزاب را باصبع اقتدار بردارد تا کل اسباب حفظ و علوّ و سموّ را بیابند و بشطر دوست یکتا بشتابند. کلمة اللّه در ورق اوّل فردوس اعلی از قلم ابهی مذکور و مسطور براستی می‌گویم حفظ مبین و حصن متین از برای عموم اهل عالم خشیة اللّه بوده آن است سبب اکبر از برای حفظ بشر و علّت کبری از برای صیانت وری بلی در وجود آیتی موجود و آن انسان را از آنچه شایسته و لایق نیست منع می‌نماید و حراست می‌فرماید و نام آن را حیا گذارده‌اند ولکن این فقره مخصوص است بمعدودی کل دارای این مقام نبوده و نیستند.[۱۹۹]
- لوح مقصود: در این اثر که عمدتاً به فارسی و در بخشهایی به عربی نگاشته شده بهاءالله از برخی تعالیم خویش که منجر به صلح و اتحاد جهانی خواهد شد بدین قرار نام می‌برد: تعلیم و تربیت عمومی؛ درک این مهم که «همه بار یک دارید و برگ یک شاخسار»؛ «خیمهٔ نظم عالم بدو ستون قائم و برپا مجازات و مکافات»؛ لزوم مزین بودن سلاطین و حکام به زینت عدل و حکمت؛ لزوم ایجاد تشکلی بین‌المللی برای ایجاد و پاسداری از صلح جهانی؛ لزوم انتخاب یک خط و زبان بین‌المللی توسط یک مجمع بین‌المللی؛ درک این مفهوم که «فی‌الحقیقه عالم یک وطن محسوب است و من علی الأرض اهل آن»؛ «دین اللّه و مذهب اللّه از برای حفظ و اتّحاد و اتّفاق و محبّت و الفت عالم است او را سبب و علّت نفاق و اختلاف و ضغینه و بغضا منمائید»؛ «در جمیع امور بمشورت متمسّک شوید»؛ لزوم گسترش دایره علوم و فنون مفیده برای بشریت؛ لزوم رعایت اعتدال در تمامی امور؛ «آسمان خرد بدو آفتاب روشن بردباری و پرهیزکاری»؛ و لزوم توجه به قدرت کلام انسان و بالاخص قوه کلام الهی که مانند کلیدیست برای گشودن قلوب مردمان.[۱۵۳] طلیعه این اثر ذیلاً نقل می‌گردد. حمد مقدّس از ذکر و بیان حضرت معبود و مالک غیب و شهودی را لایق و سزاست که از نقطهٔ اولی کتب لاتحصی پدیدآورد و از کلمهٔ علیا خلق اوّلین و آخرین ظاهر فرمود و در هر قرنی از قرون و هر عصری از اعصار بمقتضیات حکمت بالغه سفیری فرستاد تا خلق افسرده را بماء بیان زنده نماید او است مبیّن و او است مترجم چه که ناس از ادراک آنچه در کتب الهی از قلم اعلی جاری شده و نازل گشته قاصر و عاجزند در هر حال مذکّر و هادی و معرّف و معلّم لازم لذا سفرا و انبیا و اصفیا فرستاد تا ناس را از مقصود از تنزیل کتب و ارسال رسل آگاه نمایند و کلّ عارف شوند بودیعهٔ ربّانیّه که در ایشان بنفس ایشان گذاشته شده.[۲۰۰]
- لوح دنیا: در این اثر نیز بهاءالله رؤس تعالیم اجتماعی آیین خویش را مجدداً تکرار و مواردی چند بدان می‌افزاید. این تعالیم بدین قرار است: گذشتن از منافع شخصی و تلاش در راستای خیر عمومی نوع انسان؛ اصلاح عالم از طریق اعمال طیبه طاهره و اخلاق راضیه مرضیه؛ معاشرت با پیروان جمیع ادیان به روح و ریحان؛ پرهیز از نزاع و جدال؛ رعایت ادب؛ تلاش برای تحقق صلح در جهان؛ انتخاب و استفاده از یک زبان بین‌المللی در سراسر عالم؛ تعلیم و تربیت عمومی برای تمامی کودکان عالم؛ منع از سوزاندن کتب؛ و درک اهمیت بنیادین صنعت کشاورزی.[۱۵۳] قسمتی از این اثر ذیلاً درج می‌گردد. امروز هر آگاهی گواهی می‌دهد بر اینکه بیاناتی که از قلم مظلوم نازل شده سبب اعظم است از برای ارتفاع عالم و ارتقاء امم. بگو ای قوم بقوّت ملکوتی بر نصرت خود قیام نمائید که شاید ارض از اصنام ظنون و اوهام که فی‌الحقیقه سبب و علّت خسارت و ذلّت عباد بیچاره‌اند پاک و طاهر گردد. این اصنام حائلند و خلق را از علوّ و صعود مانع. امید آنکه ید اقتدار مدد فرماید و ناس را از ذلّت کبری برهاند. در یکی از الواح نازل، یا حزب اللّه بخود مشغول نباشید در فکر اصلاح عالم و تهذیب امم باشید. اصلاح عالم از اعمال طیّبهٔ طاهره و اخلاق راضیهٔ مرضیّه بوده. ناصر امر اعمالست و معینش اخلاق. یا اهل بها بتقوی تمسّک نمائید هذا ما حکم به المظلوم و اختاره المختار.[۲۰۱]
- تجلیّات: در این اثر که بخشی به عربی و بخشی به فارسی به رشته تحریر درآمده، بهاءالله از لزوم و اهمیت ایمان به پیامبر الهی سخن می‌گوید و متعاقباً به چهار «تجلی» اشاره می‌کند: عرفان خداوند وشناسایی پیامبر او؛ استقامت در ایمان و اجرای اوامر الهی؛ کسب علوم و فنون نافع به حال بشریت؛ و رد اتهام وآرده بر او مبنی بر ادعای الوهیّت.[۷۶] متن زیر برگرفته از این اثر است.  تجلّی سیّم علوم و فنون و صنایع است. علم بمنزلهٔ جناحست از برای وجود و مرقاتست از برای صعود تحصیلش بر کل لازم. ولکن علومی که اهل ارض از آن منتفع شوند نه علومی که بحرف ابتدا شود و بحرف منتهی گردد. صاحبان علوم و صنایع را حقّ عظیم است بر اهل عالم. یشهد بذلک امّ البیان فی المآب نعیماً للسّامعین. فی‌الحقیقة کنز حقیقی از برای انسان علم اوست و اوست علّت عزّت و نعمت و فرح و نشاط و بهجت و انبساط. کذلک نطق لسان العظمة فی هذا السّجن العظیم.[۲۰۲]
- طرازات: بهاءالله در این اثر به این شش طراز برای بهبودی عالم اشاره می‌نماید: خودشناسی و اشتغال به کسب و کار؛ معاشرت با جمیع ادیان بروح و ریحان؛ اخلاق نیکو؛ امانت و صداقت؛ حفظ و صیانت از مقام هنر و صنعت؛ لزوم تحصیل دانش و همچنین رعایت انصاف و صداقت در روزنامه‌نگاری.[۳] در نگارش این اثر از هر دو زبان عربی و فارسی استفاده شده که بخشی از آن ذیلاً درج می‌گردد. حمد و ثنا مالک اسماء و فاطر سماء را لایق و سزاست که امواج بحر ظهورش امام وجوه عالم ظاهر و هویدا آفتاب امرش حجاب قبول نفرمود و بکلمهٔ اثباتش محو راه نیافت منع جبابره و ظلم فراعنه او را از اراده بازنداشت جلّ سلطانه و عظم اقتداره. سبحان‌اللّه با اینکه آیات عالم را احاطه نموده و حجّت و برهان بمثابهٔ نور از هر شطری ظاهر و مشرق عباد جاهل غافل بل معرض مشاهده می‌شوند. ایکاش باعراض کفایت می‌نمودند بل در کلّ حین در قطع سدرهٔ مبارکه مشورت نموده و می‌نمایند. از اوّل امر مظاهر نفس بظلم و اعتساف بر اطفاء نور الهی جهد نمودند ولکنّ اللّه منعهم و اظهر النّور بسلطانه و حفظه بقدرته الی ان اشرقت الأرض و السّمآء بضیائه و اشراقه له الحمد فی کلّ الأحوال.[۲۰۳]
- بشارات: این اثر مجموعه ایست از پانزده «بشارت» که بهاءالله به منظور اصلاح نظام عالم و بدین قرار مطرح می‌نماید: از میان برداشتن حکم جهاد؛ معاشرت با اهل جمیع احزاب بروح و ریحان؛ آموزش یک زبان و خط واحد در جمیع مدارس عالم در کنار زبان مادری؛ لزوم محبت و خدمت به مَلِک عادل؛ لزوم اطاعت از حکومت؛ استقرار صلح اکبر؛ آزادی در نحوه و سبک پوشش و اصلاح صورت؛ ترک رهبانیت؛ منع آیین توبه یا اعتراف به گناهان نزد دیگران به هدف آمرزش؛ منع از محو کتب سایرین؛ «تحصیل علوم و فنون از هر قبیل… که نافع است و سبب و علّت ترقّی عباد»؛ ارتقاء کسب و کار مفید به مقام عبادت و منع از تکدّی؛ سپردن امور ملت به دست بیت العدل اعظم الهی؛ عدم لزوم شدّ رحال برای زیارت قبور؛ و تحسین نوعی از حکومت برای مدیریت امور ملت که به تلفیقی از نظام جمهوری و سیستم پادشاهی شکل گیرد.[۱۵۳] نقل قول زیر بر گرفته از این اثر است.یا اهل بها شما مشارق محبّت و مطالع عنایت الهی بوده و هستید لسان را بسب و لعن احدی میالائید و چشم را از آنچه لایق نیست حفظ نمائید آنچه را دارائید بنمائید اگر مقبول افتاد مقصود حاصل والّا تعرّض باطل ذروه بنفسه مقبلین الی اللّه المهیمن القیّوم سبب حزن مشوید تا چه رسد بفساد و نزاع امید هست در ظلّ سدرهٔ عنایت الهی تربیت شوید و به ما اراده اللّه عامل گردید همه اوراق یک شجرید و قطره‌های یک بحر… بشارت پانزدهم، اگرچه جمهوریّت نفعش بعموم اهل عالم راجع ولکن شوکت سلطنت آیتی است از آیات الهی دوست نداریم مدن عالم از آن محروم مانند اگر مدبّرین این دو را جمع نمایند اجرشان عنداللّه عظیم است[۲۰۴]

مانکجی لیمجی هاتاریا

- مانکجی لیمجی هاتاریالوح مانِکچی صاحب: این اثر جوابی به نامه مانکجی لیمجی هاتاریا، یکی از سران و دانشمندان زرتشتی، است که به درخواست او به زبان پارسی سره به رشته تحریر درآمده. بهاءالله در پاسخ به پرسشهای او در زمینه الهیات بیان می‌دارد که جواب را باید در عوالم کردار آدمی جستجو کرد و در حین توضیحات به شرح برخی از تعالیم بنیادین بهائی به قرار ذیل می‌پردازد: پیامبران را باید چون پزشکان دانایی دید که به اقتضاء امراض بشری در هر زمان و مکان به تجویز دارو می‌پردازند؛ وحدت و یگانگی نوع انسان داروی دردهای امروز است؛ تأکید بر این اصل که «امروز را نگران باشید و سخن از امروز رانید»؛ و این که گفتار و رفتار انسان باید مطابق یکدیگر باشد و هر دو باید از خلوص نیّت برخیزد.[۱۵۳] ذیلاً بخشهایی از این اثر درج شده. پس دانسته شد نخستین بخشش کردگار گفتار است و یابنده و پذیرندهٔ او خرد و او است دانای نخستین در دبستان جهان و او است نمودار یزدان آنچه هویدا از پرتو بینائی او است و هر چه آشکار نمودار دانائی او همهٔ نامها نام او و آغاز و انجام کارها باو… رگ جهان در دست پزشک دانا است درد را می‌بیند و بدانائی درمان می‌کند هر روز را رازی است و هر سر را آوازی درد امروز را درمانی و فردا را درمان دیگر امروز را نگران باشید و سخن از امروز رانید. دیده می‌شود گیتی را دردهای بی‌کران فراگرفته و او را بر بستر ناکامی انداخته مردمانی که از بادهٔ خودبینی سرمست شده‌اند پزشک دانا را از او بازداشته‌اند اینست که خود و همهٔ مردمان را گرفتار نموده‌اند نه درد می‌دانند نه درمان می‌شناسند راست را کژ انگاشته‌اند و دوست را دشمن شمرده‌اند… زبان خرد می‌گوید هر که دارای من نباشد دارای هیچ نه از هر چه هست بگذرید و مرا بیابید منم آفتاب بینش و دریای دانش پژمردگانرا تازه نمایم و مردگان را زنده کنم منم آن روشنائی که راه دیده بنمایم و منم شاهباز دست بی‌نیاز پر بستگان را بگشایم و پرواز بیاموزم…[۲۰۵]

دیگر آثار بهاءالله در این آخرین دوره از رسالت و زندگانی او بیشتر به شرح مفاهیمی در زمینه الهیات و فلسفه می‌پردازد که در ادامه این فهرست درج می‌گردد.
- لوح عبدالوهّاب: این اثر به سوالاتی در مورد روح و بقای آن بعد از مرگ انسان پاسخ می‌گوید. بهاءالله در ضمن اشاراتی که به شأن و مقام روح در عوالم بعد می‌نماید، اذعان می‌دارد که توصیف شرایط و حالات روح در دیگر عوالم الهی آنگونه که شاید و باید ممکن نیست. او همچنین عنوان می‌دارد که حقیقت این مسئله برای حفظ نوع انسان مکتوم نگاه داشته شده‌است.[۱۵۳] در نگارش این اثر از هر دو زبان فارسی و عربی استفاده شده که قسمتی از آن ذیلاً درج می‌گردد. و أمّا ما سألتَ عن الرّوح و بقائه بعد صعوده. فاعلم إنّه یَصْعَدُ حین ارتقائه الی أن یحضرَ بین یدی اللّه فی هیکل لا تغیّره القرون و الأعصار و لا حوادث العالم و ما یظهر فیه و یکون باقیا بدوام ملکوت اللّه و سلطانه و جبروته و إقتداره. و منه تظهر آثارُ اللّه و صفاتهُ و عنایة اللّه و ألطافُه. إنّ القلم لا یقدر أن یتحرَّک علی ذکر هذا المقام و علوّه و سموّه علی ما هو علیه و تدْخِلُهُ یدُ الفضل الی مقام لا یُعْرَفُ بالبیان و لا یذکَرُ بما فی الإمکان. طوبی لروح خرج من البدن مقدَّسا عن شبهات الأمم. إنّه یتحرّک فی هواء إرادة ربّه و یدخل فی الجنّة العلیا و تَطُوفُه طَلعاتُ الفردوس الأعلی و یعاشر أنبیاءَ اللّه و أولیاءَه و یتکلّم معهم و یقصّ علیهم ما ورد علیه فی سبیل اللّه ربّ العالمین. لو یطّلع أحدٌ علی ما قدّر له فی عوالم اللّه ربّ العرش و الثّری لیشتعل فی الحین شوقا لذاک المقام الأمنع الأرفع الأقدس الأبهی.[۲۰۶]
- لوح امواج: اثریست کوتاه و مختصر که در آن بهاءالله پیروان خویش را مخاطب قرار داده و از چهار «موج» از امواج بحر بیان بدین قرار سخن می‌گوید: عالم را به نور اتحاد خویش روشن نمایید؛ به طراز امانت مزین باشید؛ به گونه ای رفتار کنید که عطر تقدیس ذات خداوند از آن استشمام شود؛ و هرآنچه سبب ذلت است را رها نمایید و به اسباب عزت متمسک باشید.[۱۵۳] این اثر بخشی به عربی و بخشی به فارسی ست که نمونه ای از آن ذیلاً نقل می‌شود.  موج أوّل می‌فرماید: یا معشر الأولیاء بأیّامی فائزید که أکثر کتب عالم بذکرش مزیّن امروز باید بنور اتّحاد بشأنی ظاهر باشید که جمیع عالم از شرق و غرب بآن نور منوّر گردد. موج دوّم می‌فرماید: یا قوم امروز أحسن طراز عند الله أمانت است فضل و عطا از برای نفسی که باین زینت کبری مزیّن گشته. موج سوّم می‌فرماید: روحا لکم یا أهل البهاء. لکم أن تظهروا بما یثبت به تقدیس ذاته عن المثل و الأمثال و تنزیه کینونته عمّا قِیْلَ و قال. موج چهارم می‌فرماید: یا معشر الأحباب ضَعُوا ما ینزّلکم و خُذُوا ما یرفعکم بهذا الإسم الّذی به هاج عرف اللّه المقتدر المهیمن القیّوم.[۲۰۷]
- لوح بسملّه: اثریست به زبان فارسی در تأکید بر لزوم جستجوی مستقل حقیقت توسط هر شخص بالغ. بهاءالله این مهم را دلیل عمدهٔ اقبال به حق می‌داند و غفلت از آن را سبب گمراهی. او همچنین دلیل خود محق بینی تمامی مذاهب عالم را عدم جستجوی منصفانه و مستقل حقیقت می‌داند، و تعصب ناشی از این فقدان را دلیل اصلی اعراض از تمامی پیامبران الهی در ازمنه گذشته عنوان می‌کند.[۱۵۳] نقل قول زیر قسمتی از این اثر است. این مظلوم اراده نموده لوجه اللّه بر شما القا نماید آنچه را که سبب بقای ابدی و ذکر سرمدیست. شکّی نبوده و نیست که مقصود از آفرینش معرفت حقّ جلّ جلاله بوده. حال باید خالصا لوجه المقصود انسان تفکّر نماید که سبب اقبال نفوس بمشارق وحی و مطالع الهام در قرون و أعصار چه بوده و علّت اعراض چه. اگر بعرفان اینمقام فائز شوی بکلّ خیر فائزی و از امواج بحر عرفان حقّ جلّ جلاله محروم نمانی. ما سوی الحقّ را معدوم مشاهده کنی و مفقود بینی. انسان چون بمقام بلوغ فائز شد باید تفحّص نماید و متوکّلا علی اللّه و مقدّسا عن الحبّ و البغض در امریکه عباد بآن متمسّکند تفکّر کند و بسمع و بصر خود بشنود و ببیند چه اگر ببصر غیر ملاحظه نماید از مشاهده تجلّیات أنوار نیّر عرفان الهی محروم ماند.[۲۰۸]
- لوح برهان: در این اثر بهاءالله عمل دو تن از علمای شیعه در ایران، که نقشی اصلی در قتل و غارت دو تن از پیروان برجسته او داشته‌اند، را به شدیدترین لحن ممکن محکوم می‌نماید. او در ادامه به خصائل و سجایای عالِم حقیقی اشاره می‌کند و از این دو فرد مذکور می‌خواهد تا لااقل برای آشنایی با مرام او و پیروانش آثاری از او همچون کتاب ایقان را مطالعه کنند.[۱۵۳] این اثر به زبان عربیست که بخشی از آن ذیلاً درج می‌گردد. یا ایّها الغافل انّک ما رأیتنی و ما عاشرت و ما آنست معی فی اقلّ من آن فکیف امرت النّاس بسبّی هل اتّبعت فی ذلک هواک ام مولاک فأت بآیة ان انت من الصّادقین. نشهد انّک نبذت شریعة اللّه عن ورائک و اخذت شریعة نفسک انّه لا یعزب عن علمه من شیء انّه لهو آلفرد الخبیر. یا ایّها الغافل ان استمع ما انزله الرّحمن فی الفرقان لا تقولوا لمن القی الیکم السّلام لست مؤمناً کذلک حکم من فی قبضته ملکوت الأمر و الخلق ان انت من السّامعین.[۲۰۹]
- لوح هفت پرسش: در این اثر بهاءالله به پرسشهای یکی از پیروان زرتشتی تبارش، در زمینهٔ تناقضات موجود در میان باورهای ادیان مختلف، مختصراً پاسخ می‌گوید. او همچنین آیین خویش را آیین «بردباری» و دربرگیرنده تمامی کیشها و آیینها معرفی می‌کند. او به‌علاوه به حقیقت بهشت و دوزخ اشاره می‌نماید و وجود این دو مفهوم را بر اساس اصل مجازات و مکافات ضروری می‌داند.[۱۵۳] این اثر به زبان فارسی نوشته شده که قسمتی از آن ذیلاً درج می‌شود. آغاز گفتار پرستش پروردگار است و این پس از شناسائیست. چشم پاک باید تا بشناسد و زبان پاک باید تا بستاید. امروز روهای اهل دانش و بینش سوی اوست بلکه سویها را جمله رو بر سوی او. شیرمرد از خداوند می‌خواهیم مرد میدان باشی و بتوانائی یزدان برخیزی و بگوئی ای دُستوران گوش از برای شنیدن راز بی‌نیاز آمده و چشم از برای دیدار چرا گریزانید. دوست یکتا پدیدار می‌گوید آنچه را که رستگاری در آنست ای دُستوران اگر بوی گلزار دانائی را بیابید جز او نخواهید و دانای یکتا را در جامهٔ تازه بشناسید و از گیتی و گیتی‌خواهان چشم بردارید و بیاری برخیزید.[۲۱۰]
- لوح حق النّاس: این اثر در پاسخ به پرسشی در زمینه عدل الهی و چگونگی و کیفیت ادای حق الناس در عوالم پس از مرگ نوشته شده. بهاءالله با ذکر سه مثال ملموس شرح می‌دهد که برای هر چیزی در این عالم معادلی به استعاره در دیگر عوالم الهی موجود است که ادای حق الناس را در دیگر عوالم ممکن می‌سازد و بدان معنا می‌بخشد.[۱۵۳] این اثر به زبان فارسی و بخشی به عربی نگاشته شده که قسمتی از آن ذیلاً نقل قول می‌شود. ... پس عرض می‌نمایم که آنچه در این عالم ناسوت و عالم حدود بهر اسم و رسم و بهر صورت و وصف دیده و شنیده در هر عالمی از عوالم الهی ظهوری و شهودی مناسب و ملایم با آن عالم دارد و باسم دیگر و رسم دیگر و صورت و وصفی دیگر جلوه می‌نماید و رخساره می‌گشاید. این فنائی که از عالم شنیده راجع بصورت و قمیص است نه بحقیقت و ذات و البته حقایق اشیاء بجلوه‌های مختلفه وظهورات متغایره حقایقا بعد حقایق در هر عالمی جلوه نمایند و رخساره گشایند… ملاحظه کن هر گاه نفسی در فصل ربیع حبه و هسته از نفسی غصب نماید و در بستان خود بذر افشانی کند تا آنکه سبز و خرم شود و بالاخره در فصل صیف بمقام ثمر یا شجر برسد و بعد سلطان عادل اراده فرماید که در این فصل که صیف گفته شد اخذ حقّ مظلوم نماید چه نحو معمول می‌دارد آیا در عوض حبه یا هسته اخذ می‌فرماید یا آنکه نفس شجر را با ثمری که با اوست اخذ می‌کند و تسلیم می‌دهد البته خواهی گفت شجر را و حال آنکه اینصورت غیر آنصورت است و این اسم و وصف غیر آن اسم و وصفی است که در فصل ربیع داشت…[۲۱۱]
- لوح حکمت: بهاءالله در این اثر که به زبان عربی به رشته تحریر درآمده به نصایحی حکیمانه اشاره می‌نماید و از مردمان می‌خواهد تا بر طبق آن عمل نمایند؛ به سؤالی در مورد مبدأ آفرینش پاسخ می‌گوید و عالم حق را مسبوق بر عالم خلق می‌داند؛ عالم طبیعت را با جریان اراده الهی در عالم همانند معرفی می‌کند؛ از برخی فلاسفه از جمله امپدوکلس، فیثاغورس، بقراط، سقراط، افلاطون، ارسطو، بلیناس، و هرمس به نیکی یاد می‌نماید؛ پایه و اساس فلسفه را حکمت انبیاء الهی در قرون و اعصار مختلف عنوان می‌کند؛ و تأکید می‌نماید که فیلسوف حقیقی هرگز خداوند و آثار او را انکار نمی‌کند.[۱۵۳] نقل قول زیر بخشی از این اثر است.اجعلوا اشراقکم افضل من عشیّکم و غدکم احسن من امسکم فضل الانسان فی الخدمة و الکمال لا فی الزّینة و الثّروة و المال اجعلوا اقوالکم مقدّسة عن الزّیغ و الهوی و اعمالکم منزّهة عن الرّیب و الرّیآء قل لا تصرفوا نقود اعمارکم النّفیسة فی المشتهیات النّفسیّة و لا تقتصروا الأمور علی منافعکم الشّخصیّة انفقوا اذا وجدتم و اصبروا اذا فقدتم انّ بعد کلّ شدّة رخآء و مع کلّ کدر صفآء اجتنبوا التّکاهل و التّکاسل و تمسّکوا بما ینتفع به العالم من الصّغیر و الکبیر و الشّیوخ و الأرامل قل ایّاکم ان تزرعوا زؤان الخصومة بین البریّة و شوک الشّکوک فی القلوب الصّافیة المنیرة.[۲۱۲]

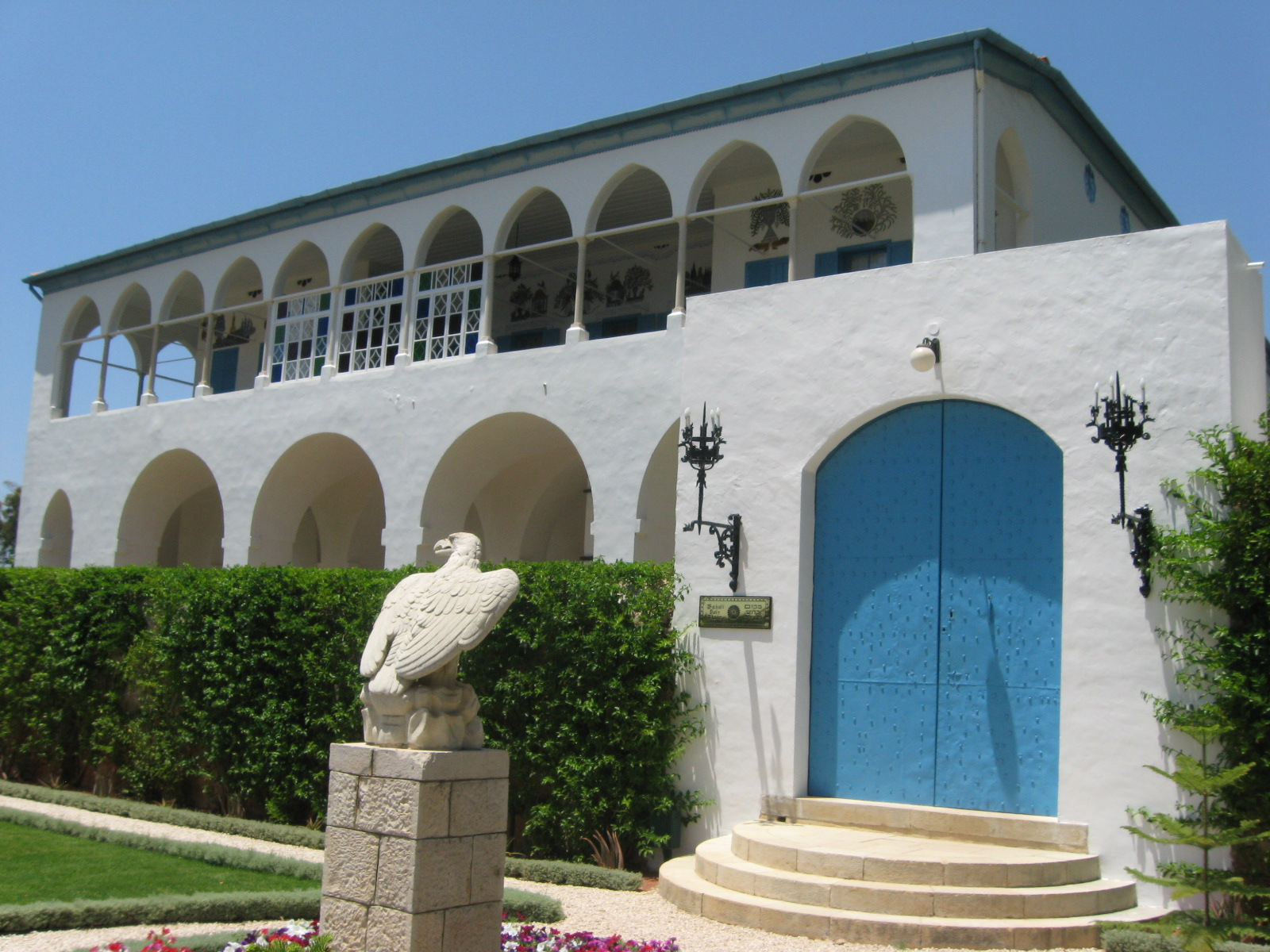
آخرین منزل مسکونی بهاءالله، مشهور به قصر بهجی، در حومه عکا.

- آخرین منزل مسکونی بهاءالله، مشهور به قصر بهجی، در حومه عکا.لوح اتحاد: در این اثر که به تلفیقی از هر دو زبان فارسی و عربی نوشته شده بهاءالله به شرح و بسط مراتب اتحاد می‌پردازد: اتحاد در دین، اتحاد در قول، اتحاد در اعمال، اتحاد در مقام، اتحاد نفوس، و اتحاد اموال (مواسات).[۴۵] ذیلاً قسمتی از این اثر درج می‌گردد. از جمله اتّحاد مقام است و اوست سبب قیام امر و ارتفاع آن ما بین عباد. برتری و بهتری که بمیان آمد عالم خراب شد و ویران مشاهده گشت. نفوسیکه از بحر بیان رحمن آشامیده‌اند و بافق اعلی ناظرند باید خود را در یک صقع و یک مقام مشاهده کنند. اگر این فقره ثابت شود و بحول و قوّة الهی محقّق گردد عالم جنّت ابهی دیده شود. بلی انسان عزیز است چه که در کلّ آیه حقّ موجود و لکن خود را اعلم و ارجح و افضل و اتقی و ارفع دیدن خطائیست کبیر. طوبی از برای نفوسی که بطراز این اتّحاد مزیّنند و من عند اللّه موفّق گشته‌اند. در علمای ایران مشاهده نما اگر خود را أعلی الخلق و أفضلهم نمی‌دانستند تابعین بیچاره بسبّ و لعن مقصود عالمیان مشغول نمی‌شدند. انسان متحیّر بل عالم متحیّر از آن نفوس مجعوله غافله. نار افتخار و کبر کلّ را سوخته و لکن شاعر نیستند و بشعور نیامده‌اند.[۲۱۳]
  - لوح جمال: دست کم دو اثر با این نام از بهاءالله به جای مانده که یکی به فارسی و دیگری به عربی ست. اثر مورد نظر در این فهرست اما لوح جمال فارسی ست که خطاب به جمال بروجردی، یکی از پیروان بهاءالله، نوشته شده و او را به محبت و مرحمت، خضوع و خشوع، و تنزیه و تقدیس در مواجهه با مردمانی با عقاید متفاوت دعوت می‌نماید. بهاءالله در ادامه توضیح می‌دهد که انسانها با ظرفیت‌های متفاوتی برای ادراک حقیقت خلق شده‌اند ولی در عین حال همگی محترمند. او برای مثال از دو اعتقاد قابل قبول اما متضاد در مورد رابطه پیامبران الهی با خداوند سخن می‌گوید و خاطر نشان می‌سازد که «اصل الیوم اخذ از بحر فیوضاتست دیگر نباید نظر بکوچک و بزرگی ظروف باشد.»[۱۵۳][۲۱۴] نقل قول زیر برگرفته از این اثر است. انّا خلقنا النّفوس اطوارا بعضی در اعلی مراتب عرفان سائرند و بعضی دون آن؛ مثلاً نفسی غیب منیع لا یدرک را در هیکل ظهور مشاهده می‌نماید من غیر فصل و وصل و بعضی هیکل ظهور را ظهور اللّه دانسته و اوامر و نواهی او را نفس اوامر حقّ می‌داند این دو مقام هر دو لدی العرش مقبول است. و لکن اگر صاحبان این دو مقام در بیان این دو رتبه نزاع و جدال نمایند هر دو مردود بوده و خواهند بود چه که مقصود از عرفان و ذکر اعلی مراتب بیان جذب قلوب و الفت نفوس و تبلیغ امر اللّه بوده و از جدال و نزاع صاحبان این دو مقام تضییع امر اللّه شده و خواهد شد لذا هر دو بنار راجعند اگر چه بزعم خود باعلی افق عرفان طائرند. ای جمال غیب منیع لایدرک ینوح و یبکی چه که استشمام نمی‌نماید آنچه را که الیوم محبوبست اهل حقّ باید باخلاق او ظاهر شوند انّه هو ستّار العیوب و علّام الغیوب و غفّار الذّنوب. امروز روزیست که بحر رحمت ظاهر است و آفتاب عنایت مشرق و سحاب جود مرتفع باید نفوس پژمرده را بنسائم محبّت و مودّت و میاه مرحمت تازه و خرّم نمود.[۲۱۴]
  - لوح کریم: چندین اثر با این نام اما با مضامین متفاوت از بهاءالله موجود است که معمولاً خطاب به شخصی به نام کریم نگاشته شده‌اند. در لوح کریم مد نظر در این فهرست بهاءالله بیان می‌دارد که گرچه معدودی افراد به مجرد مواجهه با حقیقت قادر به شناسایی آن هستند، اما دیگر افراد برای این شناسایی به معلم نیازمندند. او در ادامه توضیح می‌دهد که حقیقت را گاهی می‌توان با استفاده از کلام آموزش داد و آموخت، و گاهی می‌توان آن را در اعمال متجلی دید و شناخت، و گاهی در خلق و خوی روحانی افراد مشاهده کرد و بدان پی برد، و به کارآمدی روش سوم تأکید می‌نماید. او همچنین بیان می‌دارد که مقصد از ظهورش تحکیم حدود و احکام ظاهره نبوده و هدف از ظهور خویش را نمایان ساختن کمالات انسانی در اعلی درجه خود در بین خلق عنوان می‌دارد. به‌علاوه او برخی از اعتقادات گروه خاصی از مسلمانان در مورد ظهور قائم را زیر سؤال برده به چالش می‌کشد.[۷۳] این اثر عمدتاً به زبان فارسی نوشته شده که قسمتی از آن ذیلاً درج می‌گردد. بگو ای احبای من شما اطبای معنوی بوده و هستید باید بحول و قوه الهیه بدریاق اسم اعظم اعراض باطنیّه امم و رمد عیون اهل خانه را مداوا نمائید و شفا بخشید تا کل بشاطی بحر اعظم در ایام مالک قدم توجه نمایند؛ لذا باید کل بقمیص امانت و ردآء دیانت و شعار صدق و راستی ظاهر و باطن خود را مزین نمایند تا سبب علو امر و تربیت خلق گردد. اینظهور از برای اجرای حدودات ظاهره نیامده چنانچه در بیان از قلم رحمن جاری بلکه لأجل ظهورات کمالیه در انفس انسانیه و ارتقاء ارواحهم الی المقامات العالیة و ما یصدقه عقلوهم ظاهر و مشرق شده تا آنکه کل فوق ملک و ملکوت مشی نمایند. لعمری لو اخرق الحجاب فی هذا المقام لتطیرن الأرواح الی ساحة ربک فالق الأصباح ولکن چون بحکمت امر نمودیم لذا بعضی مقامات را مستور داشتیم تا جذب مختار زمام اختیار را اخذ ننماید و کل بآداب ظاهره بین بریه مشی نمایند و سبب هدایت ناس شوند.[۲۱۵]
  - لوح رقشاء: بهاءالله در این اثر به تفصیل از عدل و غضب الهی ای، که بر دو عالم شیعه مذکور در «لوح برهان» وآرد گشته، سخن می‌گوید. او در ادامه به مدح و ثنای جمعی از پیروان خویش می‌پردازد.[۷۳] نقل قول زیر برگرفته از این اثر است.  یا حبیب ان افرح بما غفرک الغفور و طهّرک عن الآثام انّ ربّک لهو العطوف قد اخذ الرّقشآء بقهر من عنده و ترکه تحت سیاط عمله المنکر المبغوض انّه کان من اسّ الفساد و جرثومه قد سلّطنا علیه قبل العقبی عقاباً فی الدّنیا استعاذ منه اهل النّار الی اللّه المقتدر القدیر قد احاطته نفحات العذاب من کلّ الجهات و هذا قبل خروج الرّوح و بعده ساقته ملائکة القهر الی اسفل السّافلین انّا نأخذ بالعدل و نعطی بالفضل و انا العادل الحکیم.[۲۱۶]
  - لوح سیّد مهدی دهجی: این اثر خطاب به سیّد مهدی دهجی، یکی از مبلّغین برجسته دیانت بهائی، نوشته شده که در آن بهاءالله زحمات او در این مسیر را می‌ستاید، و «ذکر و بیان» را وسیله پیروزی نهایی امر خداوند اعلان می‌دارد. او همچنین به مواردی که لازمه نفوذ و تأثیر کلام است اشاره می‌نماید: «بیان نفوذ می‌طلبد چه اگر نافذ نباشد مؤثّر نخواهد بود و نفوذ ان معلّق بانفاس طیّبه و قلوب صافیه بوده و همچنین اعتدال می‌طلبد چه اگر اعتدال نباشد سامع متحمّل نخواهد شد و در اوّل بر اعراض قیام نماید و اعتدال امتزاج بیان است بحکمتهائی که در زبر و الواح نازل شده…»[۷۳][۲۱۷] در نگارش این اثر از هر دو زبان عربی و فارسی استفاده شده که قسمتی از آن نقل قول می‌گردد.یا اسمی شمس بیان از مطلع وحی رحمن بقسمی در زبر و الواح اشراق فرموده که ملکوت بیان و جبروت تبیان از او در انبساط و اهتزاز و اشراق است ولکنّ النّاس اکثرهم لا یفقهون. اینکه مکرّر مقام نصر و انتصار از قلم قدر جاری شده و می‌شود مقصود آن است که مباد احبّآء اللّه باموری که منشأ فتن و فساد است قیام نمایند جمیع باید در صدد نصرت امر اللّه برآیند بقسمی که ذکر شد و این از فضل او است مخصوص احبّای او تا کلّ بمقامی که می‌فرماید من احیا نفساً فقد احیا النّاس جمیعاً فائز شوند."[۲۱۷]
- سوره ذبیح: در این اثر که بخشی به عربی و بخشی به فارسی به رشته تحریر درآمده بهاءالله پیروانش را به تقوا، اطاعت از حکومت و رعایت عالیترین موازین اخلاقی فرا می‌خواند و تأکید می‌نماید که آنچه بیشترین آسیب را به آیین او می‌رساند زندان و تبعید و تاراج او نیست بلکه رفتار کسانی ست که خود را از پیروان او می‌دانند اما به ارتکاب امور شنیعه مبادرت می‌ورزند.[۷۳] نقل قول زیر طلیعه این اثر است.  ای ذبیح در اکثری از الواح الهیّه از قلم امریّه نازل جمیع احبّای الهی را وصیّت فرمودیم که ذیل مقدّسرا بطین اعمال ممنوعه و غبار اخلاق مردوده نیالایند و همچنین وصیّت فرمودیم که بما نزّل فی الالواح ناظر باشند اگر وصایای الهیّه را که از مشرق قلم رحمانی اشراق فرمود بگوش جان می‌شنیدند و باصغای آن فائز می‌گشتند حال اکثر من فی الامکانرا بخلعت هدایت مزیّن مشاهده می‌نمودید و لکن قضی ما قضی حال کرّةً آخری در این ورقه بیضا لسان قدم در این سجن اعظم می‌فرماید، ای احبّای حقّ از مفازه ضیّقه نفس و هوی بفضاهای مقدّسه احدیّه بشتابید و در حدیقه تقدیس و تنزیه مأوی گیرید تا از نفحات اعمالیّه کلّ بریّه بشاطی عزّ احدیّه توجّه نمایند.[۲۱۸]
- تفسیر والشمس: این اثر تفسیری است بر سوره شمس از قرآن که به چندین معنی نمادین از شمس در این سوره اشاره می‌نماید و همچنین بیان می‌دارد که از برای کلام خداوند معانی بیشماری موجود است که به اندازه ظرفیت ادراک شنوندگان آشکار می‌گردد. بهاءالله همچنین به تفاسیر ظاهری و باطنی از کلام خداوند اشاره می‌نماید و عنوان می‌کند که برای ادراک هرچه بیشتر باید از هر دو زاویه به آیات الهی نگریست. او در ادامه برای اکثری از آیات مندرجه در این سوره تفسیری ارائه می‌نماید.[۷۳] این اثر به زبان عربیست که ذیلاً به بخش آغازین و پایانی آن اشاره می‌رود. الحمد لله الّذی أنطق ورقاء البیان علی أفنان دوحة التّبیان بفنون الألحان علی أنّه لا إله إلّا هو قد أبدع الأکوان واخترع الإمکان بمشیّته الأوّلیّة الّتی بها خلق ما کان وما یکون والحمد لله الّذی زیَّن سماءَ الحقیقة بشمس المعانی والعرفان الّتی رُقم علیها من القلم الأعلی الملک لله المقتدر المهیمن القیّوم الّذی أظهر البحرَ الأعظم المجتمعَ من الماء الجاری من عین الهاء المنتهیة إلی الاسم الأقدم الّذی منه فصّلت النّقطة الأوّلیّة وظهرت الکلمة الجامعة وبرزت الحقیقة والشّریعة ومنه طار الموحّدون إلی هواء المکاشفة والحضور والمخلصون إلی منظر ربّهم العزیز الودود والصّلاة والسّلام علی مطلع الأسماء الحسنی والصّفات العلیا الّذی فی کلّ حرف من إسمه کُنِزت الأسماء وبه زُیِّن الوجود من الغیب والشّهود وسُمّی بمحمّد فی ملکوت الأسماء وبأحمد فی جبروت البقاء وعلی آله وصحبه من هذا الیوم إلی یوم فیه ینطق لسان العظمة الملک لله الواحد القهّار… سبحانک اللّهمّ یا إلهی أسألک بإسمک الّذی به ینطق کلّ شیء بثناء نفسک أن تفتح أبصار بریّتک لِیَروا آثارَ عزّ أحدیّتک وتجلّیات شمس عنایتک أی ربّ لا تَدعْهم بأنفسهم لأنّهم عبادک وخلقک فاجذبهم بالکلمة العلیا إلی مطلع أسمائک الحسنی ومخزن صفاتک العلیا إنّک أنت المقتدر علی ما تشاء لا إله إلّا أنت العزیز الحکیم.[۲۱۹]

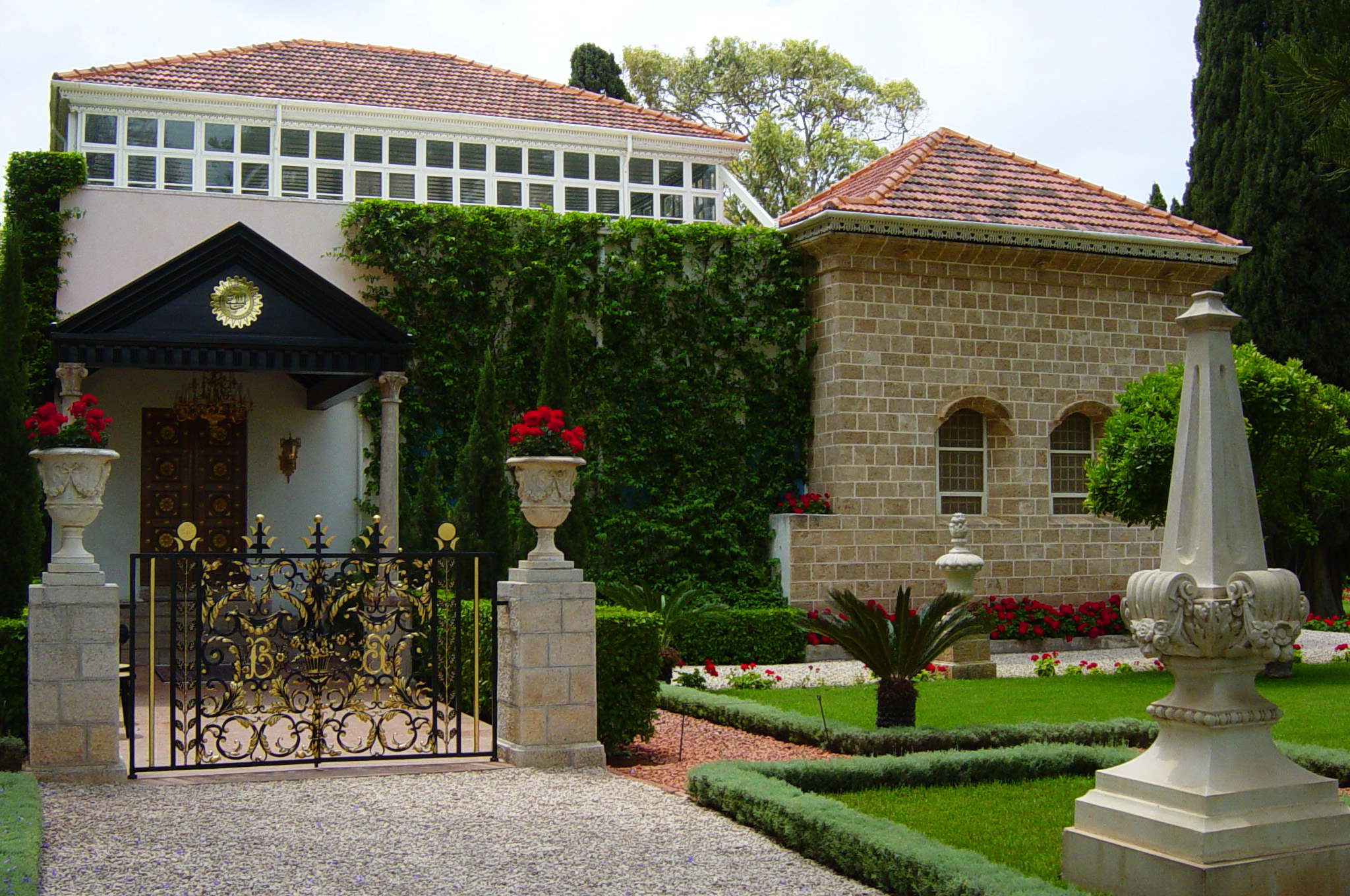
آرامگاه بهاءالله در جوار آخرین منزل مسکونی او در حومه عکا

- آرامگاه بهاءالله در جوار آخرین منزل مسکونی او در حومه عکازیارتنامه: زیارتنامه‌های متعددی در بزرگداشت افراد مختلف از بهاءالله به جای مانده. این زیارتنامه اما آنیست که نبیل زرندی پس از وفات بهاءالله و با استفاده از گزیده‌هایی از آثار خود او (بهاءالله) تألیف نموده[۲۲۰] که معمولاً در آرامگاه بهاءالله، و برای بزرگداشت شب وفات او خوانده می‌شود.[۷۶] نقل قول زیر طلیعه این اثر است. الثّناء الّذی ظهر من نفسک الأعلی و البهاء الّذی طلع من جمالک الأبهی علیک یا مظهر الکبریاء و سلطان البقاء و ملیک من فی الارض و السّماء أشهد أنّ بک ظهرت سلطنة اللّه و اقتداره و عظمة اللّه و کبریاؤه و بک أشرقت شموس القدم فی سماء القضاء و طلع جمال الغیب عن أفق البداء و أشهد أنّ بحرکة من قلمک ظهر حکم الکاف و النّون و برز سرّ اللّه المکنون و بدئت الممکنات و بعثت الظّهورات…[۲۲۱]

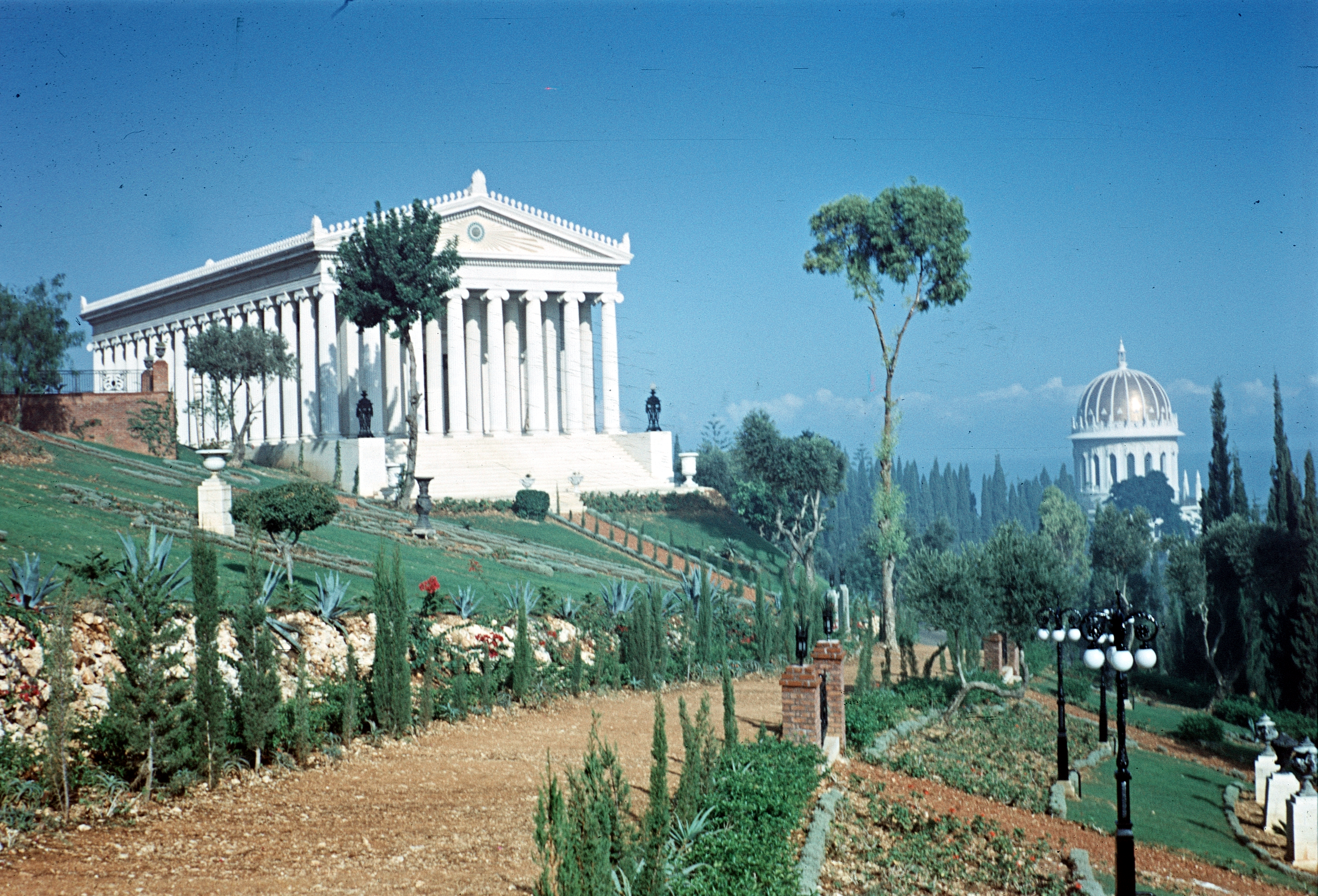
نمایی از مرکز جهانی بهائی

بهاءالله در سالهای پایانی زندگانی خود به نگارش سه اثر سرنوشت سازی می‌پردازد که لازمه تداوم دیانتش در نبود او را فراهم می‌کنند و انسجام آیین نوظهورش در آینده ایام را تضمین می‌نمایند. این سه اثر که در ذیل این خطوط درج گردیده‌اند به نوعی مهر ختمی ست که بهاءالله بر دوران چهل ساله رسالتش نشانده‌است.
- لوح کرمل: اثری است کوتاه که بهاءالله در شادباش بازدیدش از کوه کرمل به رشته تحریر درآورده و به سبک مکالمه ای سرورانگیز بین او و این کوه نوشته شده‌است. در قسمتی از این مکالمه بهاءالله به کوه کرمل وعده می‌دهد که «سوف تجری سفینة اللّه علیک و یظهر به اهل البهآء الّذین ذکرهم فی کتاب الأسمآء». وعده ای که پایه و اساس استقرار مرکز جهانی بهائی بر دامنه کوه کرمل قرار می‌گیرد.[۱۵۳] ذیلاً قسمتی از این اثر عربی نقل قول گردیده. بسمی الّذی به تضوّعت نفحات الرّحمن فی الامکان حبّذا هذا الیوم المبارک الّذی لا تعادله القرون و الأعصار حبّذا هذا الیوم اذ توجّه وجه القدم الی مقامه اذاً نادت الأشیآء و عن ورائها الملأ الأعلی یا کرمل انزلی بما اقبل الیک وجه اللّه مالک ملکوت الأسمآء و فاطر السّمآء.[۲۲۲]محمدتقی نجفی اصفهانی

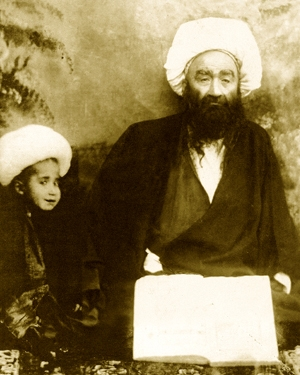
محمدتقی نجفی اصفهانی

- لوح ابن ذئب: این اثر که از نظر حجم سومین اثر مطول بهاءالله و آخرین اثر عمده اوست خطاب به محمدتقی نجفی مجتهد اصفهانی نوشته شده. بهاءالله در این اثر از مجتهد مذکور می‌خواهد تا از نقش خویش در اذیت و آزار، و قتل و غارت بهائیان دست بکشد و ابراز ندامت نماید. نکته جالب توجه در مورد این اثر آنکه بهاءالله مکرراً از دیگر آثار بیشتر شناخته شده خود در تألیف این اثر استفاده می‌نماید، و همچنین با ارائه دلیل و برهان حقانیت ادعای خویش را اثبات می‌کند.[۱۵۳][۲۲۳] در نگارش این اثر از هر دو زبان فارسی و عربی استفاده شده که نقل قول زیر بخشی از آن را به نمایش می‌گذارد. یا شیخ نفحات وحی بدونش مشتبه نشده و نمی‌شود حال سدرهٔ منتهی با اثمار لاتحصی امام وجهت حاضر خود را باوهام مثل حزب قبل میالای از نفس بیان فطرة اللّه ظاهر و مشهود اوست گواه کل در اثبات ظهورش باحدی محتاج نبوده و نیست حال قریب صد جلد آیات باهرات و کلمات محکمات از سماء مشیّت منزل آیات نازل و حاضر لک ان تقصد المقصد الأقصی و الغایة القصوی و الذّروة العلیا لتسمع و تری ما ظهر من لدی اللّه ربّ العالمین.[۲۲۴]مرقد بهاءالله

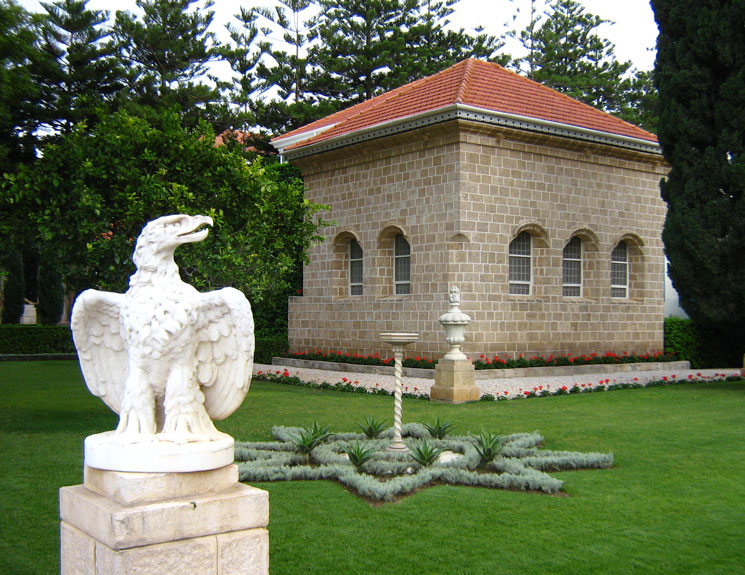
مرقد بهاءالله

- کتاب عهدی: این اثر وصیتنامه بهاءالله ست که به کتاب عهد نیز مشهور است. همان گونه که قبلاً نیز در این مقاله بدان اشاره رفت، در این اثر است که بهاءالله صراحتاً پسرش عباس ملقب به عبدالبهاء را به جانشینی خویش و هدایت جامعه جهانی بهائی برمی‌گزیند و این انتخاب را بدین نحو به همگان اعلان می‌دارد: «وصیّة اللّه آنکه باید اغصان و افنان و منتسبین طرّاً بغصن اعظم ناظر باشند. انظروا ما انزلناه فی کتابی الاقدس اذا غیض بحر الوصال و قضی کتاب المبدء فی المآل توجّهوا الی من اراده اللّه الّذی انشعب من هذا الاصل القدیم. مقصود از این آیهٔ مبارکه غصن اعظم بوده. کذالک اظهرنا الامر فضلاً من عندنا و انا الفضّال الکریم.»[۲۲۵] او همچنین پیروانش را قویاً از نزاع و جدال منع می‌نماید، و انذار می‌دهد که مبادا اسباب نظمی را که او به ارمغان آورده سبب پریشانی نمایند.[۱۵۳] این اثر به زبان فارسی به رشته تحریر درآمده که بخشهایی از آن ذیلاً نقل قول می‌گردد. اگر افق اعلی از زخرف دنیا خالیست ولکن در خزاین توکّل و تفویض از برای ورّاث میراث مرغوب لا عدل له گذاشتیم. گنج نگذاشتیم و بر رنج نیفزودیم… از ملکوت بیان مقصود عالمیان نازل شد آنچه که سبب حیات عالم و نجات اممست. نصایح قلم اعلی را بگوش حقیقی اصغا نمائید. انّها خیر لکم عمّا علی الارض. یشهد بذالک کتابی العزیز البدیع."[۲۲۵]